# The Beatles
Cet article concerne le groupe. Pour les autres significations, voir The Beatles (homonymie).
The Beatles ([ðə ˈbiːtl̩z] ) est un groupe de rock britannique originaire de Liverpool, en Angleterre. Il est considéré comme le groupe le plus populaire et influent de la musique populaire occidentale.
Le groupe trouve ses origines dans les Quarrymen, formés par John Lennon en 1957. Il adopte son nouveau nom en 1960 et, avec John Lennon, Paul McCartney, George Harrison, Stuart Sutcliffe (qui quittera rapidement le groupe) et Pete Best, part pour Hambourg. Ces jeunes musiciens débutants y acquièrent une solide expérience sur scène en reprenant des standards du rock 'n' roll et, pour se démarquer, des titres moins connus. De retour dans le Merseyside, les Beatles, aguerris par les conditions difficiles et les longues heures passées sur scène en Allemagne de l'Ouest, connaissent une popularité grandissante. Fin 1961, Brian Epstein les approche et devient rapidement leur manager. Il les présente à des maisons de disques, sans succès dans un premier temps. L’année suivante, ils se séparent de Best et recrutent le batteur Richard Starkey, dit Ringo Starr, après avoir signé un contrat avec le label Parlophone dont le directeur artistique George Martin produit leur premier 45 tours, Love Me Do qui atteindra le top 20, et occupera une place prépondérante à leurs côtés tout au long de leur carrière. Une succession de chansons qui atteindront la première place du palmarès s’ensuit.
Après avoir débuté sous le signe du skiffle des années 1950, les Beatles ont rapidement fait évoluer leur style, se nourrissant de nombreuses sources pour inventer leur propre langage musical. Leurs expérimentations techniques et musicales, leur popularité mondiale et leur conscience politique grandissante au fil de leur carrière ont étendu l’influence des Beatles au-delà de la musique, jusqu’aux révolutions sociales et culturelles de leur époque.
Après l’essor de la Beatlemania au Royaume-Uni et ensuite en Europe, les Beatles connaissent le succès en Amérique du Nord à partir de 1964, puis rapidement dans le monde entier. À partir de l’album Rubber Soul, en 1965, le groupe expérimente davantage. Il réalise Revolver en 1966 puis, après avoir définitivement arrêté tournées et concerts pour entrer dans leur période appelée « les années studio », Sgt. Pepper's Lonely Hearts Club Band en 1967, The Beatles (l’« Album blanc ») en 1968 et Abbey Road en 1969. Après leur séparation en 1970, les quatre membres poursuivent une carrière solo, et tous rencontrent le succès, particulièrement dans les années immédiates suivant la fin du groupe.
En dix ans d’existence et seulement sept ans d’enregistrement (de 1962 à 1969), les Beatles ont enregistré douze albums originaux et près de deux cents chansons, majoritairement composées par le tandem Lennon/McCartney. Tenant une place de premier plan dans la « bande-son » des années 1960, les chansons des Beatles sont jouées et reprises dans le monde entier, et leurs mélodies ont été adaptées à de nombreux genres musicaux, dont le jazz, la salsa, le reggae ou la musique classique.
Les Beatles sont les artistes ayant vendu le plus grand nombre de disques au monde. Ce nombre est estimé à plus de 600 millions de vinyles et CD vendus à travers la planète,. Paul McCartney et Ringo Starr sont les deux Beatles encore en vie, après l’assassinat de John Lennon en décembre 1980 et la mort de George Harrison en novembre 2001.

## Biographie

### Formation et débuts sur scène (1957–1962)

#### Des Quarrymen aux Beatles

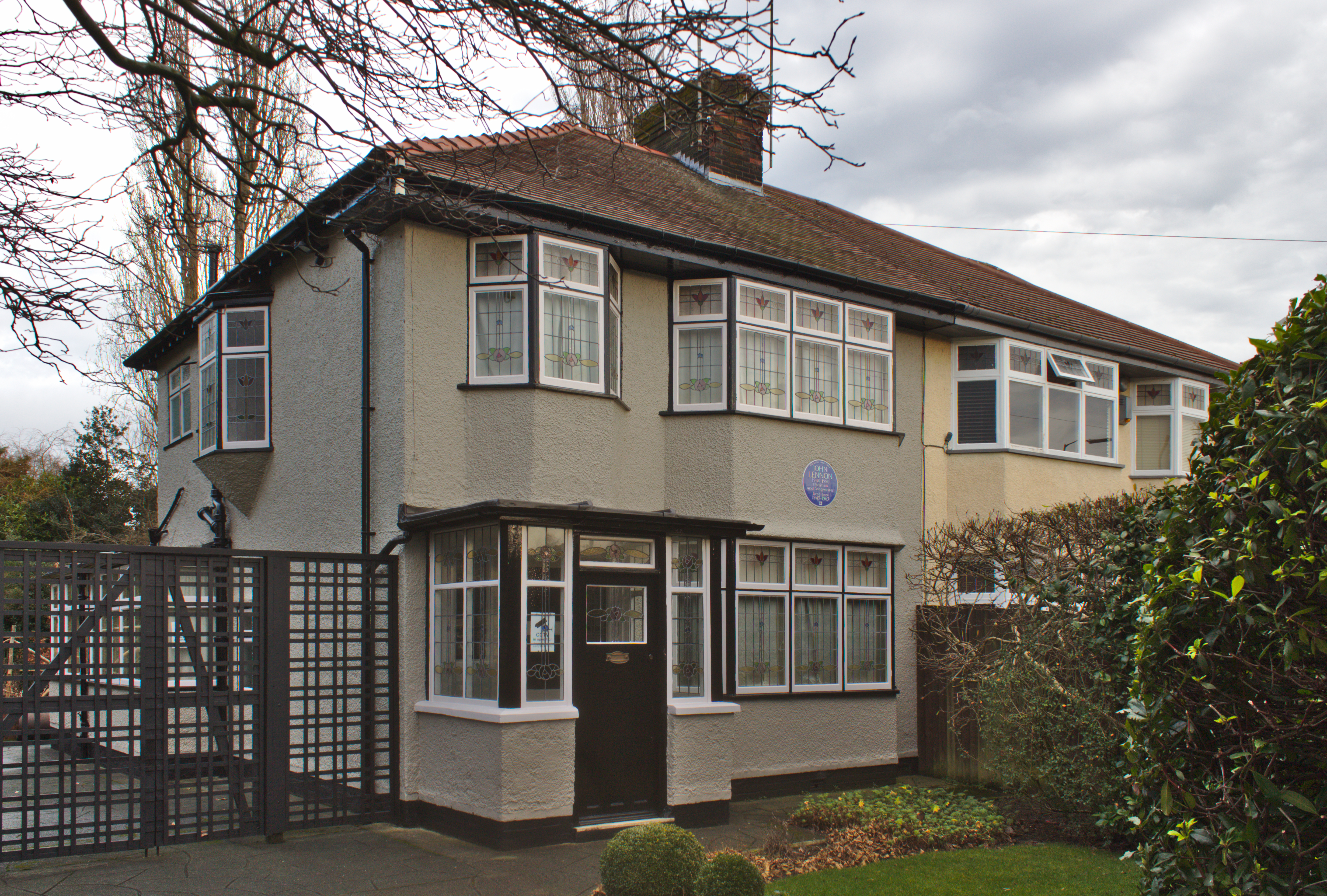
« Mendips », la maison d’enfance de John Lennon au 251 Menlove Avenue, à Liverpool.

Le père de John Lennon, Alfred (dit « Alf »), marin de Liverpool, délaisse sa mère Julia Stanley ainsi que leur enfant. Celle-ci, qui n’a pas les moyens d’élever John seule, le confie à sa sœur « Mimi » — Mary Elizabeth Smith, née Stanley — et son mari George. Le 4 juin 1955, ce dernier subit une grave hémorragie et meurt le lendemain à l’âge de 52 ans. C’est le premier d’une série de décès d’un proche qui affectera profondément le jeune John dans les prochaines années.
John joue de l’harmonica à partir de 1947 et, adolescent, dès qu’il découvre Elvis et le rock 'n' roll, il veut devenir musicien. Après un éloignement de quelques années, John reprend contact avec sa mère et apprend de celle-ci les rudiments du banjo, grâce auxquels il transpose les accords sur une guitare empruntée d’un copain. Il se voit offrir par sa mère sa première guitare en 1957. Aussitôt, en mars 1957, alors âgé de seize ans, il forme un groupe de skiffle avec quelques amis de son lycée, le Quarry Bank High School. Initialement nommé The Blackjacks, le groupe change de nom après avoir découvert qu’un autre groupe local se nommait déjà ainsi. Le 6 juillet 1957, the Quarrymen donnent un concert pour la fête paroissiale de l’église St. Peter de Woolton. À la fin du concert, Ivan Vaughan, un ami commun, présente Paul McCartney à Lennon. McCartney prend alors une guitare et joue Twenty Flight Rock d’Eddie Cochran devant Lennon, un peu éméché, mais néanmoins très impressionné. Quelques jours plus tard, Pete Shotton, autre membre des Quarrymen, propose à Paul de se joindre au groupe. Celui-ci, qui n’a alors que quinze ans, accepte dans le rôle de guitariste soliste.
Le 18 octobre 1957, lors de sa première prestation avec les Quarrymen au Clubmoore Conservative Men’s Club, Paul doit jouer le solo de la chanson Guitar Boogie (en) d’Arthur Smith and His Cracker-Jacks, qu’il joue avec aisance en répétition mais le trac l’empêche de le réussir sur scène. Alors, dans les premières semaines de 1958, McCartney invite son ami George Harrison à assister à un concert des Quarrymen. Celui-ci joue de la guitare et est déjà doté d’une solide expérience, ayant formé son propre groupe, the Rebels, avec son frère Peter et deux amis. Lennon lui fait passer une audition pour rejoindre le groupe et est impressionné par ses talents lorsqu’il joue le tout récent hit de Bill Justis, Raunchy (en). Il estime, en revanche, qu’il est trop jeune ; il n’a alors que quatorze ans. Sur l’insistance de McCartney, au mois de mars, George Harrison intègre quand même le groupe comme guitariste soliste. En janvier 1959, les amis de lycée de Lennon ont tous quitté le groupe pour se consacrer à leurs études au Liverpool College of Art (en).
À trois – guitaristes et chanteurs – au sein d’une formation à géométrie variable qui s’appelle tour à tour « Japage 3 », « The Rainbows » et « Johnny and the Moondogs », avec ou sans batteur, ils se produisent dans des clubs de Liverpool. Ils jouent notamment au Jaracanda, un coffee-shop dirigé par Allan Williams (en), qui sert d’agent au groupe débutant. Ils se produisent également au Casbah, dirigé par Mona Best, la mère de leur futur batteur Pete Best. D’autres portes s’ouvrent ensuite, dont le Cavern Jazz Club, alors que le rock 'n' roll et le Merseybeat, les styles d’au moins 350 groupes de Liverpool, ont du succès dans cette ville.

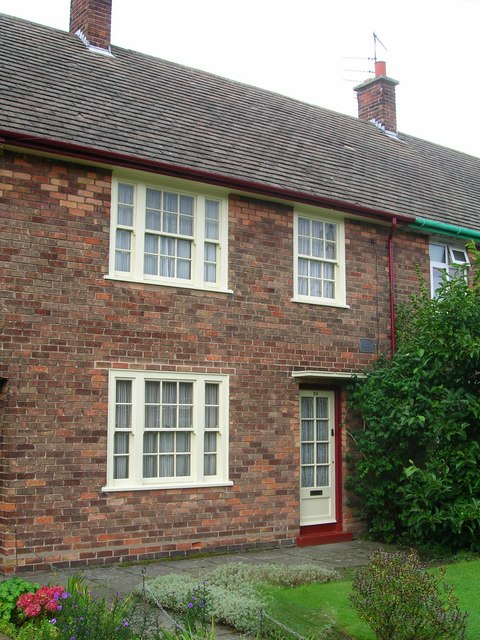
Logement social du 20 Forthlin Road, où vécut Paul McCartney avec son père et son frère.

Autodidactes, influencés par le rock 'n' roll et le blues noir américain, ils jouent les morceaux de rock du moment « à l’oreille », sans partition. Toutefois, John Lennon et Paul McCartney s’associent déjà pour écrire ensemble des chansons, assis face à face avec leurs guitares dans une parfaite symétrie (McCartney étant gaucher), affinant peu à peu leur technique. Quelques-unes d’entre elles, comme One After 909, ressortiront sur les albums des Beatles des années plus tard. Ils partagent également un drame qui les rapproche : Paul McCartney a perdu sa mère Mary, décédée des suites d’un cancer du sein le 31 octobre 1956, tandis que le 15 juillet 1958, Julia, la mère de John, est happée mortellement par une voiture conduite par un jeune policier qui n’était pas en service. Celui-ci ne possédait qu’un permis d’apprenti conducteur et devait donc être accompagné lorsqu’il était au volant. Le rapport de police n’en fait pas mention, mais on insinue qu'il était possiblement ivre au moment de l’accident, bien qu’il réfute fortement cette accusation,.
John Lennon fait connaissance avec l'artiste Stuart Sutcliffe, tous deux étudiants au Liverpool College of Art, et devient son grand ami et rapidement son colocataire. Alors que celui-ci a vendu un de ses tableaux, Lennon l’encourage à s’acheter une guitare basse et a rejoindre le groupe en janvier 1960. Sutcliffe suggère d’adopter le nom de « Beatals », en hommage au groupe accompagnant le rocker Buddy Holly, The Crickets (« les grillons »). Ils utilisent ce nom jusqu’en mai, où ils adoptent celui de « Silver Beatles » et, du 20 au 28 mai, accompagnent le chanteur pop de Liverpool Johnny Gentle (en) pour une tournée en Écosse. Les membres du groupe se donnent pour l’occasion des noms de scène : Paul Ramon, Carl Harrison, Stuart de Staël  (en l’honneur de Carl Perkins et du peintre Nicolas de Staël, respectivement) et Johnny Lennon. Tommy Moore (en) est recruté pour jouer de la batterie,. En août 1960, ils adoptent définitivement le mot-valise « Beatles », formé à partir de beat (« rythme ») et beetle (« scarabées »), avant d’honorer leur premier contrat dans un club de Hambourg. Le 17 du même mois, cinq jours avant de partir pour l’Allemagne de l'Ouest, ils auditionnent et engagent Pete Best comme batteur.

#### Séjours à Hambourg
« On a dû apprendre des millions de chansons, car on passait des heures à jouer. Hambourg, c’était vraiment notre apprentissage : apprendre à jouer devant le public. »

— George Harrison

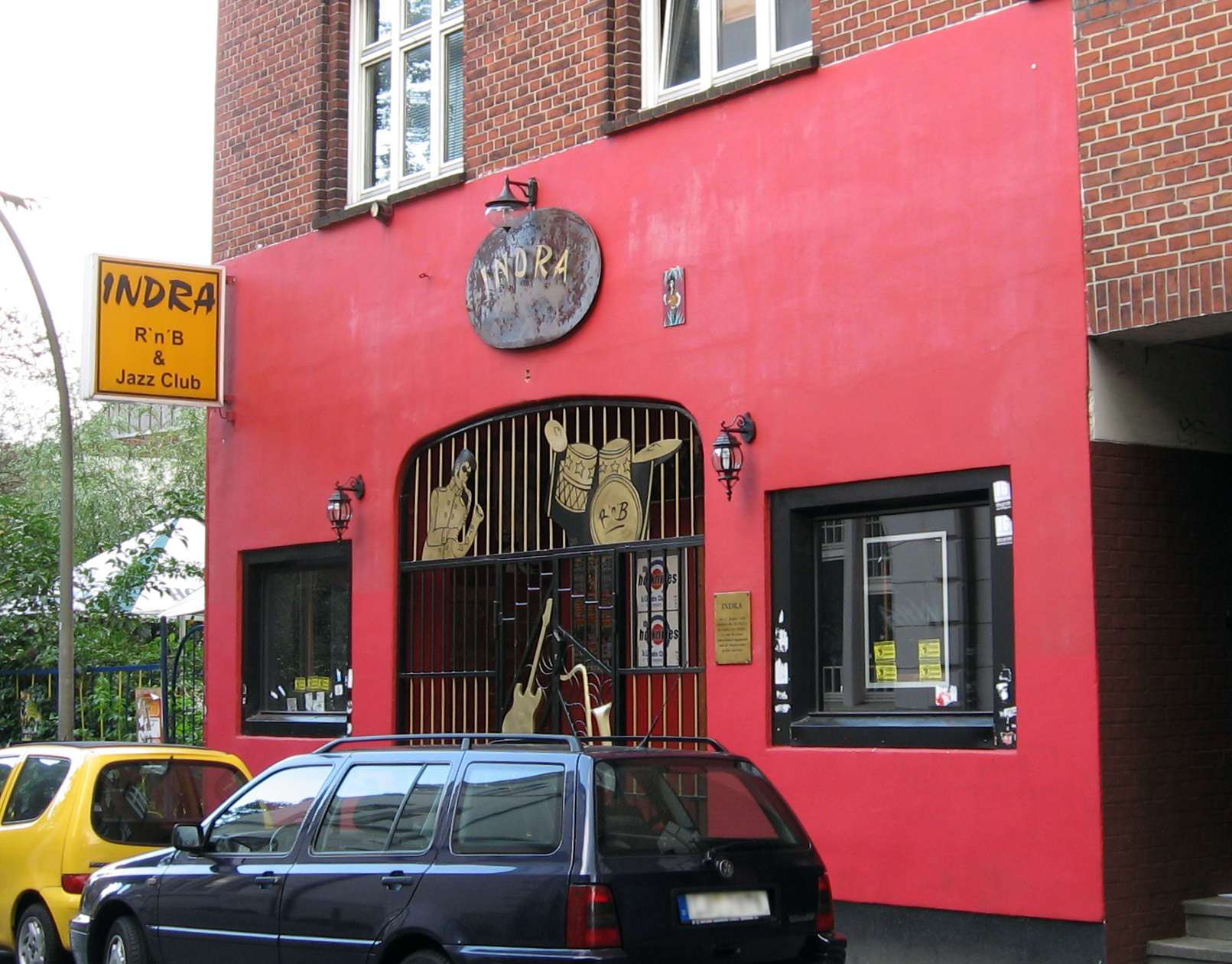
L’Indra, un club de Hambourg où les Beatles jouèrent à leurs débuts.

Les Beatles effectueront cinq séjours dans les clubs du côté de la Reeperbahn de Hambourg : du mois d’août à novembre 1960, de mars à juillet 1961, d’avril à mai 1962, puis deux derniers passages, avec Ringo Starr cette fois, en novembre et ensuite en décembre 1962, deux semaines chacuns.
Bruno Koschmider, propriétaire de l’Indra Club et du Kaiserkeller (en), deux clubs du quartier de Sankt Pauli à Hambourg, engage les Beatles sur les indications de leur agent Allan Williams. Celui-ci conduit le groupe jusqu’à la cité hanséatique avec sa camionnette pour honorer un contrat de trois mois et demi. Pour satisfaire le public des clubs hambourgeois, les Beatles élargissent leur répertoire, souvent des titres obscurs afin de se démarquer des autres groupes, donnent des concerts physiquement éprouvants et, à l’exception de Pete Best, recourent aux amphétamines pour rester éveillés. Les jeunes gens sont par ailleurs logés dans des conditions difficiles, voire quasiment insalubres dans le Bambi Kino, une salle de cinéma à deux pas de l’Indra Club.
D’autres groupes de Liverpool se produisent à Hambourg, notamment Rory Storm and The Hurricanes, dont le batteur se nomme Ringo Starr. Les Beatles envient sa notoriété et apprécient sa compagnie. Les deux groupes partagent l’affiche de très nombreuses fois à Liverpool et se retrouvent au Kaiserkeller pendant plus d’un mois en octobre et novembre 1960.

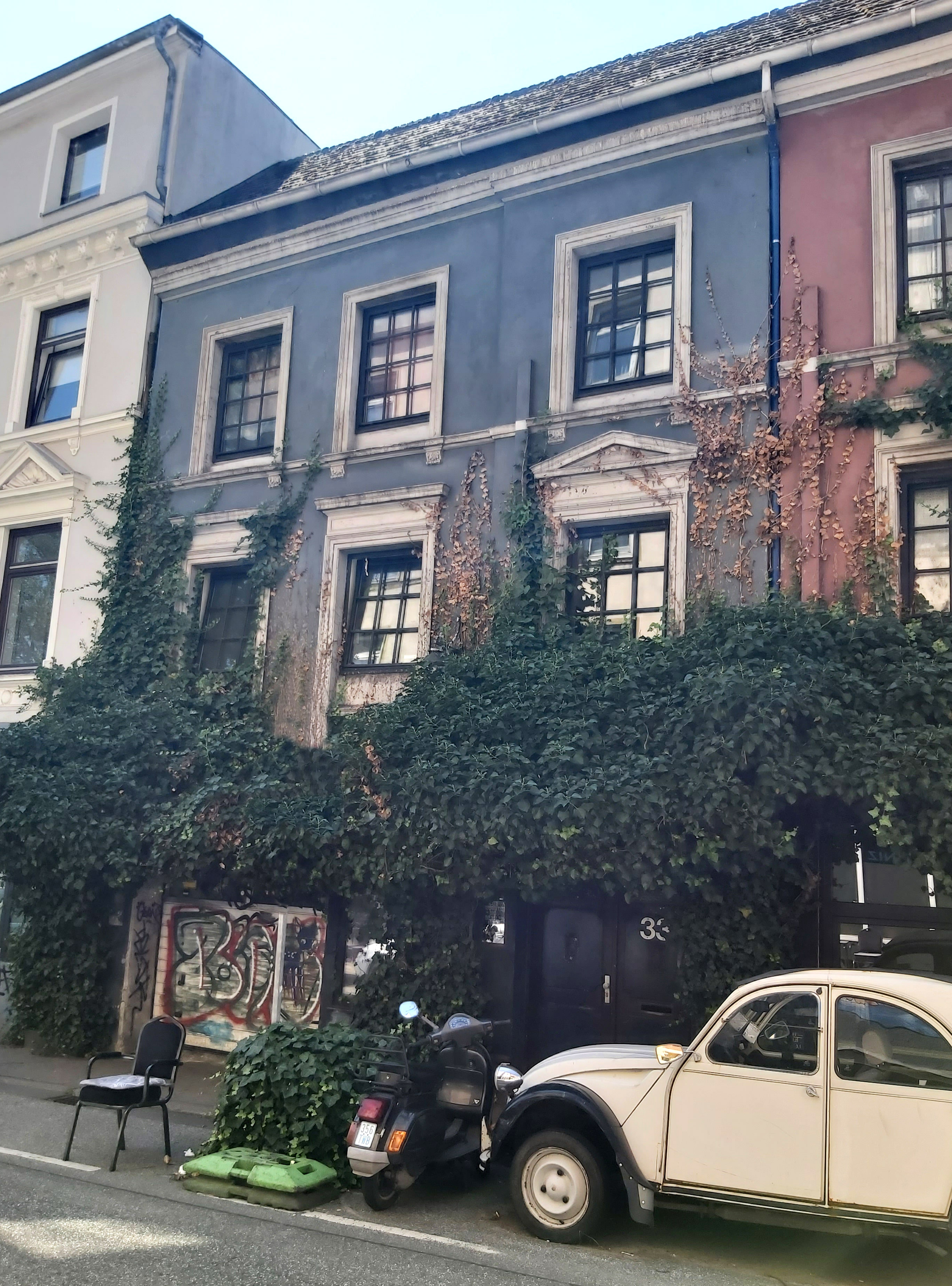
L'édifice du 33 Paul-Roosen-Straße qui abritait autrefois le Bambi Kino.

Ce même mois, lorsque Koschmider apprend que les Beatles se sont produits dans un club rival, le Top Ten Club (en), il met fin à leur contrat et dénonce Harrison aux autorités allemandes ; en effet, celui-ci a menti sur son âge et se fait expulser en Angleterre à la fin novembre. En tentant de récupérer leurs effets dans leur ancienne chambre peu éclairée dans le cinéma Bambi, McCartney et Best enflamment un préservatif accroché à un mur pour produire de la lumière. Furieux, Koschmider les accuse d’avoir tenté d’incendier le local. Ils passent la nuit en prison et, le lendemain, se font expulser à leur tour,. En compagnie de Sutcliffe, Lennon reste en Allemagne une semaine de plus avant de retourner en Angleterre où il se terre pendant encore une semaine avant de reprendre contact avec ses acolytes.
À Hambourg, le groupe se lie d'amitié avec Klaus Voormann, Jürgen Vollmer et surtout Astrid Kirchherr, qui devient rapidement l’amoureuse de Stuart Sutcliffe. C’est à cette époque qu’ils adoptent une coupe de cheveux caractéristique, la moptop, qui se différencie de la banane ou des cheveux des rockers, gominés et peignés en arrière. Astrid Kirchherr (sous l’influence des existentialistes ou des étudiants en Beaux-Arts de cette ville) a coiffé ainsi Sutcliffe, lorsqu’elle visite son amoureux à Liverpool après le premier séjour du groupe à Hambourg. John Lennon et Paul McCartney l’ont ensuite adoptée, lors d’un court séjour à Paris en octobre 1961, effectuée par Jürgen Vollmer devenu l’assistant du photographe William Klein. Harrison suivra le pas mais Best, bien qu’il tente le coup, préfère garder sa coiffure gominée.
C’est aussi à Hambourg qu’ils décrochent leur premier contrat d’enregistrement, chez Polydor, en tant qu’accompagnateurs du chanteur et guitariste Tony Sheridan,. Le 45 tours My Bonnie / The Saints crédité à « Tony Sheridan and The Beat Brothers » est publié en Allemagne de l'Ouest en octobre 1961 mais publié en Angleterre le 5 janvier 1962 cette fois au nom de « Tony Sheridan and the Beatles ». Cry for a Shadow est la première chanson originale du groupe à être publiée lorsqu’elle apparaît, en janvier 1962, sur le super 45 tours français de Sheridan intitulé Mister Twist. Les huit chansons tirées de ces séances seront compilées en 1964 sur le disque allemand The Beatles' First ! et du même coup éditées en singles un peu partout dans le monde.

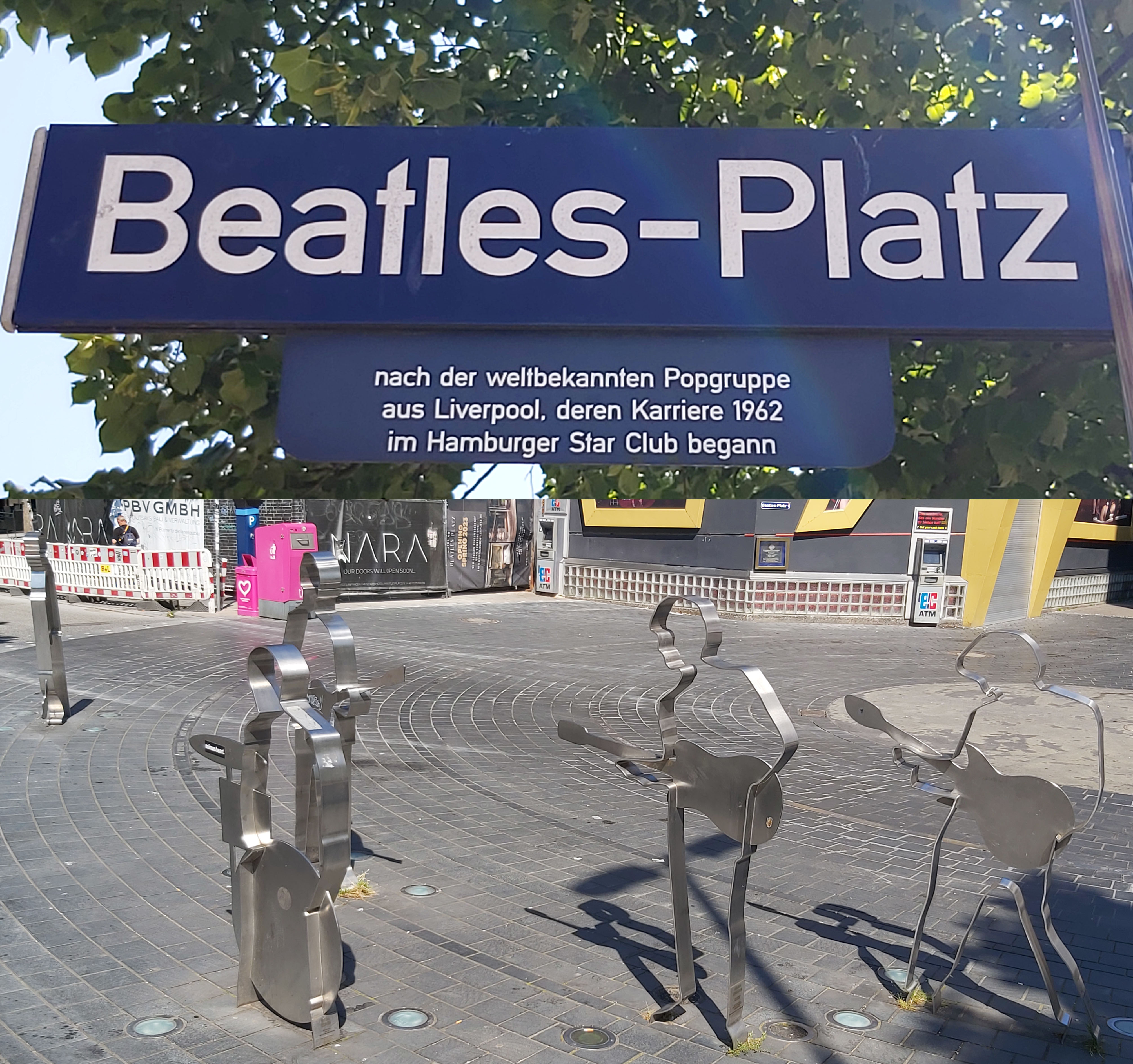
La à Hambourg : Sur une place circulaire représentant un 33 tours, cinq silhouettes honorent les membres du groupe. Les deux batteurs, Best et Starr, y sont identifiés en plus du bassiste Sutcliffe un peu en retrait.

Stuart Sutcliffe, bassiste du groupe depuis le début de l’année 1960, maîtrise mal son instrument : il se produit généralement dos au public afin que cela ne se remarque pas et « joue » même parfois sans que son instrument soit branché à un ampli. Tombé amoureux de la photographe Astrid Kirchherr, qui prend les premières photos du groupe, il décide de rester à Hambourg lorsque ses camarades regagnent l’Angleterre, début juillet 1961. Entre leurs différents voyages en Allemagne, ils continuent à se produire à Liverpool et dans ses environs, se constituant un solide noyau de fans, mais restent inconnus au-delà du Merseyside. En décembre 1961, ils jouent devant seulement dix-huit personnes à Aldershot, dans la lointaine banlieue de Londres.
L’intérêt pour le groupe dans sa ville natale naît à leur retour de leur second séjour à Hambourg où ils ont acquis une solide expérience sur scène et étendu leur répertoire. Lors d’un concert, le 17 décembre 1961, au Litherland Town Hall de Liverpool, salle municipale qui servait deux jours par semaine de dancing aux jeunes, au moment où le groupe, avec, pour l’occasion, Chas Newby (en) à la basse, se met à jouer, le plancher de danse se vide et l’assistance, abasourdie, se presse à la scène pour les écouter et les regarder. 
Paul McCartney, jusque-là guitariste au même titre que John Lennon et George Harrison, devient ensuite le bassiste du groupe, ses deux camarades n’étant pas enthousiastes pour tenir ce rôle. Leur ancien bassiste, Stuart Sutcliffe meurt tragiquement à vingt-et-un ans le 10 avril 1962 d’une congestion cérébrale, trois jours avant que les Beatles ne posent à nouveau le pied sur le sol allemand pour un nouvel engagement de sept semaines au Star-Club. Le groupe apprend la terrible nouvelle par Kirchherr, à l’aéroport de Hambourg.
« J’ai grandi à Hambourg, pas à Liverpool », dira plus tard John Lennon. Évoquant cette période des débuts, il racontera aussi :
« Quand les Beatles déprimaient et se disaient : « On n’ira jamais nulle part, on joue pour des cachets merdiques, on est dans des loges merdiques », je disais : « Où va-t-on, les potes ? », et eux : « Au sommet, Johnny ! », et moi : « C’est où ça ? », et eux : « Au plus top du plus pop ! » (to the toppermost of the poppermost), et moi « Exact ! » Et on se sentait mieux ». Par ailleurs, nostalgique de cette époque « cuir », on entend aussi John Lennon expliquer dans le disque Anthology 1 : « Ce que nous avons fait de meilleur n’a jamais été enregistré. Nous étions des performers, nous jouions du pur rock (straight rock) dans les salles de danse (dance halls), à Liverpool et à Hambourg, et ce que nous produisions était fantastique. Il n’y avait personne pour nous égaler en Grande-Bretagne (There was nobody to touch us in Britain) ».
En hommage au groupe, en 2008, Hambourg a inauguré une place à leur nom sur l’avenue Reeperbahn, à l'intersection de la rue Große Freiheit (en), dans le quartier de Sankt-Pauli.

#### Apport décisif de Brian Epstein

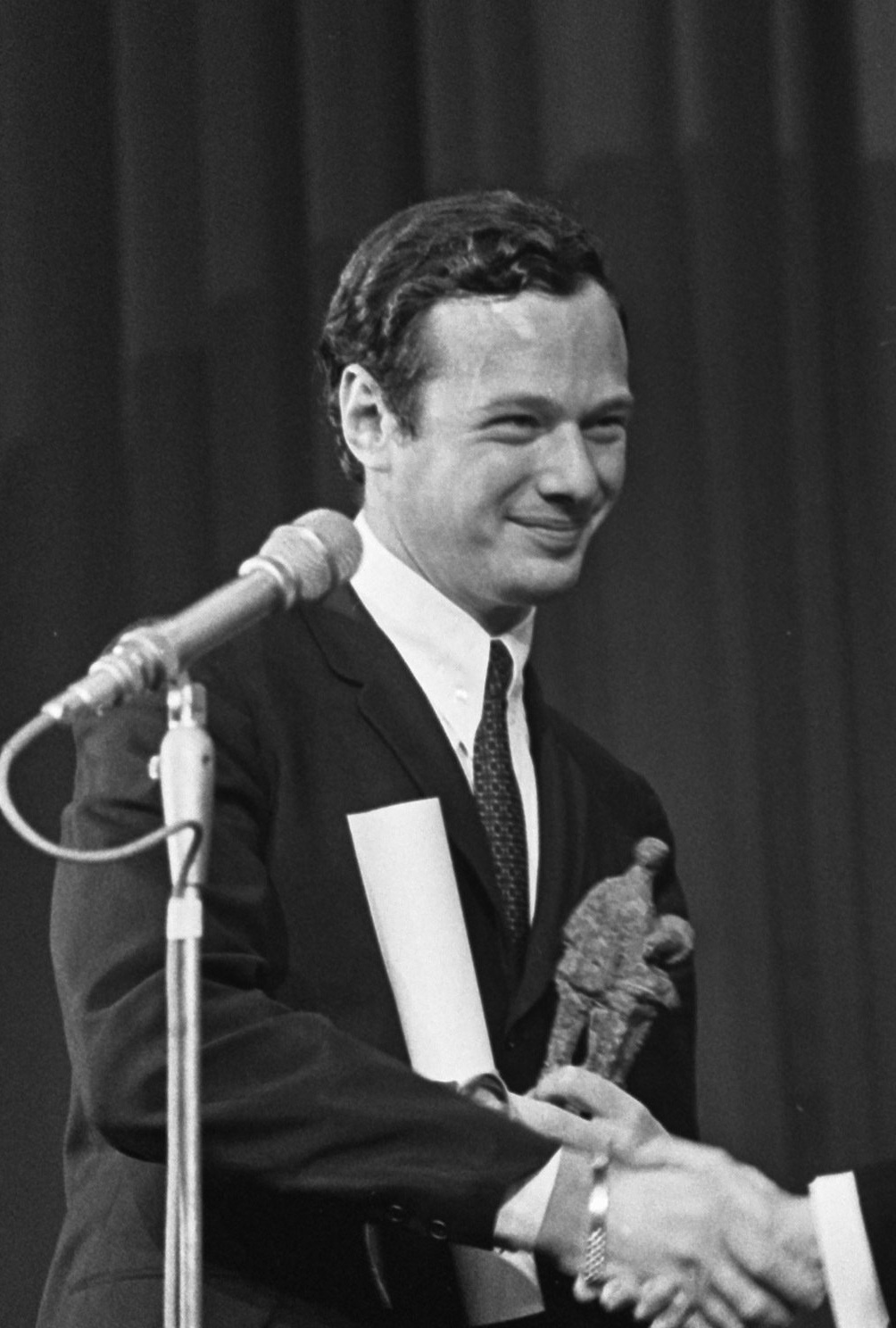
Brian Epstein en 1965.

Le 28 octobre 1961, moins d’une semaine après la sortie du 45 tours My Bonnie en Allemagne de l'Ouest, Raymond Jones, un jeune client du North End Music Store (NEMS), visite la boutique de musique de Brian Epstein et veut acheter ce single en importation. Deux jeunes filles font de même les jours suivants. Epstein contacte donc Polydor et en commande deux cents exemplaires. À leur retour d’Allemagne, après leurs deux premiers séjours formateurs à Hambourg, les Beatles ont acquis la maturité qui leur manquait, techniquement d’abord, sur scène ensuite. Brian Epstein est intrigué par ce groupe local dont il a le 45 tours en magasin et qui figure souvent dans le Mersey Beat, le journal musical local de Bill Harry, lequel se vend comme des petits pains dans sa boutique. Le 9 novembre 1961, accompagné de son assistant Alistair Taylor (en), il va voir les Beatles au Cavern Club de Liverpool, le café souterrain où ils se produiront près de 300 fois jusqu’au 3 août 1963. Possédant une formation en théâtre mais maintenant disquaire dans le commerce familial, Epstein n’a aucune expérience comme manager de formation musicale, mais connaît quelques-uns des à-côtés qui mènent à la popularité d’un artiste et rêve d’une carrière dans le monde du spectacle. Il propose au groupe de devenir leur manager et un contrat sera signé le 24 janvier 1962,, Epstein devient rapidement un mentor et un ami ; il les propulse au rang de musiciens professionnels. Afin de gommer leur image de sauvages, il leur fait abandonner les vêtements en cuir au profit de complets-vestons, il leur suggère de s’incliner en fin de spectacle pour saluer leur public et, sur scène, fini les repas, le langage trop familier et la cigarette.
En décembre 1961, Epstein apprend que le groupe a quelques chansons originales en poche mais tarde à les jouer régulièrement sur scène. Il n’est pas clair si c’est leur manager qui les a encouragé à les jouer, mais c’est à partir de ce moment que les Beatles intègrent ces chansons dans leur répertoire. Le 27 décembre, le groupe organise The Beatles' Christmas Party au Cavern Club, invitant Gerry and the Pacemakers et King-Size Taylor and the Dominos à partager la scène. Pete Best est absent, malade à la maison, alors le groupe fait appel pour la première fois à leur ami Ringo Starr afin de le remplacer. Les trois musiciens sentent aussitôt que le batteur complète bien le groupe à sa façon de jouer et à son attitude hors scène. S’ils sont tentés de se départir de Pete Best à ce moment, la décision devra attendre car Starr quitte les Hurricanes pour aller jouer dans le groupe de Tony Sheridan à Hambourg jusqu’en février. À son retour, Starr reprend sa place dans le groupe de Storm mais remplacera Best encore à quelques reprises : deux fois en mars et une troisième fois, un midi au Cavern Club, le mois suivant.
Dès 1961, Brian Epstein commence à prospecter auprès des maisons de disques de Londres, afin de tenter de leur faire signer un contrat d’enregistrement, multipliant sans succès les tentatives auprès des grandes compagnies discographiques. Il essuie des refus, entre autres de la compagnie EMI, mais réussit tout de même à obtenir, pour son groupe, une audition chez Decca. Le 1er janvier 1962, les Beatles, très nerveux, enregistrent quinze titres dans ce studio très froid et le résultat est bien en deçà des attentes. Le directeur artistique Dick Rowe refuse de les prendre en main, préférant faire signer le groupe local Brian Poole and the Tremeloes, en déclarant : « Rentrez chez vous à Liverpool, M. Epstein, les groupes à guitares vont bientôt disparaître ». Rowe sera par la suite surnommé, dans le milieu, « the man who turned down The Beatles » (« l’homme qui rejeta les Beatles »). En revanche, Epstein obtient la permission de garder ces enregistrements de bonne qualité sonore, pour pouvoir les faire écouter à d’autres producteurs potentiels. Il se rend au magasin de disques HMV sur Oxford Street pour demander conseil à une connaissance qui y travaille et celui-ci lui suggère de faire presser des disques 78 tours de ces chansons pour pouvoir facilement les faire écouter à des producteurs potentiels. Le technicien Jim Foy, qui s’occupe sur place de ce département, est impressionné par ce qu’il y entend et contacte Sid Colman, de l’agence de publication de musique Ardmore and Beechwood associée à EMI, qui se situe dans le même immeuble, pour lui faire rencontrer Epstein.
Brian Epstein présente donc ces enregistrements à Colman, en veillant à lui mentionner qu’ils contiennent quelques compositions originales. L’éditeur reconnait le potentiel d’une publication des compositions signées Lennon/McCartney et Epstein promet de lui donner les droits s’il l’aide à décrocher un contrat d’enregistrement. Un rendez-vous est pris avec George Martin le 13 février 1962, pour lui faire écouter Hello Little Girl et Till There Was You et ce malgré le refus préalable de la maison-mère. Mais Martin n’est pas particulièrement impressionné par ce qu’il entend.
Grâce aux efforts de leur manager, les Beatles obtiennent une audition à la BBC le 7 mars 1962 pour une émission radiophonique devant public Teenagers Turn - Here We Go. Ils interprètent Dream Baby (en) de Roy Orbison, Memphis, Tennessee de Chuck Berry et Please Mr Postman des Marvelettes, qui seront mises en ondes le lendemain, en plus de la chanson originale Hello Little Girl qui ne sera pas diffusée et l’enregistrement effacé.
Entre-temps, Kim Bennett — de son vrai nom Thomas Whippey, ancien chanteur de charme et assistant de Sid Colman —, persiste à dire à son patron que la chanson Like Dreamers Do pourrait être un succès. Ils décident de produire eux-mêmes l’enregistrement dans les studios d’EMI, mais se heurtent au refus de Len Wood, un des directeurs. Cependant, devant l’insistance de Colman, Wood se ravise et ordonne au producteur George Martin de procéder à l’enregistrement de la chanson, pour qu’Ardmore and Beechwood obtienne le copyright.
Enfin, le 5 mai, un télégramme envoyé par Epstein à Hambourg durant leur troisième passage, annonce au groupe qu’ils auront un contrat d’enregistrement avec EMI. Aussitôt Lennon et McCartney achèvent l’écriture de Love Me Do et créent P.S. I Love You. Le 9 mai, exactement six mois après avoir vu les Beatles pour la première fois au Cavern Club, Brian Epstein rencontre George Martin pour valider le contrat. Il y est stipulé que six chansons seront enregistrées par EMI, qui financera le tout. Le label sera le propriétaire des enregistrements, mais ne donnera aucune avance sur les redevances (fixées à 1 penny par 45 tours vendu, sur 85 % des ventes). Le contrat a une durée de 4 ans pour le groupe, mais d’un an pour EMI, renouvelable à chaque anniversaire, et est valable pour le monde entier, mais avec des redevances réduites de moitié par rapport à celles perçues en Angleterre. Dans les faits, si par « miracle » le groupe vendait un million d’exemplaires d’un single, ses royalties seraient de 750 £ au Royaume Uni, et de 375 £ aux États-Unis,, pour chaque membre du groupe et leur manager. Le 18 mai, Brian Epstein signe le contrat liant les « Beattles » à EMI (il fait une rature sur le second « t »). La date inscrite sur le contrat est le 4 juin 1962. Le 24 mai, le groupe devra retourner en studio à Hambourg afin de se défaire du contrat qui les lie à Bert Kaempfert.
De cette époque « avant la gloire », des enregistrements rares et marginaux des Beatles ont été très recherchés, notamment ceux qu’ils ont réalisés à Hambourg, publiés par Polydor avec Tony Sheridan, ainsi que les fameuses « bandes Decca » ,. My Bonnie et Ain't She Sweet ont même atteint les charts de part et d’autre de l’Atlantique pendant la Beatlemania,,. Ces deux titres et Cry for a Shadow ont été inclus, trois décennies plus tard, sur la compilation Anthology 1. Un enregistrement bootleg réalisé en 1962 sur la scène du Star-Club de Hambourg, avec Ringo Starr à la batterie, a été publié en 1977.

#### George Martin entre en scène
Le 6 juin 1962, en début d’après-midi, quatre jours après être revenus de Hambourg où ils honoraient un engagement au Star-Club (leur troisième séjour dans la ville allemande), Lennon, McCartney, Harrison et Best arrivent aux studios EMI de Londres, situés au 3, Abbey Road dans le quartier de St. John's Wood pour leur test d’artistes. C’est leur première visite dans ces studios, qu’ils vont rendre mondialement célèbres. Ron Richards (en) sera le producteur lors de la séance et Martin interviendra de temps à autre. Ils enregistrent Bésame mucho, Love Me Do, PS I Love You et Ask Me Why, mais pas Like Dreamers Do qui n’y sera finalement jamais réenregistrée par eux,. Lorsque le groupe est invité pour la première fois dans la régie pour écouter les bandes, George Harrison raconte : « Les autres membres du groupe ont failli me tuer lorsque George Martin… nous a demandé : « Y a-t-il quelque chose qui ne vous plaît pas ? » Je l’ai regardé et j’ai dit : « Pour commencer, je n’aime pas votre cravate ». » Mais George Martin, qui avait lui aussi le sens de l’humour, est amusé par la réplique. « Ça a brisé la glace ! », note-t-on du côté du personnel technique des studios EMI.
Le jour même de cette première séance, George Martin et son assistant Ron Richards discutent encore du nom du groupe : « John Lennon and the Beatles » ou encore « Paul McCartney and the Beatles », bien que ce nom « entomologique » ne leur plaise pas. Comme le groupe est composé de trois chanteurs qui jouent leurs propres instruments, Martin réalise qu’avoir simplement le nom « The Beatles » est une nouveauté dans la musique populaire et que celui-ci fera parfaitement l’affaire.
La chanson Love Me Do plaît à Richards, mais il n’aime pas le jeu de Pete Best qui peine à garder un tempo constant. Martin est d’accord et écrit à Epstein qu’à la prochaine séance, il y aura un batteur studio. Craignant de devoir toujours enregistrer avec des batteurs inconnus, les trois autres membres saisissent l’occasion et se séparent de Best en août 1962, pour le remplacer par Ringo Starr, qu’ils considèrent être « un métronome » et avec qui les affinités sont plus grandes. Le 18 août, Starr prend officiellement son poste à la batterie au Hulme Hall dans le village de Port Sunlight. Cette éviction abrupte, assumée par un Brian Epstein très nerveux et déçu, n’est pas sans conséquence.

« On avait joué au Cavern Club et les gens hurlaient « Pete is best » (« Pete est le meilleur ! », jeu de mots avec « best » en anglais), « Ringo never, Pete forever! » (« Ringo jamais, Pete à jamais ! »). C’était devenu lassant, et je me suis mis à les engueuler. Après le concert, nous sommes sortis des loges, nous sommes entrés dans un tunnel tout noir, et quelqu’un m’a balancé un coup de poing au visage. Je me suis retrouvé avec un œil au beurre noir. Qu’est-ce qu’il ne fallait pas faire pour Ringo ! »

— George Harrison
La seconde séance d’enregistrement s’effectue le 4 septembre. Martin décide de ne pas inviter de batteur studio pour pouvoir entendre le nouveau venu. À sa toute première séance dans un studio professionnel, Starr est très nerveux et ne l’impressionne pas. Le groupe enregistre How Do You Do It? — chanson imposée par le producteur et que le groupe n’aime guère — puis réenregistre Love Me Do. Une semaine plus tard, le 11, le groupe revient en studio mais ce sera Andy White qui officiera à la batterie. Le groupe reprend une troisième fois Love Me Do, enregistre ce qui deviendra la face B de leur premier single, P.S. I Love You, et présente à Martin une nouvelle chanson, Please Please Me. C’est un Ringo Starr dépité qui joue du tambourin sur Love Me Do et des maracas sur PS I Love You ; il n’a jamais oublié cette « humiliation »,,. Malgré les réticences de Martin, c’est l’enregistrement avec Ringo Starr à la batterie qui est publié en face A du 45 tours réunissant ces deux titres,, tandis que la version figurant sur l’album est celle enregistrée avec Andy White, qui joue également du « cross-stick » sur PS I Love You, après qu’il a été convenu qu’une batterie complète n’était pas nécessaire pour cette chanson. À l’écoute de Please Please Me, qui est effectuée avec un tempo lent dans le style de Roy Orbison, le producteur suggère de l’accélérer et sera reprise plus tard.
Amer de son éviction des Beatles, Best refuse l’aide d’Epstein pour se trouver un nouveau groupe et intègre le Lee Curtis and the All Stars. En 1965, il sort son propre album au titre mensonger en forme de clin d’œil grinçant : Best of The Beatles, avec le Pete Best Combo ; sur la photo de la pochette, prise par Astrid Kirchherr au « Hugo Haase Fun Fair » à Hambourg en 1960, il est entouré de ses ex-camarades. Ce disque n’a pas le succès escompté et Best quitte le monde musical et devient boulanger pour ensuite travailler dans la fonction publique à Liverpool. Il devra attendre plus de trente ans avant de pourvoir profiter monétairement de son association avec les Beatles.

### LaBeatlemania(1963–1966)

#### Premier album et début de laBeatlemania(1963)

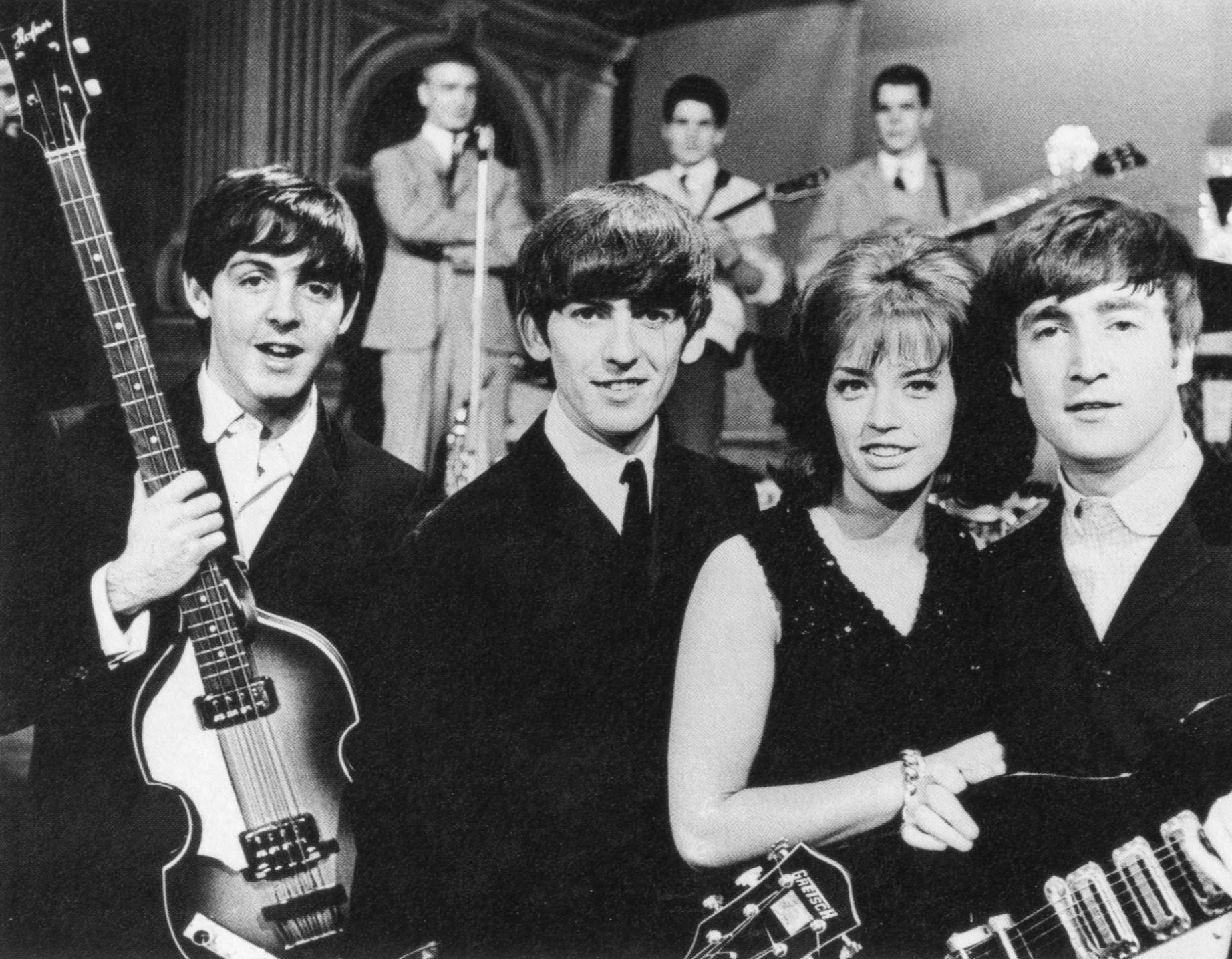
Les Beatles avec la vedette suédoise Lill-Babs, le 30 octobre 1963.

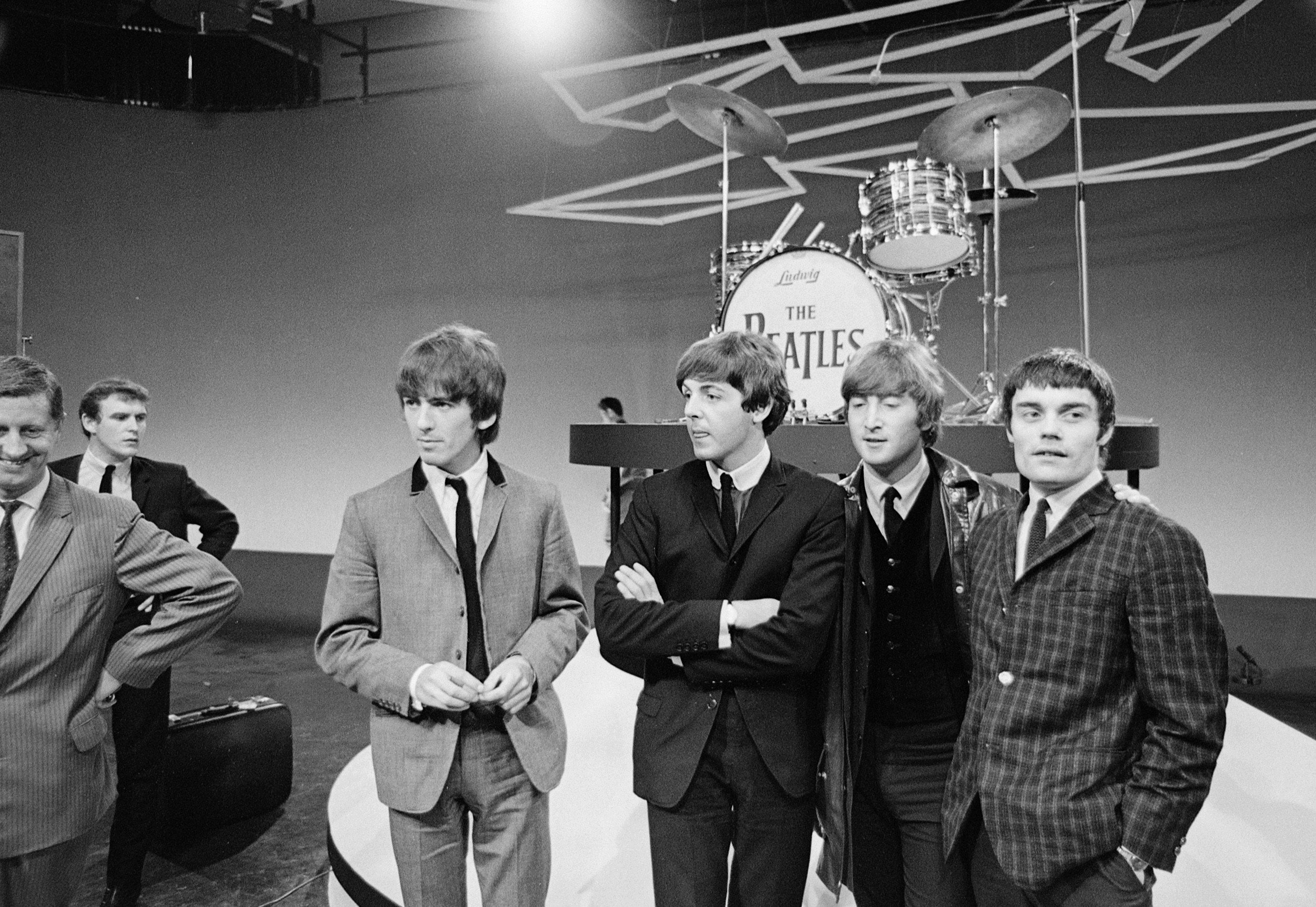
Les Beatles en 1964, à droite Jimmie Nicol.

Le 5 octobre 1962, sort Love Me Do / P.S. I Love You. Malgré un accueil critique plutôt tiède, la face A atteint le 17e rang au palmarès britannique, avec 17 000 copies vendues. Ce n’est pas encore la « Beatlemania », mais il s’agit là d’une grande satisfaction pour le groupe particulièrement au moment où le titre passe de plus en plus à la radio. Du premier au 15 novembre, le groupe retourne, à contrecœur, à Hambourg pour un quatrième séjour, la première fois avec son nouveau batteur.

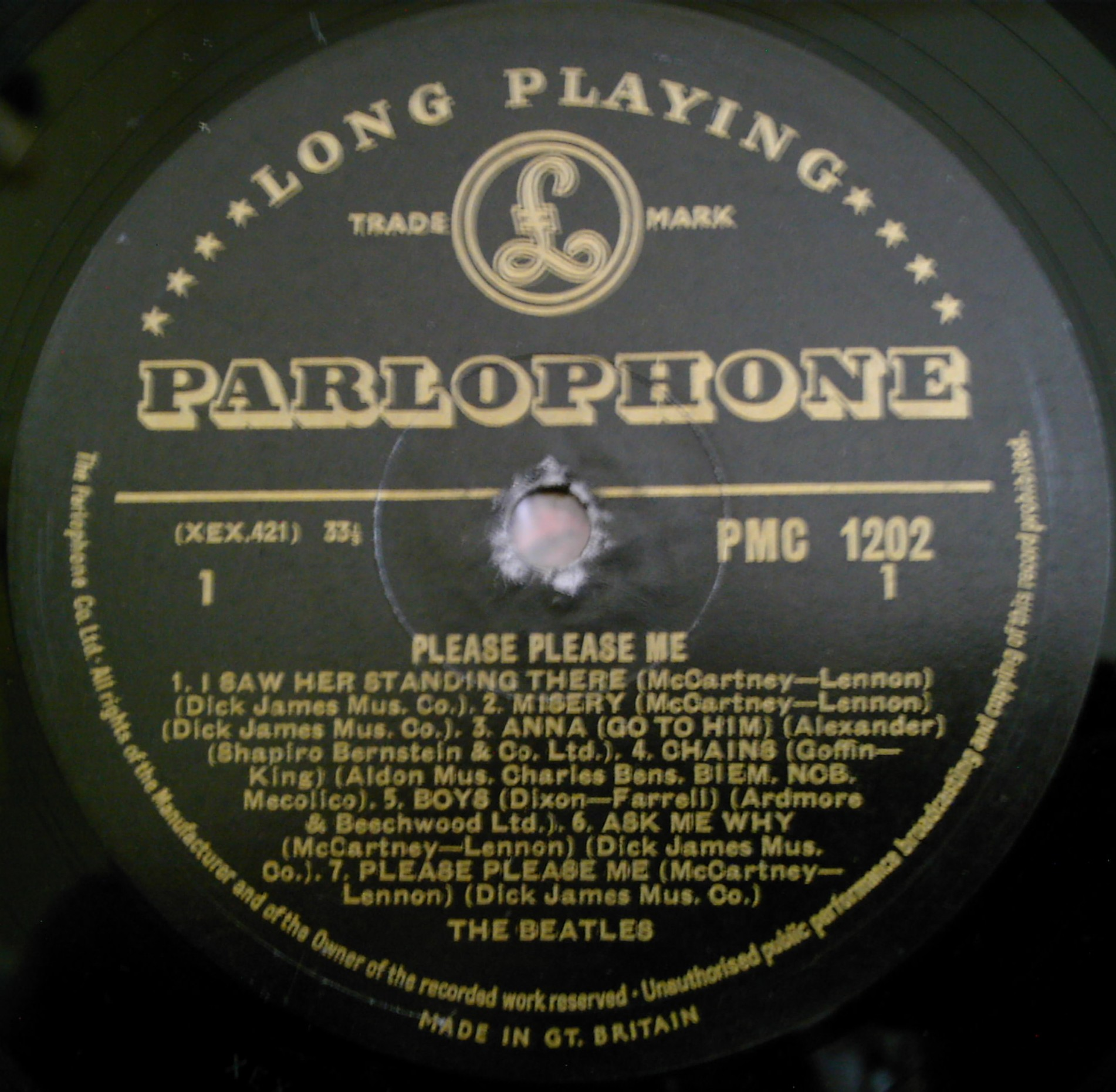
Please Please Me, le premier album des Beatles.

Leur deuxième 45 tours, Please Please Me / Ask Me Why, est mis en boîte le 26 novembre 1962, cette fois avec Starr derrière sa batterie. Fin décembre, le groupe doit quitter l’Angleterre pour un dernier séjour de deux semaines à Hambourg où un enregistrement bootleg est effectué et sera publié en 1977 sous le titre Live! at the Star-Club in Hamburg, Germany; 1962. Leur second 45 tours est publié le 11 janvier 1963 et la face A, malgré un titre et des paroles osées pour l’époque (« You don't need me to show the way, love », que l’on peut traduire par « tu n’as pas besoin que je te montre comment faire, chérie »), est propulsé au premier ou au second rang, dépendamment des listes consultées. Quoi qu’il en soit, le succès est indéniable, et les Beatles obtiennent ainsi l’occasion d’enregistrer un album complet. Ce disque inclura les quatre chansons publiées en single et dix autres qui seront enregistrées lors d’une seule séance de 585 minutes (9 heures et 45 minutes), le 11 février 1963. Reprenant le titre du dernier single, l’album Please Please Me sort le 22 mars 1963 et atteint la première place du hit-parade, qu’il conserve durant 30 semaines (ou sept mois).
L’image soignée et professionnelle du groupe passe aussi par la création d’un logo rapidement reconnaissable. Un premier logo des Beatles, en lettres cursives avec des antennes d’insecte sur un « B » stylisé, dessiné par Terry « Tex » O'Hara,, suivant les indications de Paul McCartney, est momentanément utilisé sur la grosse caisse de la batterie, puis pour la page d’introduction de The Beatles Book, le journal mensuel du fan club officiel, tout au long de son existence (1963-1972). Ce logo, adapté en « les Beatles », se retrouve sur les pochettes françaises de plusieurs EP et de quatre albums (Les Beatles, N° 1, Quatre garçons dans le vent et la compilation Les Beatles dans leurs 14 plus grands succès).

Le logo du groupe est utilisé pour la pochette de la compilation Past Masters.

En avril 1963, Brian Epstein et Ringo Starr visitent la boutique Drum City de Londres pour remplacer la batterie Premier du batteur. Epstein, qui ne veut pas débourser les 238 £ de la Ludwig Downbeat perlée que Starr désire (une valeur de 5 017 £ en 2020), négocie avec Ivor Arbiter (en), le propriétaire de la boutique. Ce dernier accepte finalement d’offrir la batterie, à condition que le logo de Ludwig — dont il est le distributeur britannique exclusif — reste visible sur la grosse caisse. Epstein accepte, tout en demandant qu’un logo du groupe soit ajouté. Arbiter esquisse sur le champ le logo le plus connu, en lettres capitales avec un « B » majuscule et un « T » abaissé pour mettre en évidence le mot « Beat » (rythme). Le logo sera finalisé et peint sur la membrane par Eddie Stokes, un peintre en lettres local. Le 12 mai 1963, la nouvelle batterie est directement livrée aux Alpha Television Studios de Birmingham, où les Beatles se produisent dans l’émission Thank Your Lucky Stars. Entre 1963 et 1969, sept membranes avec ce logo sont produites pour la batterie de Ringo Starr, peintes à la main (dont les quatre premières par Stokes), chacune possédant des différences notables,,,.
Partie de Liverpool — où ils continuent jusqu’au 3 août 1963 à enflammer le Cavern Club —, la popularité des Beatles se répand dans tout le Royaume-Uni, qu’ils sillonnent inlassablement, y effectuant quatre tournées cette année-là (avec Helen Shapiro, Chris Montez/Tommy Roe et Roy Orbison),. Le disque From Me to You / Thank You Girl sort en avril et marque le début d’une stratégie de Martin et d’Epstein d’offrir un single tous les trois mois et un album tous les six mois, chacun étant composé de six reprises et de huit chansons originales, excluant celles déjà lancées en single, ce qui équivaut pour le groupe à fournir 36 enregistrements par année.
À cinquante-deux reprises, entre le 7 mars 1962 et le 26 mai 1965, le groupe est invité dans les studios de la BBC afin d’y interpréter, en direct sur ruban, ou même quelques fois en direct en ondes, des chansons de leur répertoire. Par exemple, lors d’une séance de près de huit heures le 16 juillet 1963, le groupe a interprété dix-huit titres, pour trois épisodes de Pop Go the Beatles (en) qui seront diffusés durant l’été. Huit de ces chansons ne seront pas placées sur des albums à l’époque. Au total, quatre-vingt-huit différentes chansons en près de 250 prestations y ont été jouées et certaines ont été placées, entre autres, sur les albums Live at the BBC et On Air - Live at the BBC Volume 2 qui comprennent une trentaine de titres inédits.
From Me to You, en mai , puis She Loves You, en septembre, sont classés no 1 des ventes de singles . She Loves You et son fameux « Yeah Yeah Yeah! » rend les Beatles célèbres dans toute l’Europe. Cette chanson délaisse l’harmonica et marque le début de l’utilisation à profusion du mot Yeah, comme sur It Won't Be Long qui ouvre leur deuxième album. C’est également sur ce single que l’attribution Lennon/McCartney prend sa forme définitive alors qu’auparavant elle variait d’une publication à l’autre. On a utilisé l’attribution mieux connue sur le premier 45 tours britannique mais sur les deux prochains et le premier album, elle est inversée à McCartney/Lennon.
Leur passage, le 13 octobre 1963, dans le très populaire show télévisé londonien Sunday Night at the Palladium marque le début du phénomène que la presse britannique baptise la « Beatlemania »; disquaires pris d’assaut, presse déchaînée, ferveur généralisée, jeunes filles surexcitées ou en transe… Le groupe se produit sans relâche de ville en ville au Royaume-Uni et, le 20 octobre, quitte Londres pour débuter sa première tournée hors frontières pour quelques prestations en Suède.
Le 4 novembre 1963, les quatre musiciens de Liverpool se produisent devant la famille royale au Prince of Wales Theatre de Londres, pour le Royal Command Performance (en), où un John Lennon irrévérencieux, avant de se lancer dans l’interprétation de Twist and Shout, dit au public dans l’hilarité générale : « On the next number, would those in the cheaper seats clap your hands? All the rest of you, if you'll just rattle your jewelry! » (« Pour notre prochain titre, est-ce que les gens installés aux places les moins chères peuvent frapper dans leurs mains ? Et tous les autres, veuillez agiter vos bijoux ! »).

#### With the Beatles

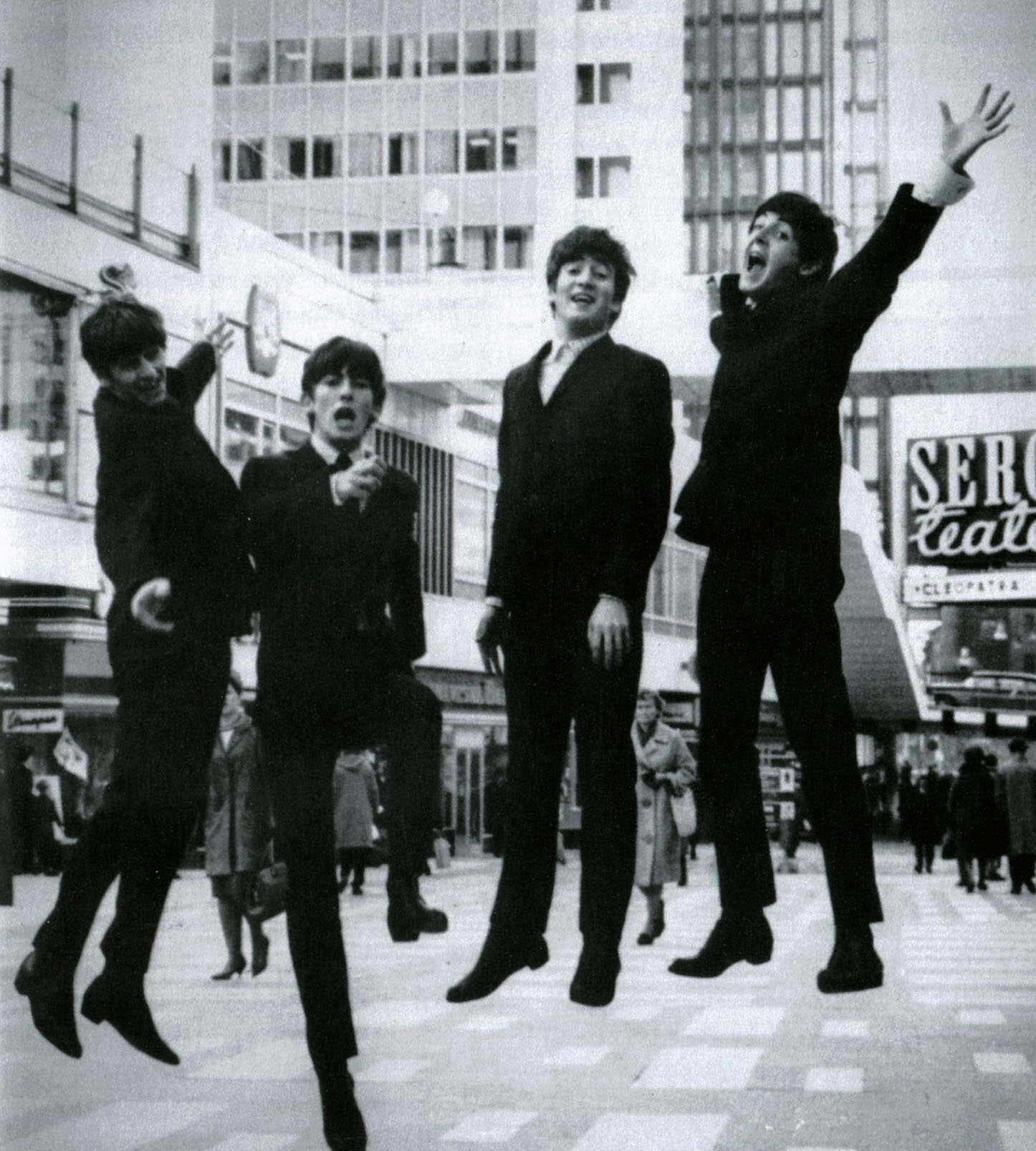
Les Beatles à Stockholm (Suède), en 1963.

En 1963, John Lennon et Paul McCartney écrivent tout le temps, en n’importe quel endroit, dans le bus qui les amène d’un lieu de concert à l’autre, dans leurs chambres d’hôtel, dans un coin des coulisses avant de monter sur scène, dans l’urgence avant d’enregistrer, quelquefois en une seule prise, autant de titres qui vont marquer leur histoire et celle de la musique rock.
En tête des ventes, Please Please Me n’est remplacé à la première place que par le deuxième album du groupe, With the Beatles, publié le 22 novembre 1963. Ces deux disques sont exportés aux États-Unis, en janvier 1964, respectivement sous les noms très similaires de Introducing… The Beatles, paru chez Vee-Jay Records, et Meet the Beatles, enfin publié par Capitol Records.
Dans un premier temps, la maison de disques américaine associée à EMI affiche un mépris pour ce qu’elle pense n’être qu’un phénomène passager et tarde à publier les disques du groupe. Cette situation frustrante force donc George Martin à se replier vers de petits label indépendant, Vee-Jay et Swan, afin de distribuer les premiers disques du groupe. Le 45 tours, I Want to Hold Your Hand, est publié le 29 novembre 1963 au Royaume-Uni, avec This Boy en face B, et, en Amérique enfin par Capitol, le 26 décembre, cette fois couplée à I Saw Her Standing There. La face A atteint rapidement la première position des charts de part et d’autre de l'Atlantique amorçant la « British Invasion ». La « Beatlemania » qui avait débuté au Royaume-Uni et traversé la Manche se propage de l’autre côté de l’Atlantique et bientôt dans le monde entier.

#### Passage à Paris (1964)

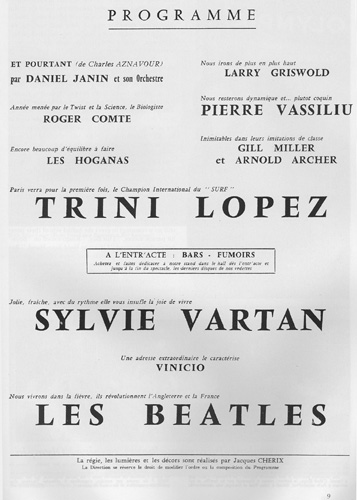
Programme des shows de l’Olympia en janvier et février 1964.

À l’avènement de leur gloire internationale, c’est à l’Olympia de Paris et durant trois semaines du 16 janvier au 4 février 1964, à raison d’un, deux ou trois shows quotidiens, soit 41 apparitions en tout, que les Beatles ont joué le plus longtemps au même endroit (en excluant leurs prestations au Star-Club de Hambourg et au Cavern Club de Liverpool). Après un « tour de chauffe » au cinéma Cyrano à Versailles le 15 janvier, ils donnent leur premier spectacle à l’Olympia le lendemain. L’affiche est imposante et donne tout son sens au mot « Music-hall ». Daniel Janin et son orchestre, les Hoganas, Pierre Vassiliu, Larry Griswold, Roger Comte, Gilles Miller et Arnold Archer, acrobates, jongleurs, humoristes, chanteurs se succèdent sur la scène avant la deuxième partie du spectacle avec les trois têtes d’affiche au fronton du Boulevard des Capucines : Trini Lopez, Sylvie Vartan et les Beatles, passant à chaque fois en dernier.
Les passages des Beatles sont assez courts puisqu’ils ne jouent à chaque fois que dix titres (parfois réduit à huit) : From Me to You, Roll Over Beethoven, She Loves You, This Boy, Boys, I Want to Hold Your Hand, Twist and Shout, Long Tall Sally, I Saw Her Standing There, Till There Was You. La surprise pour eux, c’est que la salle est composée en majorité de garçons, et qu’ils n’entendent pas, pour une fois, les cris féminins stridents qui les accompagnent d’habitude. Au fur et à mesure, et malgré quelques incidents techniques au début, les Beatles conquièrent leur public. Durant leur séjour à Paris, les jours de relâche leur permettent d’aller faire un tour aux studios Pathé-Marconi de Boulogne-Billancourt. Le 29 janvier, ils y enregistrent leurs deux titres en langue allemande : Komm, gib mir deine Hand / Sie liebt dich (adaptés de I Want to Hold Your Hand et She Loves You). Le premier est entièrement réenregistré, voix et instruments (en 14 prises) ; le second n’est qu’un ajout vocal sur leurs propres pistes instrumentales. Le même jour, ils mettent également en boîte un nouveau tube composé par Paul : Can't Buy Me Love.
C’est aussi à Paris que les Beatles apprennent qu’ils viennent de décrocher leur premier no 1 aux États-Unis : I Want To Hold Your Hand. Cette nouvelle provoque une grande scène de joie collective dans leur chambre du George-V ; Mal Evans raconte : « Quand je suis rentré dans la pièce je suis resté stupéfait. Debout sur un fauteuil, John prononçait une sorte de discours dont je n’arrivais pas à saisir un mot. George donnait des bourrades à Ringo et je me demandais encore ce qui se passait quand Paul me sauta sur le dos ! Ils étaient heureux comme des collégiens en vacances et, à la réflexion, je reconnais qu’il y avait de quoi ». Pendant ce séjour, John Lennon et Paul McCartney poursuivent par ailleurs le travail de composition pour leur futur album, A Hard Day's Night ; un piano a spécialement été installé à cet effet dans leur chambre de l’Hôtel George-V.
Le groupe pose également pour le sculpteur David Wynne (en) qui créera deux œuvres : leurs têtes, qu’il place une par-dessus l’autre, et des figurines du quatuor en spectacle avec leurs instruments. C’est la seule occasion où ils seront modèles pour un sculpteur et celui-ci, qui deviendra rapidement un ami, présentera plus tard George Harrison au Maharishi Mahesh Yogi. Les œuvres sont achetés par Sir Edward Beddington-Behrens pour 4 200 $US,.

#### À la conquête de l’Amérique (1964–1965)
« Nous savions que l’Amérique ferait de nous des vedettes mondiales ou nous détruirait. En définitive, elle nous a faits. »

— Brian Epstein

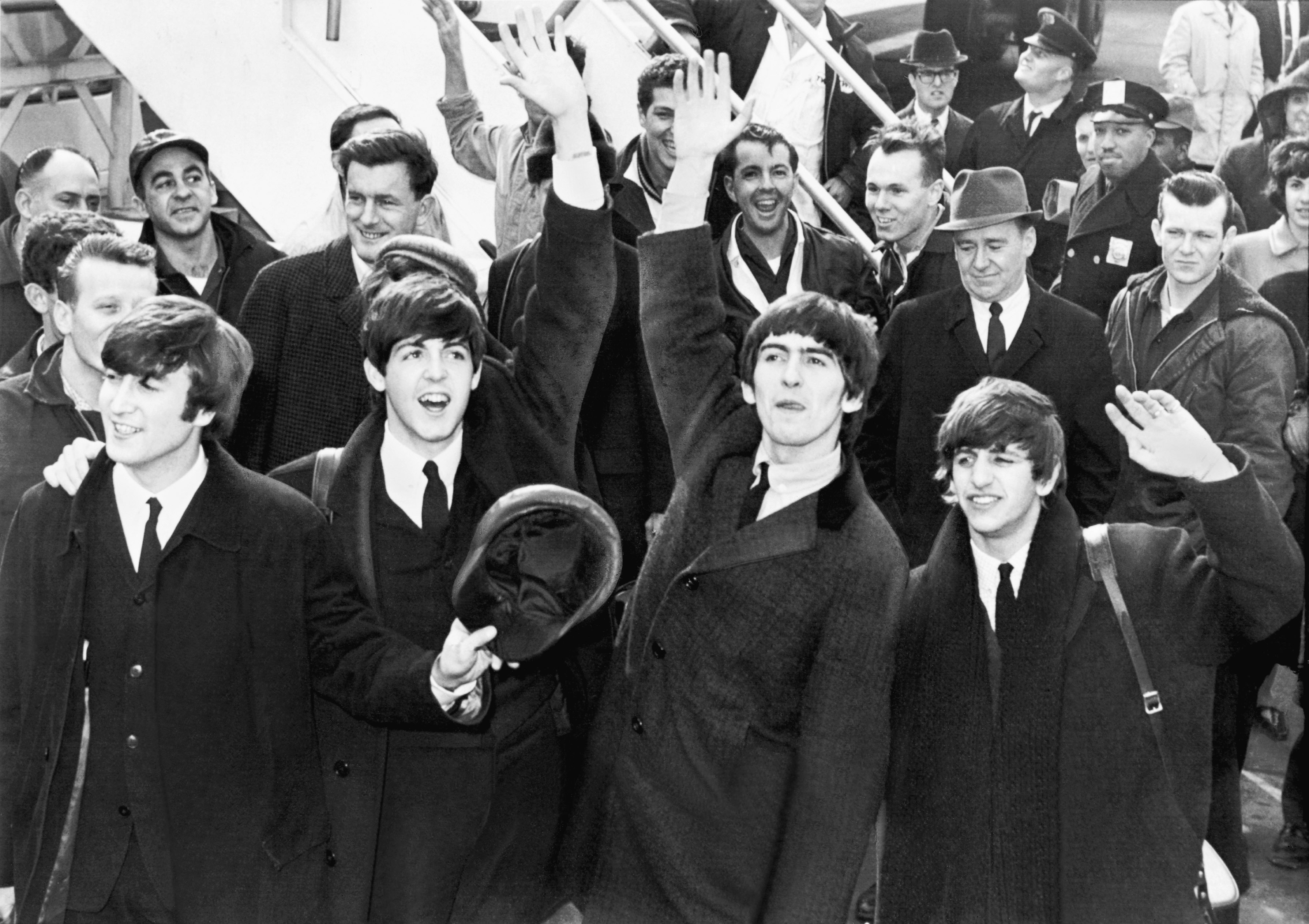
Les Beatles sur le tarmac du JFK Airport de New York, le 7 février 1964.

EMI ayant enfin persuadé sa filiale américaine d’user de son pouvoir promotionnel et de publier les disques du groupe, le single inédit I Want to Hold Your Hand/I Saw Her Standing There est mis en marché le 26 décembre 1963 par Capitol Records. Ce qui n’était qu’un phénomène Européen se propage maintenant au États-Unis. Avant le congé de Noël, les Beatles sont pratiquement inconnus des élèves américains. Au retour, à la suite du grand battage publicitaire et du succès de ce 45 tours, les Beatles sont sur toutes les lèvres. Avec l’aguichant « The Beatles are Coming! » (« Les Beatles arrivent ! »), l’anticipation de leur arrivée en février croît de jour en jour. Le 1er février, l’album Meet the Beatles! atteint le sommet du Billboard 200 rapidement suivi de Introducing… The Beatles à la deuxième position.
Trois jours après leur dernière prestation à l’Olympia, une foule immense est à leurs côtés à l’aéroport londonien de Heathrow, au moment où ils s’embarquent pour le Nouveau Monde. De l’autre côté de l’Atlantique, c’est encore la foule — plus de 10 000 fans — qui les attend lorsque le Pan Am Yankee Clipper, vol 101, se pose sur le tarmac de l’aéroport international John-F.-Kennedy de New York, à 13h20, le 7 février 1964. Un événement majeur va secouer l’Amérique moins de 48 heures plus tard : plus de 73 millions de personnes (soit 40 % de la population) assistent en direct à leur première prestation télévisée, lors du Ed Sullivan Show diffusé sur CBS le 9 février. Une audience record pour l’époque, qui reste encore de nos jours une des plus élevées de l’histoire, hors retransmissions sportives. Certains médias iront jusqu’à affirmer que cet événement télévisuel a redonné le moral au pays, encore profondément traumatisé, 77 jours après l’assassinat du Président Kennedy,,.

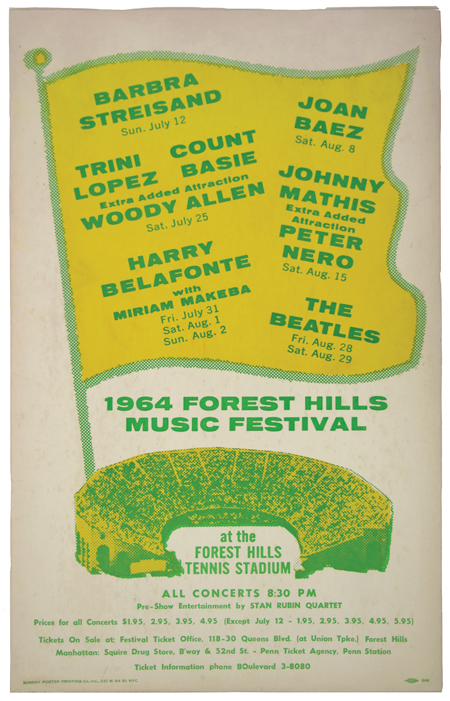
Affiche qui annonce les concerts des Beatles des 28 et 29 août 1964 au Forest Hills Festival à New York.

Dans le train qui les amène de New York à Washington, où ils vont donner, le 11 février au Coliseum, leur premier concert public sur le sol américain, un journaliste interroge Paul McCartney. Il lui dit : « Quelle place à votre avis vont prendre les Beatles dans la culture occidentale ? » Après lui avoir demandé si c’était une blague, le bassiste des Beatles, loin de se prendre au sérieux, lui répond « Ce n’est pas de la culture. C’est juste une grande rigolade ». Après un premier concert au Coliseum dans des conditions difficiles — la scène est au milieu de la salle, comme un ring, Starr doit pivoter lui-même sa batterie et les musiciens, se retourner pour faire face à une partie ou à l’autre du public, le matériel fonctionne mal, etc. —, un autre le lendemain au Carnegie Hall de New York, et un nouveau passage au Ed Sullivan Show cette fois en direct de Miami le 16 février (et un autre en différé le 23), les « Fab Four » (en français les « quatre fabuleux ») rentrent au pays le 22. Le groupe sera occupé à tourner le film A Hard Day's Night, finaliser les chansons du prochain album et d'effectuer de nombreuses prestations publiques y compris une tournée qui les mènera jusqu'en Australie.
Entre-temps, on organise rapidement une première tournée de 26 dates à travers les États-Unis, qui va se dérouler à guichets fermés, marquée d'une hystérie totale, du 19 août au 20 septembre 1964. C’est pendant cette tournée estivale des États-Unis que les Beatles rencontrent Bob Dylan, et que ce dernier leur fait essayer la marijuana pour la première fois. Une découverte qui a une importance incontestable dans l’évolution de leur musique. La légende veut que Dylan ait pris le « I can't hide » (« je ne peux le cacher ») de I Want to Hold Your Hand pour « I get high » (« je plane ») et qu’il ne se soit ainsi pas gêné pour proposer un « reefer » aux Beatles.

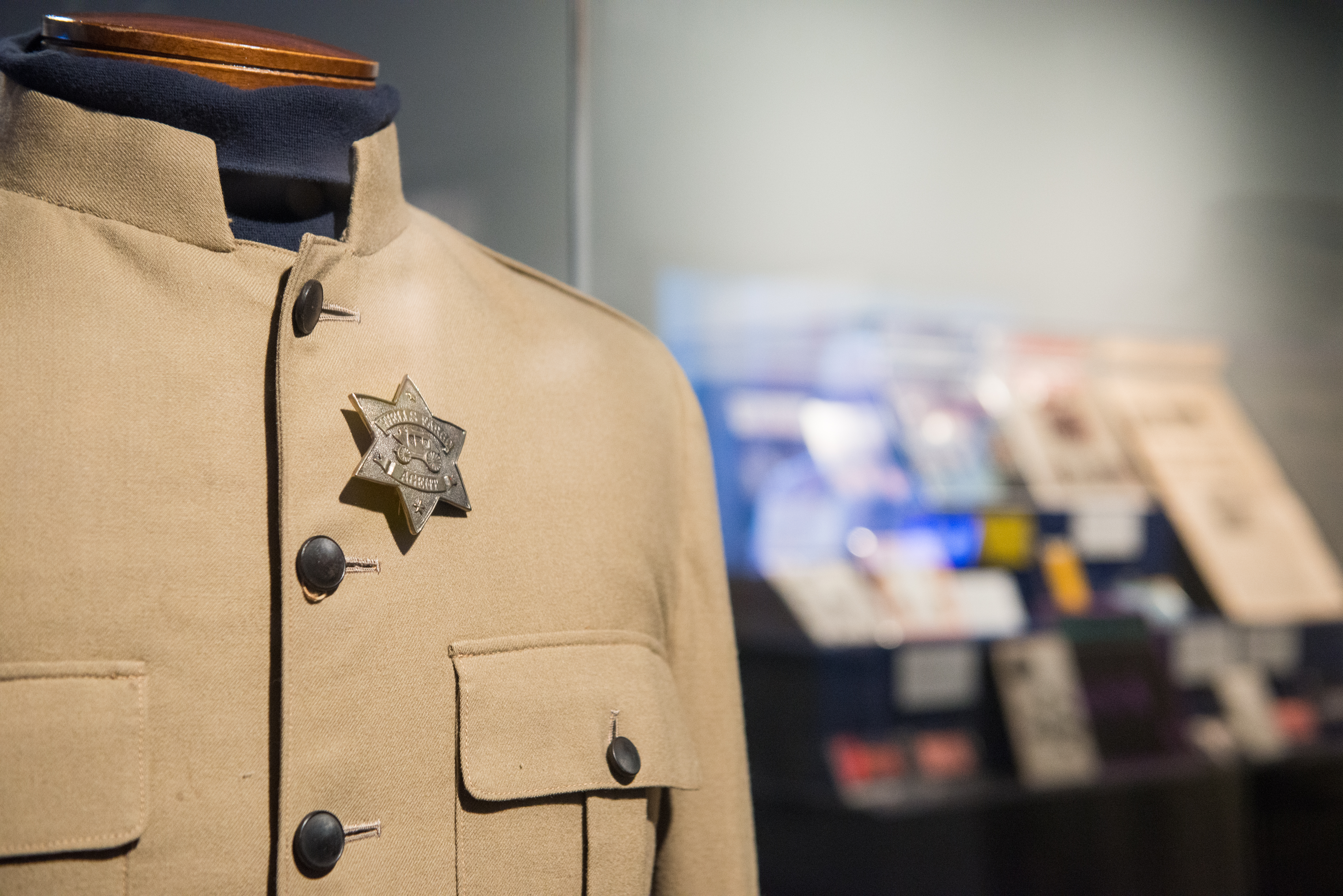
Le costume porté par le groupe lors du concert au Shea Stadium.

L’histoire d’amour entre les Beatles et les États-Unis, où ils enchaînent les no 1 en 1964 et 1965, trouve un point d’orgue le 15 août 1965 en ouverture de leur seconde tournée de ce côté de l’Atlantique. Ce jour-là, ils sont le premier groupe de rock à se produire dans un stade, le Shea Stadium de New York, devant 56 000 fans déchaînés et dans des conditions singulières pour ce genre de spectacle, dans une telle arène, sous les hurlements de la foule. Les Beatles se produisent munis seulement de leurs amplis Vox, et sont repris par la sono du stade, c’est-à-dire les haut-parleurs utilisés par les « speakers » des matches de baseball. Il en résulte que ni eux ni le public n’entendent clairement une note de cette prestation historique. Les documents filmés ce jour-là montrent cependant que les Beatles arrivent à jouer, et que c’est John Lennon qui empêche ses partenaires de se retrouver paralysés par l’événement, en multipliant les pitreries, comme parler façon charabia en agitant ses bras pour annoncer un titre en se rendant compte que personne ne peut l’entendre, ou maltraiter un clavier avec ses coudes lors de l’interprétation de I'm Down.
Les contrats signés en 1965 par les Beatles pour qu’ils se produisent dans les arènes nord-américaines stipulent qu’ils refusent de jouer devant un public ségrégationniste. Déjà, le 11 septembre 1964, le groupe avait publiquement déclaré son refus de se produire à Jacksonville, en Floride tant que le public noir ne serait pas en mesure de s’asseoir n’importe où sans restriction,,.
Pionniers de la British Invasion, terme utilisé aux États-Unis pour y décrire la prédominance des groupes de pop rock anglais — parmi lesquels les Rolling Stones, les Who ou encore les Kinks — au milieu des années 1960, les Beatles seront abonnés aux premières places des charts américains jusqu’à la fin de leur carrière. Ils détiennent d’ailleurs toujours, aujourd’hui, un record absolu avec 209 millions d’albums vendus sur ce seul territoire. « La musique n’a plus jamais été la même depuis lors » affirme la RIAA (Recording Industry Association of America).

#### Cinéma et «œufs brouillés»

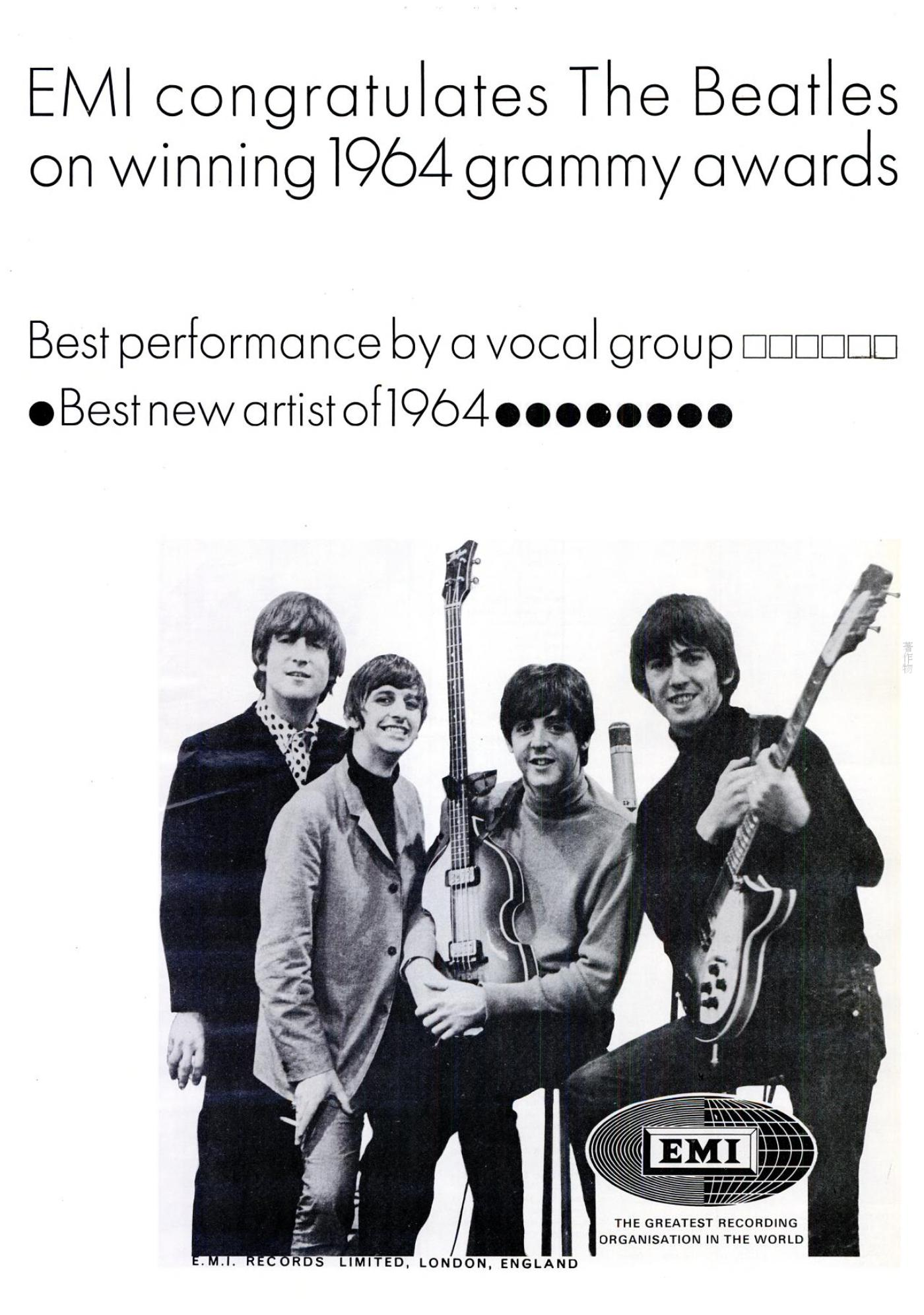
La maison de disques EMI félicite son groupe vedette, en tête de tous les classements en 1964.

Le film A Hard Day’s Night (dont l’adaptation française s'intitule Quatre garçons dans le vent) permet d’aborder et comprendre ce qu’était la Beatlemania en 1964. Ce film humoristique est réalisé en noir et blanc par Richard Lester. Son titre a été accidentellement créé par Ringo Starr : sortant à une heure avancée des studios, il dit « It's been a hard day » (« cela a été une dure journée »), puis s’apercevant qu’il faisait nuit, a ajouté « …’s night » (« …de nuit »). Le troisième disque des Beatles, qui porte le même nom, est sorti en Angleterre le 10 juillet 1964 chez Parlophone avec treize chansons. Il représente un tour de force de John Lennon, auteur principal et chanteur sur neuf titres. Il est à cette époque au sommet de sa prédominance dans le groupe. C’est le premier album des Beatles à ne comporter aucune reprise, bien que, le mois précédent, trois reprises enregistrées lors de ces séances sont sorties sur le E.P. Long Tall Sally. C’est aussi le seul album où les titres sont tous signés Lennon/McCartney et inclut notamment la première ballade portant réellement « la patte » de Paul McCartney, And I Love Her, ainsi que de nombreux futurs no 1. En Amérique du Nord, la United Artists, qui a initiée la réalisation du film, négocie les droits d’y publier la bande-son qu’elle espère lui apportera un bon retour sur l’investissement. La United Artists Records propose donc sa version, le 26 juin 1964, qui ne possède que onze titres, dont quatre orchestrations de George Martin tirées du film. Non seulement l’album atteint le sommet du palmarès, le film est, contre toute attente, un énorme succès international, autant critique que populaire,,.
Pressés de toutes parts, littéralement poussés vers les studios au milieu d’incessantes tournées, les Beatles sortent dans la foulée, le 4 décembre 1964, Beatles for Sale (titre évocateur : « les Beatles à vendre »), où ils se contentent de reprendre en studio leur répertoire scénique du moment en y incluant quelques nouvelles chansons, comme Eight Days a Week, I'm a Loser, Baby's in Black et No Reply ou une très ancienne comme I'll Follow the Sun. Le disque comprend donc six reprises de rock 'n' roll et sera livré avec une pochette ouvrante qui comme celle de With the Beatles (et d’autres à venir) sera parmi les plus pastichées au cours des décennies suivantes. Au même moment, le titre I Feel Fine de John Lennon, publié en single le 27 novembre, est no 1 durant cinq semaines. Il démarre par un « feedback » de guitare ou effet Larsen, le premier du genre dans le rock, que l’on pourrait croire accidentel, alors que cet étonnant effet est délibéré. « Je défie quiconque de trouver la présence d’un feedback sur un disque avant I Feel Fine, à moins que ce soit un vieux disque de blues de 1922 » assure John Lennon.
La « Beatlemania » bat toujours son plein en 1965, lorsque sortent l’album Help! et le film  du même nom, dont Ringo Starr est la vedette, tourné avec les Beatles dans les volutes de fumée de cigarettes très spéciales. Seule la moitié des titres de l’album fait partie de la bande-son du film. On y entend leurs deux dernières reprises et trois chansons qui vont marquer l’histoire du groupe, autant de no 1 dans les charts. Help! d’abord, où John Lennon — comme il l’avouera plus tard — se met à nu en appelant au secours. Le succès, la célébrité, ne lui apportent aucune réponse, il est, dira-t-il, dépressif et boulimique, dans sa période « Elvis gras ». Ticket to Ride ensuite, considéré par Lennon comme le titre précurseur du hard rock avec ses effets de guitare, ses roulements de toms et sa basse insistante. Yesterday enfin, la chanson mythique de Paul McCartney qu’il joue à tout son entourage, une fois composée sous le titre de travail Scrambled Eggs (« œufs brouillés »), se demandant sincèrement et interrogeant à la ronde pour savoir s’il a bien inventé cette mélodie — qui lui serait venue tout entière lors d’un rêve — ou si elle ne vient pas de quelque part, tant elle paraît évidente. Yesterday et son fameux arrangement pour quatuor à cordes, suggéré et composé par George Martin en compagnie de l’auteur de la chanson qui, pour la première fois, l’enregistre seul à la guitare acoustique, sans les autres membres du groupe. Elle deviendra la chanson la plus diffusée et la plus reprise du XXe siècle (près de 2 200 reprises en date de 2017). Plus de 40 ans après, Paul mesure encore sa chance d’avoir rêvé cette chanson, de s’en être souvenu au réveil, qu’elle fût bien de lui, et qu’elle ait connu cet incroyable succès. Elle est exclue de la version nord-américaine de Help!, publiée par Capitol Records avec une pochette ouvrante, qui ne possède que sept chansons originales du groupe avec cinq pièces orchestrales, cette fois signées Ken Thorne. Cette bande originale atteint le sommet des ventes. Yesterday y est par contre publiée en single et passera quatre semaines à tête du Billboard Hot 100 et, près d'un an plus tard, donnera son nom à la compilation Yesterday and Today qui créera un scandale pour Capitol à cause de sa célèbre « Butcher Cover ».

#### Tournant deRubber Soul

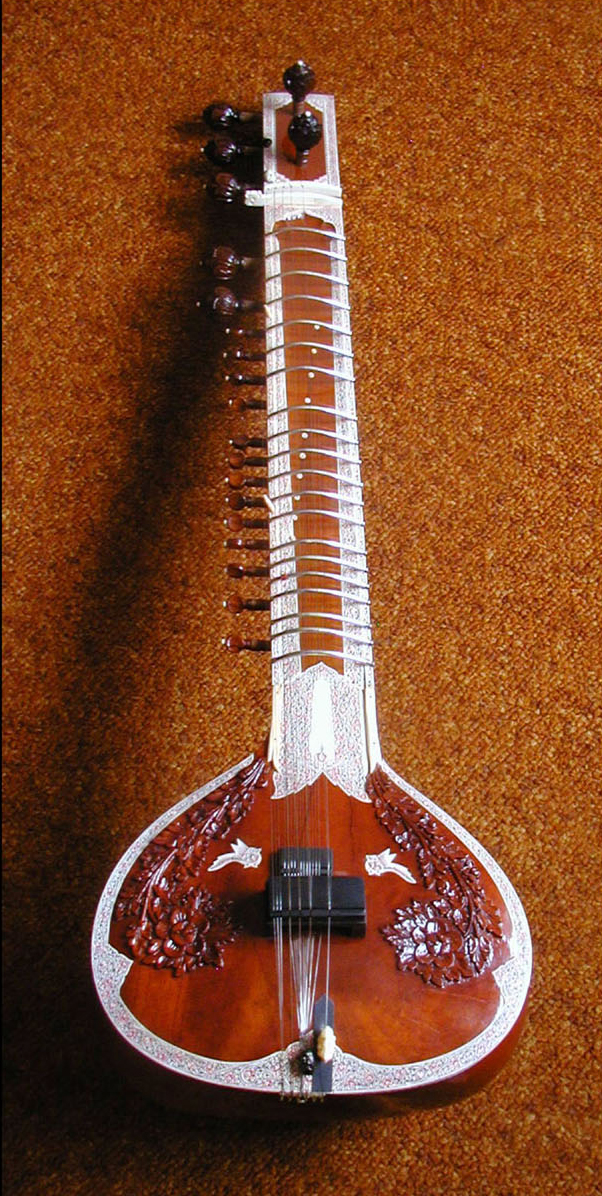
George Harrison, après avoir découvert la musique de Ravi Shankar, fait l’acquisition d’un sitar et en joue dans plusieurs chansons du groupe.

Un soir d’avril 1965, un ami dentiste de George et de John charge leur café, ainsi que ceux de Pattie Boyd et de Cynthia Lennon (respectivement compagne et épouse des deux musiciens), avec une substance pas encore illicite : le LSD,. George et John découvrent donc cette drogue à leur insu, mais John va en devenir un gros consommateur pour au moins les deux années suivantes. Les quatre membres vont l’essayer (McCartney, très réticent, est le dernier à en prendre, en 1966, mais sera le premier à en parler à la presse), et d’une façon générale, la musique et les paroles des Beatles vont encore évoluer sous l’influence de cette substance hallucinogène. À l’automne 1965, ils enregistrent un album charnière dans leur carrière : Rubber Soul. Le titre est un jeu de mots à partir de rubber sole — semelle en caoutchouc, soul music — la musique de l’âme, et plastic soul — âme influençable. Les textes sont plus philosophiques, plus fouillés (la poésie de Lennon, l’influence de Bob Dylan déjà présente dans You've Got to Hide Your Love Away de l’album Help!), abordant des thèmes plus sérieux. Devant sortir pour Noël, le disque est enregistré dans l’urgence, en quatre semaines, du 12 octobre au 11 novembre 1965.
Leur musique est devenue plus élaborée ; les techniques d’enregistrement en studio sont en progression, le temps qui y est passé également. Leur immense succès est la garantie pour eux d’une liberté de plus en plus grande dans la création et la possibilité de bousculer les codes en vigueur (par exemple les horaires, ou le simple fait de pouvoir se déplacer de la salle d’enregistrement à la cabine, devant la table de mixage) dans les austères studios d’EMI. « C’est à cette époque que nous avons pris le pouvoir dans les studios » note John Lennon.
Les locaux de ce qui s’appelle encore « studios EMI » (ils deviendront « Abbey Road » plus tard) fourmillent d’instruments en tous genres, jusqu’aux placards, et les jeunes musiciens, désormais intéressés par toutes les formes de musique, commencent à tester et à intégrer les sons les plus divers dans leurs chansons. « On aurait pu emmener un éléphant dans le studio pour peu qu’il produise un son intéressant » raconte Ringo Starr. Rubber Soul se caractérise par deux ruptures : Nowhere Man est la première chanson des Beatles ne parlant pas de filles et d’amour ; il n’y a pas une seule reprise d’un quelconque standard du rock 'n' roll ou autre sur ce sixième disque des Beatles, et il n’y en aura plus jamais. George Harrison, qui vient de s’acheter un sitar car il est tombé amoureux de la musique indienne en écoutant les disques de Ravi Shankar, est amené à l’utiliser spontanément sur la chanson Norwegian Wood (This Bird Has Flown) de John Lennon. Grande première dans le rock, l’initiative de Harrison inspire Brian Jones dans la composition du riff du Paint It, Black des Rolling Stones, sorti quelques mois plus tard.
Les Beatles étaient au départ un groupe basé sur sa maîtrise de l’harmonie vocale — leur maîtrise de la polyphonie n’a pas été étrangère à leur succès et a presque fait oublier les précédents représentants américains du genre, les Four Seasons —, œuvrant dans la plus grande économie de moyens ; en 1965, la recherche instrumentale devient prépondérante. Les harmonies vocales restent toutefois très présentes (Drive My Car, Nowhere Man, If I Needed Someone, The Word, Wait), tout comme diverses facéties, comme sur le pont de la chanson Girl de John Lennon, que McCartney et Harrison ponctuent par des « Tit tit tit tit » (« nichon » en anglais).
La compétition et l’émulation battent leur plein entre les deux auteurs principaux du groupe : le jour de la publication de Rubber Soul (le 3 décembre 1965), sort également le 45 tours Day Tripper / We Can Work It Out. Le premier titre est de John (avec l’aide de Paul), le second de Paul (avec l’aide de John), et les deux compères se bagarrent pour figurer sur la face A du single, qui est le tube assuré. Il est alors décidé que ce seront « deux faces A », lesquelles atteignent la première place des charts, et ce pour cinq semaines consécutives.
À l’époque, hors de leur « compétition interne », la plus sérieuse émulation pour les Beatles vient d’outre-Atlantique. En effet, si les Rolling Stones commencent tout juste à émerger en adoptant volontairement une attitude antagoniste de « mauvais garçons », et un son plus brut, en dépit des apports éclectiques de Brian Jones (qui s’amenuiseront à mesure que son état de santé se dégradera), ce sont les Beach Boys qui leur opposent les qualités les plus grandes en termes d’harmonies vocales, de recherches mélodiques et de techniques d’enregistrement, sous l’influence grandissante de Brian Wilson — jeune homme au génie éclatant mais fragile psychologiquement, jouant tout à la fois les rôles de compositeur, producteur, chef d’orchestre, bassiste et chanteur principal. L’album Pet Sounds (16 mai 1966), conçu par Wilson comme une réponse aux innovations de Rubber Soul (3 décembre 1965), est d’ailleurs une source d’inspiration majeure pour Revolver (5 août 1966), et les techniques de production révolutionnaires employées pour le titre Good Vibrations (10 octobre 1966 — préfigurant ce qu’aurait dû être l’album Smile abandonné lorsqu’il eut connaissance de la chanson Strawberry Fields Forever en 1967) ont un impact décisif sur l’évolution ultérieure des Beatles. Les musicologues s’accordent généralement à dater la naissance de la « pop » de cette émulation entre les deux groupes en 1965-1966.
Gagnants, pour la 4e fois, dans la catégorie British Vocal Group au New Musical Express Poll en 1966, les Beatles sont sur scène au Empire Pool de Wembley, le 1er mai, ce qui s’avèrera être leur dernière véritable prestation publique en Angleterre. Le 16 juin suivant, ils effectuent une prestation pour l'émission de télé Top of the Pops mimant une version inédite de leur nouveau single Paperback Writer et Rain. C'est la dernière prestation publique dans leur formation classique à quatre.

#### Demain ne sait jamais

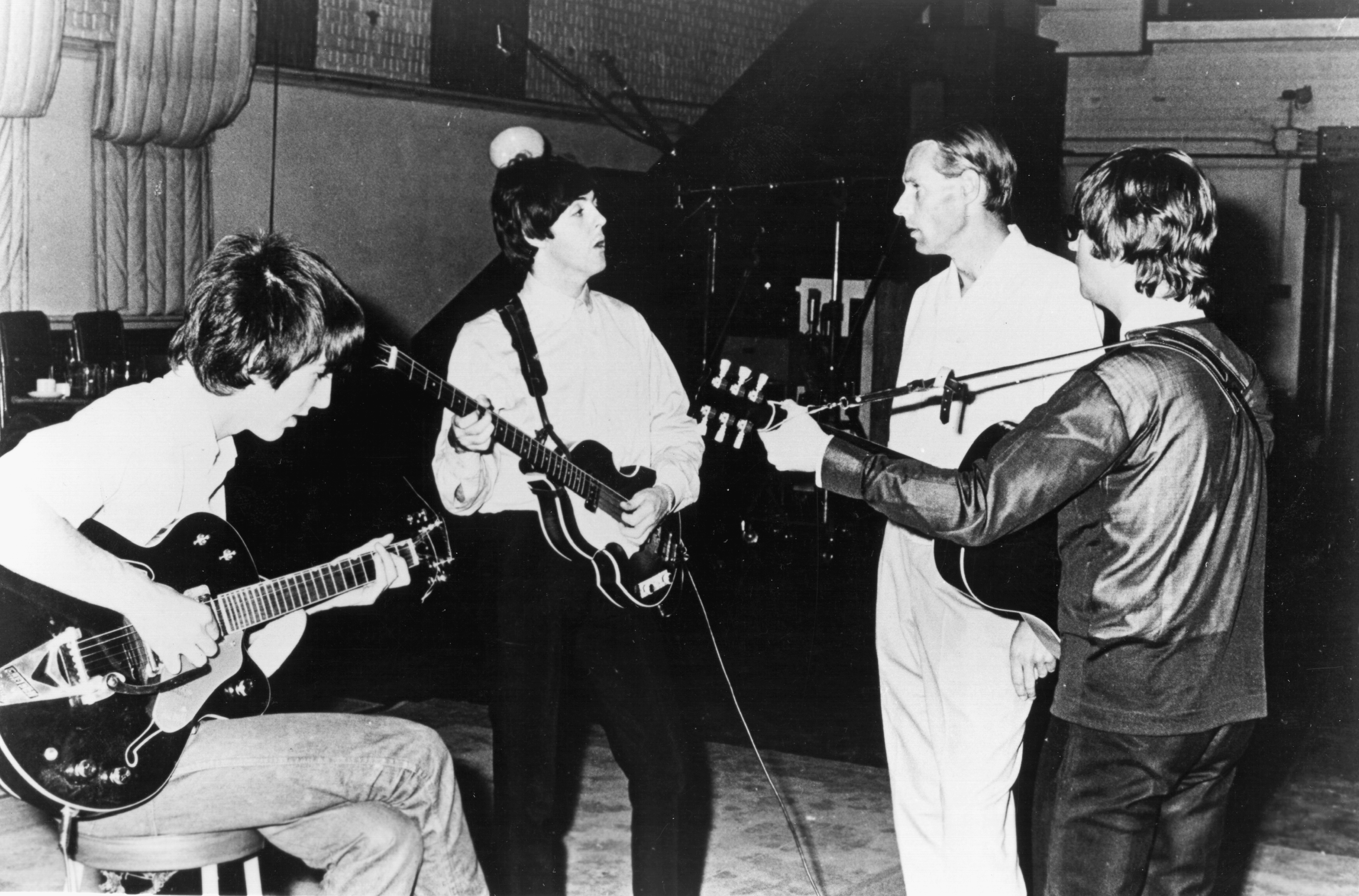
George, Paul, George Martin et John en studio en 1966.

À l’été 1966, leur album suivant, Revolver, sorti le 5 août 1966 en Angleterre, est de la même veine, repoussant encore les limites de l’expérimentation. John Lennon est au meilleur de sa forme, inspiré, innovant avec Doctor Robert, Tomorrow Never Knows, She Said She Said et dans I'm Only Sleeping, où le solo de guitare est passé à l’envers. Paul McCartney s’affirme en mélodiste talentueux avec Eleanor Rigby, For No One et Here, There and Everywhere. Il a aussi l’idée de transformer l'ébauche triste de Lennon en chanson enjouée, Yellow Submarine, pour Ringo Starr. And Your Bird Can Sing reprend et développe des effets de guitare qui n’apparaissaient que discrètement à la fin de Ticket to Ride. Le sitar indien, déjà entendu dans Norvegian Wood, a séduit George Harrison ; son admiration pour l’Inde — dont il ne se départira plus — devient évidente avec Love You To. Une autre chanson de George Harrison ouvre le disque, Taxman et, pour la première et dernière fois, avec I Want to Tell You, trois de ses chansons apparaissent sur un seul disque. La galerie de thèmes et de personnages s’élargit : un percepteur, une bigote solitaire, le sommeil et la paresse, le capitaine d’un sous-marin jaune, un docteur douteux, le Livre des morts tibétain, les psychotropes sous forme détournée,. L'illustration du disque est créée par leur ami Klaus Voormann qui remporte un Grammy Award pour la meilleure pochette d'album.
Tomorrow Never Knows (« Demain ne sait jamais », encore un accident de langage signé Ringo Starr), dernier titre de Revolver, est un cas particulier : joué sur un seul accord (le do), incluant des boucles sonores préparées par Paul, des bandes mises à l’envers, accélérées, mixées en direct avec plusieurs magnétophones en série actionnés par autant d’ingénieurs du son — une dizaine — envoyant les boucles à la demande vers la table de mixage, il ouvre l’ère du rock psychédélique (et peut aussi être considéré comme le titre précurseur de la techno). Les prouesses de George Martin et des ingénieurs du son des studios EMI — à commencer par Geoff Emerick — permettent de répondre aux demandes les plus extravagantes de John Lennon : celui-ci désirant que sa voix évoque celle « du Dalaï-lama chantant du haut d’une montagne », ils élaborent cet effet en faisant passer sa voix dans le haut-parleur tournant d’un orgue Hammond, le « Leslie speaker » ; celui-ci tourne sur lui-même pour donner au son de l’orgue un effet tournoyant, et le résultat donne l’impression que la voix de John « surgit de l’au-delà ».

« De tous les morceaux des Beatles, c’est celui qui ne pourrait pas être reproduit : il serait impossible de remixer aujourd’hui la bande exactement comme on l’a fait à l’époque ; le « happening » des bandes en boucle, quand elles apparaissent puis disparaissent très vite dans les fluctuations du niveau sonore sur la table de mixage, tout cela était improvisé. »

— George Martin, Summer of Love, The Making of Sgt Pepper's

#### «Plus populaires que Jésus»
Chaque membre du groupe se prête au jeu d’une série d’interviews intitulées How Does a Beatle Live? (« Comment vit un Beatle ? ») réalisée par la journaliste Maureen Cleave, une proche du groupe, qui sont publiées dans le London Evening Standard. Les Beatles sont alors au sommet de leur popularité mondiale. Dans l’article avec Lennon, qui paraît le 4 mars 1966, celui-ci déclare :

« Le christianisme disparaîtra. Il s’évaporera, décroîtra. Je n’ai pas à discuter là-dessus. J’ai raison, il sera prouvé que j’ai raison. Nous sommes plus populaires que Jésus, désormais. Je ne sais pas ce qui disparaîtra en premier, le rock 'n' roll ou le christianisme […],. »

Ce qui passe complètement inaperçu au Royaume-Uni — et même ailleurs, dans un premier temps — finit par devenir un véritable scandale, quelques mois plus tard, aux États-Unis, lorsque l’article est repris dans le magazine pour adolescentes Datebook, ces propos sont amplifiés et déformés sur une station de radio de l’Alabama ; il y est suggéré que les disques des Beatles soient brûlés, en représailles de ces paroles jugées blasphématoires. La « Bible Belt » américaine ne tarde pas à mettre ces propos en application.
Paul McCartney tente bien de tourner l’affaire en dérision, en déclarant : « Il faut bien qu’ils les achètent avant de les brûler ! », mais le mal est fait, et le malaise profond. Ainsi, à l’aube de leur ultime tournée, le 11 août 1966 à Chicago, John Lennon est obligé de se justifier devant les médias américains :

« Si j’avais dit que la télévision était plus populaire que Jésus, j’aurais pu m’en tirer sans dommage […]. Je suis désolé de l’avoir ouverte. Je ne suis pas anti-Dieu, anti-Christ ou anti-religion. Je n’étais pas en train de taper dessus ou de la déprécier. J’exposais juste un fait, et c’est plus vrai pour l’Angleterre qu’ici [aux États-Unis]. Je ne dis pas que nous sommes meilleurs, ou plus grands, je ne nous compare pas à Jésus-Christ en tant que personne, ou à Dieu en tant qu’entité ou quoi qu’il soit. J’ai juste dit ce que j’ai dit et j’ai eu tort. Ou cela a été pris à tort. Et maintenant, il y a tout ça… »

#### Arrêt des tournées
Jusqu’en 1966, les Beatles enchaînent, à un rythme très soutenu, les tournées, les apparitions médiatiques, l’écriture, les séances d’enregistrement de leurs singles et albums. Mais plus leur succès grandit, plus leurs prestations publiques se déroulent dans des conditions impossibles. Ne voulant ou ne pouvant pas contrôler des foules à l’extérieur pendant que le groupe joue dans une salle trop petite, les autorités, particulièrement américaines, insistent qu’ils se produisent dans des salles ou des espaces en plein air de plus en plus grands, réunissant des dizaines de milliers de spectateurs. Mais les moyens de sonorisation sont encore balbutiants, et surtout, les quatre musiciens se produisent sous les cris stridents de la gent féminine, qui couvrent complètement leur musique. Au point qu’ils ne s’entendent pas jouer et se rendent compte finalement que le public ne les entend pas non plus. Ils se lassent aussi des visites de gens dans leurs loges avec des malades pour leur demander de les toucher, espérant une guérison.[réf. nécessaire]
De plus, la différence entre leur production en studio, de plus en plus complexe, faisant appel à de plus en plus d’instruments divers et de nombreux overdubs, et ce qu’ils arrivent à délivrer sur scène dans leur configuration du départ (batterie, deux guitares, basse), devient flagrante. Leur répertoire scénique reste quasiment le même — des standards du rock 'n' roll comme Rock 'n' Roll Music ou Long Tall Sally seront notamment joués jusqu’au bout —, car ils constatent les dégâts dès qu’ils s’attaquent à des titres plus récents, par exemple Nowhere Man ou Paperback Writer : au Budōkan de Tokyo, fin juin, on voit George Harrison agiter la main en saluant le public pour le faire hurler, afin de couvrir le chœur a cappella de Paperback Writer qui sonne nettement faux… Ces concerts à Tokyo ayant déclenché une demande de 209 000 billets se passent d’ailleurs dans une ambiance étouffante. Leur prestation au Budōkan, lieu considéré comme sacré par plusieurs, soulève de nombreuses protestations. Par précaution, les Beatles doivent demeurer cloîtrés dans leur hôtel et bénéficient de la plus grande protection policière jamais vue au XXe siècle pour un groupe ou un artiste, avec un dispositif (35 000 fonctionnaires mobilisés) de même ampleur que celui mis en place deux ans plus tôt pour les Jeux olympiques,.
Après cette série de concerts dans la capitale japonaise, les événements vont précipiter leur décision de mettre un terme définitif à ce que John Lennon considère comme « de foutus rites tribaux ». À Manille, aux Philippines, ils passent tout près d’un lynchage, pour avoir malencontreusement snobé, à leur arrivée, une réception donnée en leur honneur par Imelda Marcos, épouse du dictateur Ferdinand Marcos, la veille de leurs concerts du 4 juillet. Le groupe répondra qu’il n’avait reçu aucune invitation, ce qui n’empêchera pas la presse locale de se déchaîner ni les Philippins d’envoyer des menaces d’attentat et de mort. Toute protection policière leur est retirée lorsqu’ils repartent, une foule hostile les attend à l’aéroport, ils sont agressés, parviennent difficilement jusqu’à leur avion qui va rester bloqué sur la piste, le temps que leur manager Brian Epstein en soit débarqué pour aller se faire délester de la recette des quelque 100 000 billets vendus pour leurs deux concerts,,.
Cette énorme frayeur les décide déjà à tout arrêter, mais il leur reste des dates estivales à honorer aux États-Unis. Là-bas, ils subissent les conséquences de la tempête provoquée par les paroles de John Lennon à propos du christianisme. Ils reçoivent des menaces, notamment du Ku Klux Klan, et craignent réellement pour leur sécurité, alors qu’ils se produisent dans des stades dans des conditions qui restent détestables. Ils n’en peuvent plus. La dernière date de cette tournée, le lundi 29 août 1966, au Candlestick Park de San Francisco, onze titres interprétés en un peu moins de 35 minutes, sur une scène entourée de grillages, au milieu d’une pelouse où la chasse policière aux fans déchaînés bat son plein, devient leur dernier concert tout court. Seulement 25 000 billets ont été vendus pour 31 000 disponibles, ce qui a conduit la radio rock KYA, partenaire de l’opération, à organiser des concours pour distribuer les billets restants.

« À Candlestick Park, on s’est sérieusement dit que tout ça devait s’arrêter. On pensait que ce concert à San Francisco pourrait bien être le dernier, mais je n’en ai été vraiment certain qu’après notre retour à Londres. John voulait laisser tomber plus que les autres. Il disait qu’il en avait assez. »

— Ringo Starr

« Je suis sûr qu’on pourrait envoyer quatre mannequins de cire à notre effigie, et que les foules seraient satisfaites. Les concerts des Beatles n’ont plus rien à voir avec la musique. Ce sont de foutus rites tribaux. »

— John Lennon

« C’était trop, toutes ces émeutes et ces ouragans. La « Beatlemania » avait prélevé sa dîme, la célébrité et le succès ne nous excitaient plus. »

— George Harrison
L’arrêt des tournées marque une première fissure dans la carrière des Beatles, partant du principe qu’un groupe de rock 'n' roll qui ne joue plus sur scène n’est plus vraiment un groupe. D’ailleurs, tandis que John s’exclame : « Mais qu’est-ce que je vais faire maintenant ? » — il partira tourner le film Comment j'ai gagné la guerre à Almería en Andalousie, avec Richard Lester —, George déclare tout de go : « Je ne suis plus un Beatle désormais ». Afin de donner un second souffle au groupe, après une pause de trois mois, Paul McCartney entraîne ses partenaires dans un nouveau projet, un nouveau départ, loin des foules hystériques. Un projet qui consiste à envoyer une autre formation, imaginaire, en tournée à leur place ; la Lonely Hearts Club Band du Sergent Pepper.

#### La rencontre de Yoko Ono
Sur un tout autre plan, le 9 novembre 1966 va constituer pour les Beatles un événement majeur, avec la première rencontre de John Lennon et Yoko Ono, alors que celle-ci présente une exposition dans le cadre de son projet intitulé Unfinished Paintings and Objects. Yoko est alors une artiste japonaise d’avant-garde, membre du mouvement Fluxus, un mouvement d’art international et transdisciplinaire émergé à New York dans les années 1960, fondé sur l’héritage du mouvement Dada de Marcel Duchamp, qui prône l’anti-art qui signifie, pour les membres du mouvement, l’abolition de la frontière, qu’ils considèrent comme « élitiste », entre l’art et la vie.
En ce mois de novembre 1966, Yoko expose ses dernières œuvres à l’Indica Gallery (en), une galerie d’art londonienne. Un de ses propriétaires, John Dunbar (en), un ami de John, l’invite à venir voir l’exposition la veille de son inauguration. Les attentes de John, comme il le déclara plus tard à la BBC, furent très déçues après cette première visite.
Malgré son manque d’intérêt initial pour l’exposition et pour les œuvres présentées, elle attire l’attention de John lors d’une deuxième visite, par une salle où Yoko Ono avait dressé une échelle menant à une toile disposée au plafond, sur laquelle elle avait simplement écrit le seul mot : Oui. Son attention dès lors captivée, John demande à Yoko s’il pouvait voir une seconde œuvre.
Et c’est ainsi que l’existence de John Lennon connut une bifurcation majeure. Et celle des Beatles aussi, sur le plan musical comme sur celui des relations personnelles entre les membres du groupe.

### Années studio (1967–1968)

#### Triomphe deSgt. Pepper's Lonely Hearts Club Band
Adieu les tournées et les costumes « uniformes ». À la fin de l’année 1966, les Beatles s’installent quasiment à plein temps dans les studios EMI d’Abbey Road, et vont en exploiter toutes les possibilités. C’est le début de la période qui sera définie comme « les années studio » du groupe, caractérisées par une considérable progression de sa créativité. Les quatre musiciens s’amusent à coller des bouts des chansons, à lancer des bandes de musique par terre et à les recoller au hasard, à passer des morceaux à l’envers (comme sur la chanson Rain), en accéléré, à mélanger de nombreux instruments atypiques dans le rock 'n' roll : des violons, des instruments traditionnels, indiens, toutes sortes de claviers, ou même un orchestre symphonique complet ; à tenter tout ce qui est artistiquement possible en s’affranchissant du fardeau de leur image publique (ils sont les Beatles et doivent en permanence se mesurer à l’image que leur public a d’eux) pour prendre l’identité d’une fanfare à la fois « Edwardienne » et complètement dans l’air du temps, qui souffle depuis la Californie. Ce concept est signé Paul McCartney.
L’album Sgt. Pepper's Lonely Hearts Club Band est publié le 1er juin 1967 : ce disque est considéré par beaucoup comme leur chef-d’œuvre, et sera reconnu comme la meilleure œuvre rock de tous les temps dans plusieurs listes établies par des revues spécialisées (notamment celle de Rolling Stone en 2003). D’autres y voient au contraire un album d’adieu (illustré sur la pochette par un massif fleuri où quatre Beatles tristes du musée de cire de Madame Tussauds semblent assister à leur propre enterrement, tandis que les quatre vrais Beatles sont donc devenus des musiciens de fanfare moustachus, et où une poupée chiffon à l’effigie de Shirley Temple annonce « Welcome the Rolling Stones »). Cet album marque en tout cas leur carrière et toute une génération.
Pour répondre aux demandes et besoins des musiciens, George Martin et son équipe doivent aller de plus en plus loin au niveau des innovations techniques. Ils inventent ainsi le « vari speed » qui permet de faire varier la vitesse de défilement de la bande (procédé notamment utilisé sur Strawberry Fields Forever pour fondre deux prises différentes en une seule, ou sur Lucy in the Sky with Diamonds pour la voix de John Lennon) et le « reduction mixdown » : les quatre pistes d’un magnétophone — le maximum dont ils disposent à l’époque — sont réduites en une seule sur un autre appareil identique synchronisé, et trois nouvelles pistes sont ainsi libres. On peut multiplier ce procédé et obtenir jusqu’à seize pistes, capacité qui ne sera disponible par défaut qu’au début des années 1970. Pour la première fois dans l’histoire du rock, un groupe va passer un peu plus de cinq mois en studio, de fin novembre 1966 à avril 1967, pour construire son album.
Les fructueuses séances de Sgt Pepper's ont débuté par les enregistrements des titres Penny Lane — de Paul McCartney — et Strawberry Fields Forever — de John Lennon — où chacun traite de la nostalgie de son enfance à Liverpool. La maison de disques EMI et Brian Epstein pressent George Martin de sortir un single pour l’hiver, et ce dernier livre, à contrecœur, ces chansons, qui sont tout simplement celles qui sont les plus avancées. En conséquence, ces deux titres (publiés en Angleterre le 13 février 1967) ne sont pas inclus dans l’album à venir. De manière anecdotique, ils n’atteignent pas le no 1 du palmarès britannique, et le producteur considère aujourd’hui la décision de les avoir isolés sur un single « double face A » comme une « épouvantable erreur ». Toujours à l’avant-garde, les Beatles se mettent en scène pour le titre de John Lennon, Strawberry Fields Forever, cet hiver-là, dans un mini-film tellement innovant qu’on peut en faire un des précurseurs des vidéo-clips musicaux tels qu’on les connaît aujourd’hui. L’écriture et la réalisation de Sgt Pepper's se poursuit intensément durant les quatre premiers mois de 1967. La collaboration Lennon/McCartney atteint encore des sommets. Ensemble, ils écrivent With a Little Help from My Friends pour Ringo Starr, créent She's Leaving Home à partir d’un fait divers, concoctent Getting Better, où l’optimisme de l’un (« It's getting better all the time / Ça va de mieux en mieux tout le temps ») est contrebalancé par le pessimisme de l’autre (« Can't get no worse / Ça ne peut pas être pire »). Enfin, un bout de chanson de John (« I read the news today oh boy… »), où il met en paroles une série de nouvelles lues dans la presse, accolé à une courte composition de Paul (« Woke up, fell out of bed… »), les deux sections étant séparés par 24 mesures contenant un fameux glissando d’orchestre symphonique (clairement repris de Krzysztof Penderecki (Thrène à la mémoire des victimes d’Hiroshima, 1960) et de Iannis Xenakis (Metastasis, 1955)), donnent le titre A Day in the Life, qui clôt le disque en apothéose. Ils écrivent ensemble la phrase « I'd love to turn you on » (« J’aimerais te brancher » ou « J’aimerais t’exciter » ou « J’aimerais te faire planer ») qui fait scandale pour son possible double sens sexuel ou stupéfiant, provoquant l’interdiction de la chanson sur la radio britannique.
Il est encore question de drogue, pour la plupart des observateurs de l’époque, avec le texte surréaliste — et surtout ses initiales (LSD) — de la chanson Lucy in the Sky with Diamonds. Mais John Lennon explique qu’il est parti d’un dessin que son fils Julian, alors âgé de quatre ans, a ramené de sa classe de maternelle en lui expliquant que c’était sa copine Lucy O'Donnell, « dans le ciel avec des diamants ». Le compositeur, qui cite aussi Lewis Carroll et son Alice au pays des merveilles comme source d’inspiration, est le premier étonné de l’interprétation qui est faite de son titre. Cependant, Paul McCartney a révélé trois décennies plus tard que l’allusion au LSD était intentionnelle.

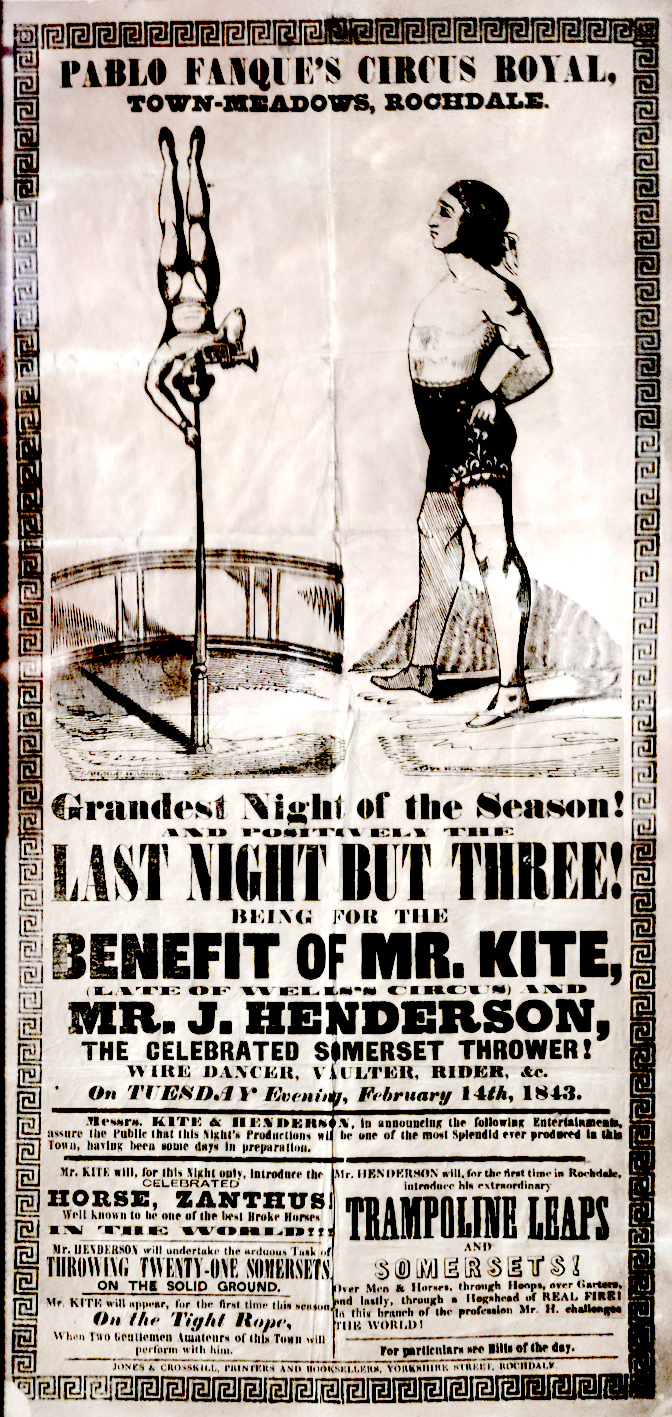
L’affiche qui inspira les paroles de Being for the Benefit of Mr Kite!.

L’héroïne joue un rôle dans le bannissement, à l’antenne, de deux autres chansons de l’album, troisième et quatrième chansons du groupe à être interdites de radio. D’abord Fixing a Hole, dont le titre peut laisser supposer que le chanteur se fait un « fix », puis Being for the Benefit of Mr. Kite!, entièrement composée par John Lennon à partir d’une affiche de spectacle de cirque du XIXe siècle, à cause du personnage « Henry the horse », « horse » signifiant héroïne en argot anglais. Ce sont bien sûr des interprétations totalement erronées de la part des « autorités compétentes »… Pour répondre aux demandes de Lennon, la production de cette dernière chanson entraîne de nouvelles prouesses techniques de la part de George Martin et de son équipe.
George Martin et les Beatles ont voulu faire de Sgt Pepper's un album-concept, en reliant certains morceaux, bien que les chansons n’aient aucun rapport thématique entre elles, hormis les deux du début (la chanson-titre et With a Little Help From My Friends). Pour unifier le tout, c’est Neil Aspinall, l’assistant du groupe, qui a l’idée de faire une reprise du morceau Sgt. Pepper's Lonely Hearts Club Band comme avant-dernière piste de l’album. Ainsi, la fanfare du club des cœurs esseulés du Sergent Pepper accueille son public au début du spectacle — de l’album —, puis le salue à la fin, à travers le même morceau joué plus vite et dans une tonalité différente, en espérant que le spectacle lui a plu. Quarante ans plus tard, Paul McCartney reprend l’idée lors de sa tournée « Back in the U.S. » en 2002, en jouant la reprise de Sgt. Pepper's Lonely Hearts Club Band en avant-dernier morceau.
L’album se clôt avec A Day in the Life, tel un rappel, et se termine par trois trouvailles :
- la longue décroissance — de 47 secondes — d’un accord de piano[179] ;
- un sifflement à 20 000 Hz, inaudible par l’homme et impossible à reproduire sur la plupart des électrophones de l’époque, mais dont John Lennon espère qu’il fera aboyer les chiens de ceux qui possèdent une bonne chaîne hi-fi[179] (l’album Pet Sounds des Beach Boys, source d’inspiration majeure des Beatles pour Sgt. Pepper's, se clôt sur des aboiements de chiens) ;
- un jingle sans fin sur le sillon intérieur[179], que ne pourront découvrir que les puristes de la Hi-Fi, ceux qui refusent d’avoir une platine à arrêt automatique en fin de disque — pour les autres, le bras se lèvera avant, ou juste au début (ce segment sera simplement ajouté à la suite de A Day in the Life sur la réédition en CD).

Sgt Pepper's fait école et tous les autres groupes majeurs de l’époque (les Rolling Stones, les Who, les Kinks, les Moody Blues, Aphrodite's Child, The Clouds, et bien d’autres) voudront aussi sortir leur « album-concept » — quand bien même Sgt Pepper's n’en est pas vraiment un, d’un point de vue strictement musical ou thématique ; il aura suffi que ses auteurs l’affirment pour que cela soit une réalité. L’album fait date dans l’histoire de la musique pop rock : jamais un groupe n’avait disposé d’autant de temps, de moyens et de liberté pour enregistrer un album. Les Beatles exploitent donc pleinement cette opportunité et George Martin joue bien sûr un rôle-clé dans l’exploration de nouvelles techniques. La pochette, très soignée et débordante de couleurs, a nécessité une centaine de lettres envoyées aux personnalités vivantes représentées, afin d’obtenir leur accord. Trois personnages en sont retirés « in extremis » : Hitler et Gandhi, au motif qu’ils risqueraient d’indisposer le public britannique, au grand désespoir du très provocateur John Lennon ; et un troisième personnage, l’acteur Leo Gorcey, qui voulait bien figurer sur la pochette mais à condition d’être rétribué, on juge plus simple de le faire disparaître. Cette pochette est, elle aussi, un événement. C’est la première fois qu’autant de soin est apporté au conditionnement du disque. Les paroles des chansons y sont incluses, pour la première fois également. Jusqu’ici, les pochettes se résumaient le plus souvent à une photo de l’artiste ou du groupe ; à partir de Sgt. Pepper's, la conception de la pochette devient un élément-clé (à la fois « marketing » et artistique) de la production d’un disque.
L’année suivante, Frank Zappa parodie la pochette avec l’album We're Only in It for the Money (« nous ne faisons ça que pour l’argent ») enregistré avec son groupe The Mothers of Invention.

#### Mort de Brian Epstein et premier échec
Le 25 juin 1967, les Beatles se produisent devant plus de 400 millions de téléspectateurs à travers le monde, à l’occasion de la toute première émission diffusée par satellite, Our World. En direct du studio 1 d’Abbey Road et en « Mondovision », ils interprètent une chanson spécialement composée par John Lennon pour l’occasion : All You Need Is Love. Le triomphe est total. Le 45 tours publié le 7 juillet s’installe directement à la première place des charts et y reste trois semaines.
Le 24 juillet, paraît en pleine page dans The Times une pétition financée et signée par les quatre Beatles et leur manager intitulée « La loi interdisant la Marijuana est immorale en principe et inapplicable en pratique », un appel contre la prohibition en vigueur depuis l’instauration du Dangerous Drug Act en 1965,. Mais c’est durant ce fameux « Summer of Love » (« l’été de l’amour ») sur fond de Sgt Pepper's que Brian Epstein est retrouvé sans vie dans sa maison, à 32 ans, à la suite d’une surdose de barbituriques, le 27 août 1967. Les Beatles apprennent sa mort pendant un séminaire d’initiation à la méditation transcendantale avec Maharishi Mahesh Yogi à Bangor, au Pays de Galles, où chacun s’est vu délivrer un mantra. La disparition de leur manager les laisse totalement désemparés et marque une nouvelle fissure dans leur carrière,.
C’est également à la même époque que Paul McCartney prend clairement les rênes du groupe, un rôle laissé vacant par John Lennon dont l’ego se dissout sous l’effet du LSD. Bourreau de travail (« workaholic »), Paul est dès lors à l’origine de la plupart des projets, la majorité des no 1 ultérieurs des Beatles sont son œuvre, et il n’a de cesse de lutter contre la démobilisation progressive des autres membres du groupe.
L’année 1967 se termine par l’éreintement critique de leur film à saveur psychédélique, Magical Mystery Tour, considéré à sa sortie comme leur premier véritable échec ; sa diffusion télévisée en noir et blanc sur la BBC à Noël a déconcerté les spectateurs et déçu les critiques. Ce film est tourné sans réel scénario — « mystérieux » même pour ses acteurs — où les séquences filmées des titres I Am the Walrus et Your Mother Should Know constituent sans doute les meilleurs moments. Le fait que les téléspectateurs britanniques l’aient vu sans ses vives couleurs ne sert assurément pas sa cause. La bande-son, publiée sous forme d’un « double EP » composé de 6 titres et sorti le 8 décembre 1967, contient toutefois ces nouvelles perles que sont le très élaboré I Am the Walrus de John Lennon et The Fool on the Hill de Paul McCartney. Aux États-Unis, Magical Mystery Tour sort le 27 novembre 1967 en 33 tours. On y retrouve, compilées sur la face 2, les chansons tirées des 45 tours publiés en 1967, dont les indissociables Strawberry Fields Forever / Penny Lane ainsi que All You Need Is Love / Baby, You're a Rich Man. On y inclus aussi Hello, Goodbye, entendu lors du générique final et publié en 45 tours promotionnel pour le téléfilm. Populaire en importation, ce 33 tours sera finalement publié au Royaume-Uni en 1976 et, à partir de la réédition de leur catalogue en CD au milieu des années 1980, il intègre leur discographie officielle.
Les personnages du Walrus (tiré du livre De l’autre côté du miroir de Lewis Carroll), de Lady Madonna et du Fool on the Hill, ainsi que Strawberry Fields, réapparaissent sous forme de références dans Glass Onion du double album blanc en 1968 — « The Walrus was Paul » (« le morse, c’était Paul ») chante John Lennon, ironisant sur les folles interprétations suscitées par ses textes…

#### Fondation d’Apple Corps
Lorsque les Beatles, désormais « orphelins » de Brian Epstein, apprennent que leur capital peut être soit investi dans la création d’une entreprise, soit dilapidé en impôts divers, ils choisissent la première solution, débouchant sur la naissance de leur compagnie Apple Corps.
Le nom, comme le logo, proviennent d’un célèbre tableau de René Magritte acquis par Paul McCartney. Apple est créée le 19 avril 1967, et ses premiers locaux ouvrent le 22 janvier 1968, avec ses divisions Apple Records (label sur lequel leurs disques seront désormais publiés), Apple Electronics, Apple Publishing, Apple Films et Apple Retail. En plus de couvrir les finances et les activités des Beatles, la compagnie est censée apporter de l’aide à tout artiste dans le monde qui voudrait lancer un projet artistique de valeur. Durant les deux dernières années d’existence du groupe, le résultat sera pour le moins contrasté. Des rêveurs et des utopistes tels que « The Fool », un groupe de jeunes dessinateurs de mode néerlandais, et Alexis Mardas, alias « Magic Alex », feront perdre des milliers de livres aux Beatles.

#### L’Inde et le Maharishi
Les Beatles ont décidé de partir avec leurs épouses et amis dans le nord de l’Inde, à Rishikesh, rejoindre le Maharishi Mahesh Yogi, afin de recevoir son enseignement et approfondir leur expérience de la méditation transcendantale. Du 3 au 11 février 1968, avant de se rendre au pied de l’Himalaya, ils entrent en studio pour enregistrer quatre titres (Lady Madonna, The Inner Light, Hey Bulldog et Across the Universe) qui connaîtront des destins divers en termes de publication. Ce sont les deux premiers qui sont choisis pour être publiés en single, le 15 mars, durant l’absence du groupe. Lady Madonna, écrit par Paul, est no 1 au Royaume-Uni.
Mi-février, c’est le grand départ. Les Beatles intègrent l’âshram du Maharishi. Ringo Starr reste deux semaines, Paul McCartney quatre, John Lennon et George Harrison huit. Ce séjour se traduit notamment par une des plus fécondes périodes créatives de l’histoire du groupe, puisqu’une quarantaine de chansons sont composées sur place, qui rempliront la quasi-totalité de leur prochain album, et jusqu’à leurs disques en solo, après leur séparation. Avec des années de recul, chacun des quatre Beatles soulignera tout le bien que leur a fait cette expérience, ce repos spirituel loin de la folie qui les entourait dans le monde entier, et tout ce qu’ils en ont retiré, et tous resteront à long terme des adeptes de la méditation transcendantale. Sur le moment en revanche, leurs réactions sont mitigées et vont jusqu’au terrible ressentiment de John Lennon.
« Je ne suis resté que deux semaines », raconte Ringo Starr, qui compare l’āshram du Maharishi aux camps de vacances de son enfance. « Je ne retirais pas ce que j’en espérais et la nourriture était impossible ». Second membre du groupe à quitter Rishikesh, au bout d’un mois, Paul McCartney explique : « J’étais ravi, mais je me demandais comment les autres (John et George) allaient sortir de là. Ils sont revenus en racontant que le Maharishi avait dragué une jolie américaine blonde à cheveux courts ». Il s’agit d’une rumeur concernant la sœur de l’actrice Mia Farrow, présente, comme une importante troupe d’occidentaux et d’amis du groupe, à ce séminaire au pied de l’Himalaya. À Rishikesh, en avril 1968, la possibilité que le « maître » ait des faiblesses coupables met John Lennon hors de lui. Il pense avoir « percé le bluff » du Maharishi, quitte l’endroit sur-le-champ en compagnie de George Harrison et compose la chanson accusatrice Sexy Sadie : « You made a fool of everyone / Tu t’es moqué de tout le monde ») où il présente le guru indien comme un imposteur.
Plus tard, le ressentiment envers le Maharishi s’estompe, George Harrison qualifiant « ces bruits, que les médias ont repris pendant des années au sujet du Maharishi, toutes ces conneries » de « pure invention ». Quant à Lennon, il explique rester totalement favorable à la méditation, ajoutant : « Je ne sais pas à quel niveau se situe le maître, mais on a passé de chouettes vacances, on est revenus frais et dispos pour jouer les hommes d’affaires. (…) Je ne regrette rien à propos de la méditation. J’y crois encore et la pratique à l’occasion ». Cet épisode a ouvert, du jour au lendemain, l’Occident à la méditation, au yoga et à la philosophie orientale, quasiment inconnus auparavant, et a eu une influence considérable sur les mouvements hippie à la fin des années 1960.

#### Yoko Ono et l’«Album blanc»

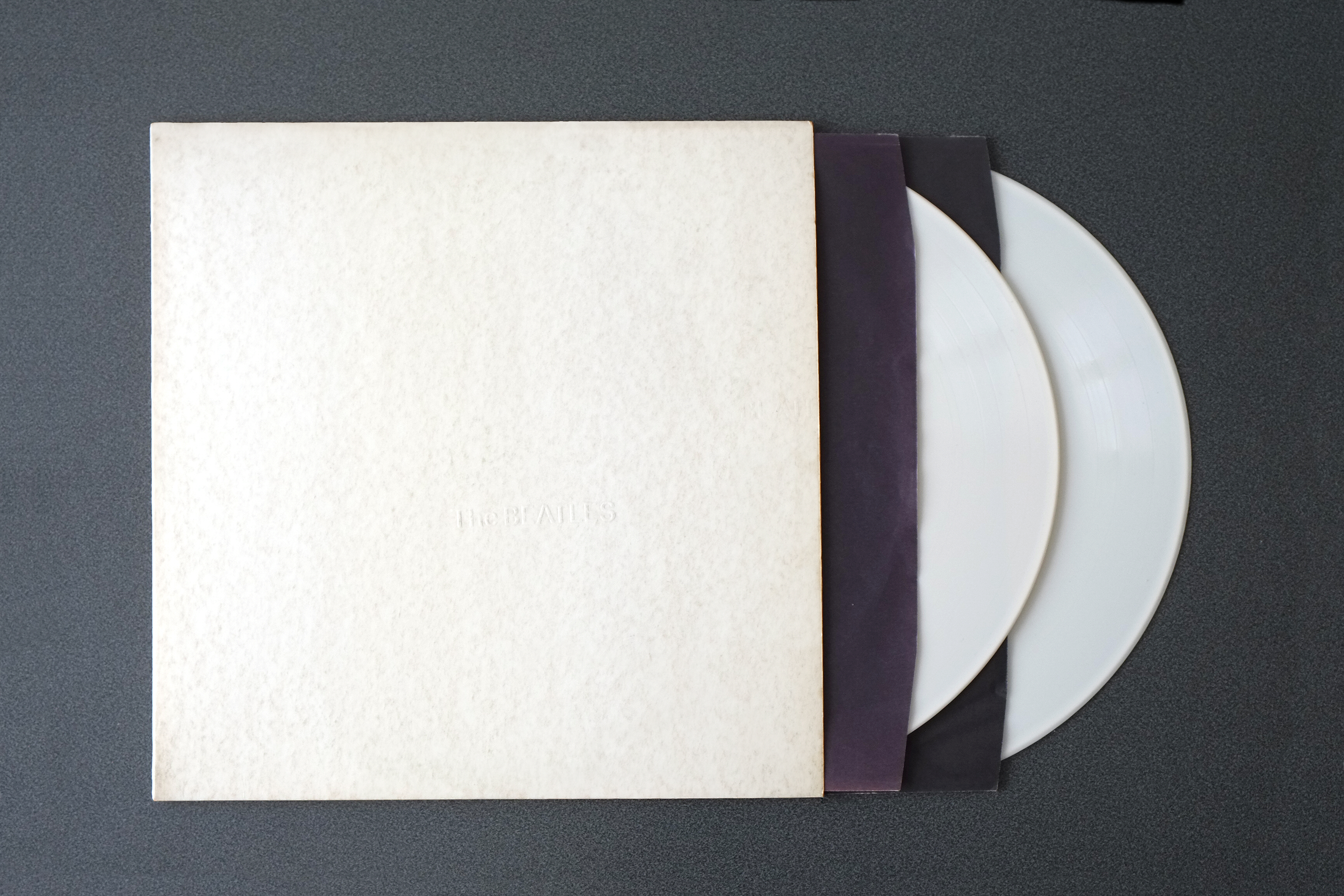
Pochette toute blanche de l’album The Beatles, plus connu sous le nom d’« Album blanc » (The White Album).

Cet hiver-là, John Lennon se rapproche de l’artiste d’avant-garde japonaise Yoko Ono, qui lui écrit quotidiennement lorsqu’il se trouve à Rishikesh, avec son épouse Cynthia. « J’ai rencontré Yoko avant de partir, j’ai eu beaucoup de temps là-bas pour réfléchir. Trois mois [sic] à ne rien faire d’autre que méditer et réfléchir. Je suis rentré à la maison et je suis tombé amoureux de Yoko. Cela a mis un point final à tout ça. Et c’est magnifique » raconte Lennon. À son retour, le fondateur des Beatles consomme son amour avec Yoko et ne s’en sépare plus, délaissant Cynthia, la mère de son fils Julian qui n’a que cinq ans. Ils ne reverront quasiment plus John.
En mai, les Beatles entrent en studio pour enregistrer ce qui deviendra l’« Album blanc », un des premiers doubles albums de l’histoire de la musique populaire : sa pochette étant entièrement blanche avec pour seule inscription The Beatles, cet opus n’a pas de titre à proprement parler et est désigné par le nom du groupe, par métonymie, mais habituellement par référence à sa couleur. Les premières éditions britanniques sont numérotées individuellement. Le contenu musical est conçu majoritairement à partir du matériel composé en Inde, sur le seul instrument dont disposaient les musiciens, la guitare acoustique. Plusieurs chansons créées et jouées durant leur séjour, comme Dear Prudence et Julia de Lennon — sur lesquelles John met en pratique une nouvelle technique de picking, apprise de Donovan — ainsi que Blackbird, Mother Nature's Son, I Will et Rocky Raccoon, de McCartney, apparaîtront sur le disque, jouées en solo par leur auteur ou enregistrées en formation réduite.
Selon leur habitude — publier des titres sur 45 tours qui ne sont pas inclus dans les albums — les Beatles sortent en août le single Hey Jude / Revolution enregistré durant les séances de l’« Album blanc », qui connaît de nouveau un grand succès, malgré la longueur tout à fait inhabituelle de Hey Jude : 7 minutes dont quatre sont une répétition en chœur et crescendo de « Na na na nananana, nananana, Hey Jude ». C’est une chanson de McCartney, divisée en deux parties distinctes, destinée au fils de John, Julian, qui est unanimement saluée. Lennon quant à lui a tenu à délivrer un message politique en plein bouillonnement de la jeunesse occidentale — mai 1968 en France, notamment — avec le titre Revolution. Dans la version rock — celle qui figure en face B du 45 tours — il dit : « But when you talk about destruction, don't you know that you can count me out / Si tu parles de destruction, ne compte pas sur moi », alors que dans la version blues, plus lente, enregistrée plus tôt, et qui figure sur l’album, il avait répété la deuxième partie de la phrase en rajoutant in à la suite du out (« ne compte pas sur moi / compte sur moi »). Lennon a expliqué que, encore indécis sur ce sujet, il avait préféré, dans un premier temps, considérer les deux options… Rock & Folk, dans son numéro consacré à cet album, qualifiera la version rapide d’un peu « réactionnaire » et se félicitera de la version lente, considérée comme tournant selon lui en dérision le dénigrement de l’idée de révolution.
Ces séances à Abbey Road sont tendues, la présence de Yoko Ono dans le studio, aux côtés de John, perturbe ses camarades. L’ambiance se dégrade. Geoff Emerick décide même de quitter sa position d’ingénieur de son pour les Beatles qu’il tient depuis 1966. Il raconte plus tard: « Le groupe se désintégrait sous mes yeux. C’était horrible, comme assister à un divorce entre quatre personnes ». Chacun enregistre souvent séparément et se sert des autres comme « musiciens de studio » sur ses propres compositions. D’ailleurs, avant de coucher sur bande le titre qui ouvre cet album, Back in the U.S.S.R., Ringo Starr se met en congé du groupe. Les « Fab Four » continuent à enregistrer : Paul McCartney se met à la batterie — il en joue donc sur Back in the U.S.S.R. mais aussi sur Dear Prudence — et George Harrison à la basse.
Ce qu’en dit Ringo témoigne bien de l’atmosphère qui régnait lors de ces séances : « Je suis parti parce que j’éprouvais deux sentiments : celui de ne pas très bien jouer et celui que les trois autres étaient vraiment heureux, et que j’étais un étranger. Je suis allé voir John. […] Je lui ai dit : « Je quitte le groupe parce que je ne joue pas bien. Parce que j’ai l’impression de ne pas être aimé, d’être exclu. Alors que vous êtes tellement proches tous les trois ». John m’a répondu : « Je croyais que c’était vous trois qui étiez très liés ! » Je suis ensuite allé voir Paul et je lui ai dit la même chose. Paul m’a répondu « Je croyais que c’était vous trois ! » Je n’ai pas pris la peine d’aller voir George, j’ai dit : « Je pars en vacances ». J’ai pris les gosses et je suis parti pour la Sardaigne. »
Lorsque Ringo Starr revient de Sardaigne, il découvre sa batterie couverte de fleurs dans le studio d’Abbey Road. Les quatre musiciens se resserrent dans un tout petit espace pour enregistrer en direct le Yer Blues de John Lennon, se déchaînent en interprétant Helter Skelter de Paul McCartney : on entend même Ringo hurler « J’ai des ampoules aux doigts ! » (« I've got blisters on my fingers »), à la fin du morceau. L’origine de cette chanson est à chercher dans un article d’un magazine musical, à propos du titre I Can See for Miles des Who : l’article disait que ce titre était d’une « violence » inouïe. Paul décide, avant même d’avoir entendu la chanson en question, d’écrire un titre encore plus violent — il se rend compte plus tard, à l’audition de I Can See For Miles, que la revue exagérait quelque peu… Ce titre aura une sinistre influence, puisqu’il sera cité en référence par Charles Manson (ainsi que d’autres titres tels Piggies, Revolution et Blackbird), qui en fera une interprétation délirante et paranoïaque, servant de fil rouge dans ses discours auprès de ses adeptes.
La tension accumulée durant ces séances de l’été et l’automne 1968 retombe également lorsque George Harrison invite Eric Clapton, pour jouer le solo de guitare sur son titre While My Guitar Gently Weeps.
Publié le 22 novembre 1968, The Beatles est salué comme une grande réussite et connaît un immense succès commercial. Le public est cependant déconcerté par Revolution 9, un long collage sonore expérimental de plus de huit minutes, réalisé par John Lennon et Yoko Ono. George Martin et les trois autres Beatles supplient John de retirer ce titre du disque, en vain. Dans le genre expérimental, Lennon et Ono font encore plus fort en publiant, le même mois, leur album Unfinished Music No.1: Two Virgins, enregistré en mai 1968, le soir où ils consommèrent leur amour pour la première fois, et sur la pochette duquel tous deux apparaissent entièrement nus.

#### Yellow Submarine
Le film d’animation Yellow Submarine sort en salles le 17 juillet 1968. Conçu à partir de la chanson Yellow Submarine, il constitue le troisième film que les Beatles devaient fournir par contrat à la United Artists. Occupés ailleurs, les membres du groupe s’investissent peu dans le projet — les voix de leurs propres personnages sont enregistrées par des comédiens. L’album issu du film paraît le 13 janvier 1969, seulement deux mois après l’« Album blanc », avec six chansons, dont seulement quatre inédites, et une trame instrumentale de George Martin sur la face deux.

#### ProjetGet Back

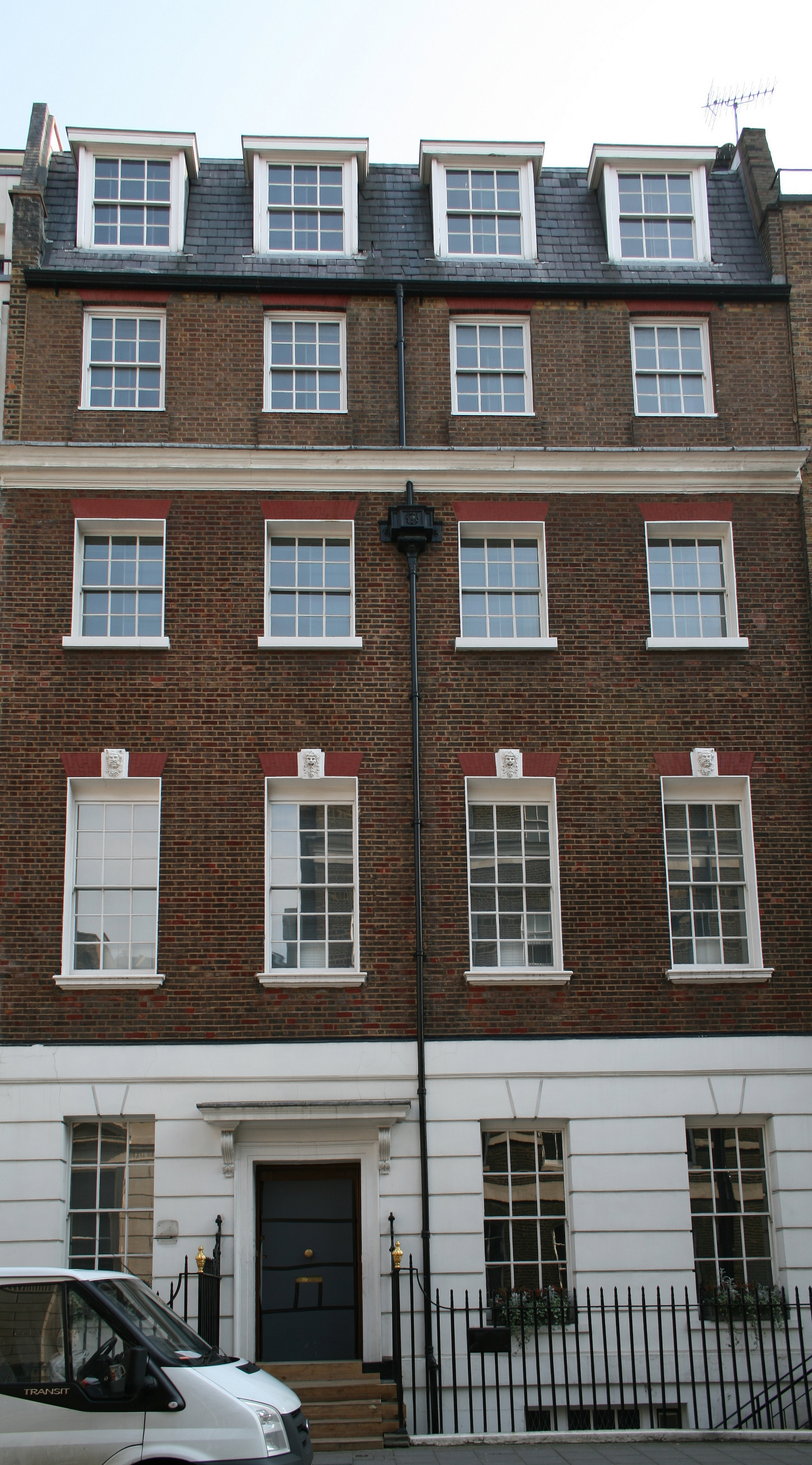
L’immeuble du 3, Savile Row.

Le 2 janvier 1969, les Beatles se retrouvent autour d’un nouveau projet initié par Paul McCartney : filmer et enregistrer des répétitions pour aboutir à une prestation en public, manière de revenir aux origines, jouer « live » comme un vrai groupe de rock 'n' roll, bannir tout ajout en studio, interdire le mot overdub ou les trucages en tous genres. De plus, le tout devra déboucher sur une émission de télévision. Mais le groupe a du mal à se mettre d’accord sur les tenants et aboutissants du projet. Effectuer une concert télévisé ? Montrer des répétitions avant ce concert ? Et si celui-ci doit être organisé, où et dans quelles conditions ? Finalement, on aboutira avec un film documentaire montrant les Beatles en train de créer un album.
Les séances du projet « Get Back » — ainsi nommé d’après la chanson homonyme créée sur place, qui aurait dû donner son titre à l’album en préparation — se passent mal. Les tensions initiées lors des séances de l’« Album blanc » renaissent dans les froids studios de cinéma de Twickenham, à des heures matinales. La présence constante de Yoko Ono, n’arrange pas l’ambiance, tout comme le « dirigisme » de Paul. Devant l’équipe de tournage de Michael Lindsay-Hogg, ils jouent beaucoup et de façon souvent désordonnée — une centaine de titres sont abordés, en quelques notes seulement pour certains — au cours de séances non dirigées qui s’apparentent plutôt à du bœuf, jouent souvent mal et sans conviction. John Lennon apparaît largement démobilisé, tandis que George Harrison est de plus en plus excédé : après Ringo, c’est lui qui quitte le groupe, le 10 janvier, revenant toutefois une semaine plus tard. Son ressentiment, sa frustration de rester, en tant que compositeur, à l’ombre du tandem Lennon/McCartney et de se voir fréquemment refuser des chansons qu’il aimerait voir placées sur les disques du groupe, ne cessent de s’accentuer.
Les Beatles se rabattent ensuite sur leur propre studio, au 3 Savile Row, où est situé le siège de leur compagnie Apple. À l’initiative de George Harrison, ils s’adjoignent Billy Preston aux claviers et finissent par donner leur ultime prestation publique sur le toit de l’immeuble, le 30 janvier 1969. Mais elle est interrompue au bout de 42 minutes par la police, à la suite de plaintes pour cause de vacarme. Les kilomètres de bandes enregistrées en un mois sont, dans un premier temps, rangées dans un placard, tant les membres du groupe s’en montrent insatisfaits. Les événements de ce mois de janvier 1969 figureront, un an plus tard, dans le film Let It Be, perçu comme la chronique de la dissolution d’un groupe. On y voit notamment George Harrison interpeller Paul McCartney : « OK, bon, je m’en fous. Je jouerai ce que tu veux que je joue, ou je ne jouerai pas du tout si tu ne veux pas que je joue. Je ferai tout ce qui pourra te faire plaisir. »
L’ingénieur du son Glyn Johns, sur place depuis le début de ces séances, est appelé par le groupe pour mixer un album à partir des bandes existantes, enregistrées live en studio et sur le toit de l’immeuble de leur compagnie. Johns réalise trois versions de ce disque mais les Beatles, bien qu’ils se montrent plutôt satisfaits des deux dernières tentatives, ne la publieront pas. Il en résultera tout de même le single Get Back / Don't Let Me Down, publié le 11 avril 1969. Le reste des bandes retourne sur les étagères et ne sera exploité qu’un an plus tard, afin de sortir comme bande originale du film.
En 2021, le documentaire The Beatles: Get Back de Peter Jackson montrera un portrait plus nuancé de ce mois passé en studio.

#### Abbey Road, l’ultime réussite
Avec l’idée de ne pas rester sur cet échec, Paul McCartney contacte George Martin en lui proposant de faire un disque « comme avant ». « Comme vous étiez ? Avec John ? John est d’accord ? » demande le producteur, ce que le bassiste confirme. Bien qu’il n’est pas encore décidé que la rupture soit imminente, les Beatles vont se réunir une dernière fois dans les studios EMI d’Abbey Road, durant les deux mois de l’été 1969, bien décidés à mettre de côté leurs dissensions, à tirer dans le même sens, afin de « partir sur une note positive ». Cependant, John Lennon rate le début des séances, le temps d’être soigné après un accident de voiture en Écosse.
Une collection de chansons, dont certaines ont été composées en Inde, enregistrées sous forme de démos à l’époque de l’« Album blanc » ou répétées en janvier 1969 pour le projet Get Back, sont retravaillées pour aboutir à l’album Abbey Road. Quoi de plus simple que de donner, à leur ultime œuvre commune, le nom de la rue — ils se font photographier sur le passage piéton, le 8 août, pour la pochette du disque — où sont situés les studios dans lesquels ils ont enregistré l’immense majorité de leurs chansons depuis sept ans ? Il aura toutefois été question, un moment, d’appeler cet album Everest, en raison de la marque de cigarettes (en) fumées par Geoff Emerick.
Les titres d’Abbey Road évoquent les tracas et frustrations du moment, parlant d’argent qu’on n’arrive pas à obtenir, de dettes, de négociations juridiques (You Never Give Me Your Money de Paul McCartney), de poids à porter pour longtemps, de marteau d’argent qui s’abat sur la tête des gens dès que les choses vont mieux (Carry That Weight et Maxwell's Silver Hammer, Paul à nouveau), de retour du soleil après un hiver long, froid et solitaire (Here Comes the Sun, où George Harrison évoque les grands moments de tension au sein du groupe), ou encore d’un jardin sous-marin où « il n’y a personne pour nous dire ce que [nous] devons faire » (Ringo Starr dans Octopus's Garden). Malgré tout, l’ambiance musicale est généralement lumineuse, apaisée.
C’est leur premier — et dernier — album entièrement réalisé en huit pistes, et également un des premiers dans l’histoire du rock où l’on entend du synthétiseur, un Moog en l’occurrence, acquis par George Harrison auprès de son créateur, Robert Moog. Les harmonies polyphoniques, qui avaient rendu les Beatles célèbres, sont de retour et contribuent au succès d’Abbey Road, sorti le 26 septembre 1969 (c’est leur album le plus vendu après Sgt Pepper's). Leur sommet dans ce domaine est sans doute constitué par Because, titre que John Lennon a composé en entendant Yoko Ono jouer la Sonate pour piano no 14 de Beethoven, plus connue sous le nom de « sonate au clair de lune », morceau qu’il lui a demandé de jouer à l’envers. Sur Because, les trois voix de John, Paul et George se superposent trois fois, soit une poignante harmonie à neuf voix, qui sera rééditée en version a cappella sur le disque Anthology 3 sorti en 1996 et, de nouveau sur Love en 2006.
La particularité d’Abbey Road est d’être constitué en partie de collages à partir de chansons ébauchées et inachevées. L’habitude fut prise de dire que la face A de l’album, qui s’ouvre sur Come Together et se referme sur I Want You (She's So Heavy) de John Lennon, reflète principalement son influence, tandis que la face B, qui contient le fameux « medley » long de 16 minutes, reflète celle de Paul McCartney. George Harrison se montre toutefois très inspiré avec Here Comes the Sun et surtout Something, qui est son premier et unique no 1 avec les Beatles. La chanson Here Comes the Sun a été pressentie pour figurer sur le Voyager Golden Record, placé à bord des sondes Voyager, à l’initiative de Carl Sagan, mais la compagnie EMI a opposé un refus (la seule chanson de l’épopée pop-rock à avoir été retenue est Johnny B. Goode de Chuck Berry).
Le medley, articulé autour du thème musical de You Never Give Me Your Money de Paul, et qui contient en son sein trois bouts de chansons de John (Sun King, Mean Mr. Mustard et Polythene Pam), est élaboré par George Martin et Paul McCartney. Mais, contrairement à beaucoup d’idées reçues émises postérieurement — et comme l’expliquent John Lennon et George Harrison — le groupe collabore dans son ensemble pour décider de l’ordre des morceaux, trouver de quoi remplir les mesures entre chacun, les enchaînements et les breaks.
L’apparente dernière plage du disque, qui clôture le medley, s’intitule The End et se termine par une inédite série de solos (Ringo à la batterie d’abord, puis Paul, George et John, tour à tour, à la guitare, trois fois, sur deux mesures chacun) et la fameuse phrase « And in the end, the love you take is equal to the love you make » (« Et au bout du compte, on reçoit autant d’amour que l’on en donne »). La vraie dernière plage du dernier disque des Beatles (selon la chronologie d’enregistrement), d’une durée très courte (23 secondes), est Her Majesty, morceau caché par un « blanc » sur le sillon du 33 tours, qui parle d’une manière peu commune de la reine d’Angleterre (le narrateur déclare qu’elle est « une chouette fille qui n’a pas grand chose à dire » et qu’un jour elle sera sienne…). À l’origine, elle se situait au cœur du medley, entre Mean Mr. Mustard et Polythene Pam, et Paul McCartney avait demandé à l’ingénieur du son John Kurlander de la retirer. Mais ce dernier, à des fins de sauvegarde — la consigne générale était qu’aucun enregistrement des Beatles ne devait jamais être jeté — la place en fin de bande, après un blanc de 15 secondes, derrière The End, coupée net. Après avoir écouté le résultat, Paul donne son accord, appréciant cet effet incongru. N’étant pas crédité au dos de la pochette originale du 33 tours, Her Majesty est considérée comme le premier morceau caché (hidden track) de l’histoire du rock.
Le 20 août 1969, les Beatles complètent l’enregistrement du titre de John Lennon I Want You (She's So Heavy) : c’est la dernière fois qu’ils sont réunis tous les quatre en studio. Le succès d’Abbey Road est énorme et, selon les acteurs, cette ultime collaboration est « heureuse »; les Beatles semblent donc dire ici adieu aux Beatles, en montrant une dernière fois l’aspect miraculeux de leur association. « Tout le monde a incroyablement bien travaillé. C’est pourquoi j’aime particulièrement cet album » dira George Martin.

#### «Paul est mort»
Paul McCartney est par ailleurs, au même moment, l’objet d’une incroyable rumeur, selon laquelle il se serait tué dans un accident de voiture en novembre 1966 et aurait été remplacé par un sosie. Pour les partisans de cette thèse, qui fait son apparition en 1969, tout est bon pour l’accréditer, grâce à plusieurs indices, dont ceux-ci :
- À l’intérieur de la pochette de Sgt. Pepper's, McCartney porte un badge sur lequel on peut lire « OPD », ce qui donne bien sûr « Officially Pronounced Dead » (« officiellement déclaré mort »). Ce n’est pas « OPD » qui est inscrit, mais « OPP », soit « Ontario Provincial Police ». On va aussi jusqu’à poser un miroir devant les mots « LONELY HEARTS » au centre de la grosse caisse devant laquelle pose le groupe : cela donne « 1 ONE I X HE ^ DIE », et bien sûr les folles interprétations qui s’ensuivent. Enfin, au verso de la pochette, ses trois camarades sont de face et lui, de dos.
- Dans la chanson Revolution 9 — comme les neuf lettres de McCartney —, l’on entendrait nettement dans ce long collage sonore — œuvre de John Lennon et Yoko Ono — le bruit d’un accident de voiture. Les partisans de la thèse évoquée ici trouvent également de très nombreuses « preuves » de leurs allégations en passant Revolution 9 à l’envers, dont le « Number nine » répété qui deviendrait « Turn me on, dead man »[195].
- La phrase « He blew his mind out in a car » (« Il s’est éclaté la cervelle dans un accident de voiture ») dans A Day in the Life. Lennon évoque le jeune héritier des brasseries Guinness, Tara Browne, qui s’est tué à 21 ans au volant de sa Lotus Elan en décembre 1966.
- La pochette d’Abbey Road constitue le point de départ de cette légende urbaine. Elle fourmille d’indices pour étayer le postulat délirant : Paul traverse le passage piéton pieds nus, comme les morts que l’on enterre en Inde. La Volkswagen blanche est immatriculée « LMW 28 IF » soit « Living-McCartney-Was 28 years old-If » (« McCartney aurait eu 28 ans s’il était encore vivant », ce qui ne peut pas vraiment concorder car McCartney avait 27 ans lorsque l’album Abbey Road est sorti), il tient sa cigarette de la main droite alors qu’il est gaucher, etc.
- Les mots mystérieux de John Lennon à la fin de Strawberry Fields Forever. Selon les tenants de cette théorie, on l’entendrait dire « I buried Paul » (« J’ai enterré Paul »), alors qu’il prononce « cranberry sauce » (« sauce aux canneberges »), clairement entendu sur la version d’Anthology 2.

La liste des indices est donc longue, et non exhaustive dans ce chapitre. Le canular est énorme, tout comme le tintamarre médiatique qu’il a généré. Paul McCartney finit par faire face à cette rumeur pour apporter un cinglant démenti. Il publiera même, en 1993, l’album en spectacle Paul Is Live, l’homonyme y faisant référence. Malgré tout, il existe encore, cinq décennies plus tard, des gens qui tentent de faire perdurer ce mythe. On trouve par exemple sur Internet des dossiers détaillés avec analyses photographiques à l’appui.

### Séparation etLet It Be(1969–1970)
« J’ai fondé les Beatles et je les ai dissous, c’est aussi simple que cela. »

— John Lennon

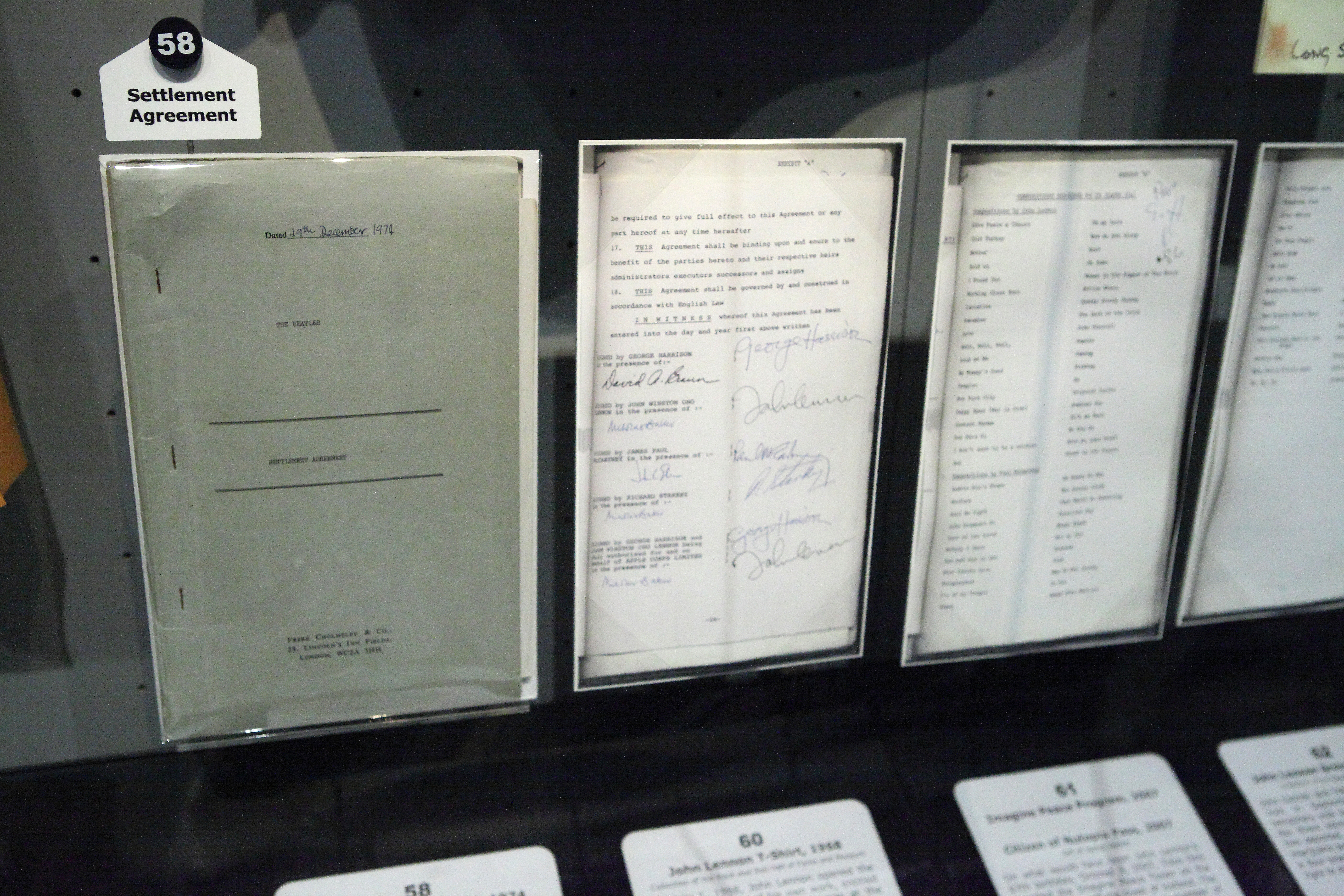
Acte de séparation du groupe, exposé au Rock and Roll Hall of Fame.

Le single Something / Come Together va occuper partout la tête des palmarès, tandis que le 33 tours Abbey Road restera, à partir du 4 octobre 1969, 17 semaines no 1 en Angleterre. Le 8 septembre, deux semaines avant la sortie de cet album et au moment où Ringo Starr est hospitalisé pour des examens pour des douleurs à l’intestin, John Lennon utilise un magnétophone pour lui enregistrer les discussions d’une réunion du groupe. Lors de celle-ci, Lennon propose que le prochain album des Beatles, à être publié vers la période des fêtes, soit composé de quatre de ses chansons, quatre de McCartney (toutes crédités individuellement), quatre de Harrison et deux de Starr (« s’il les veut »). Cette possibilité de retourner en studio meurt dans l’œuf quand, le 20 septembre, au retour d’un concert au Toronto Rock and Roll Revival Festival avec le Plastic Ono Band naissant, Lennon annonce aux autres Beatles qu’il quitte définitivement le groupe, lors d’une réunion mouvementée chez Apple, en réponse à Paul McCartney qui, dans une ultime tentative de relance, proposait à son tour de repartir en tournée dans des petites salles. Ils conviennent que cette nouvelle doit rester secrète, compte tenu des enjeux commerciaux de la renégociation des contrats de distribution avec EMI au Royaume-Uni et Capitol Records aux États-Unis.
Les Beatles se sont sévèrement disputés autour de la nomination de leur nouveau manager, entre Allen Klein, soutenu par Lennon, Harrison et Starr, et Lee Eastman, avocat, père de Linda, l’épouse de Paul. Contrairement à la tradition au sein du groupe qui dicte que les décisions doivent être unanimes, Klein, que Paul déteste et qui refuse de poser sa signature en bas du contrat qui le lie aux Beatles, devient leur dernier manager.
Pour couronner le tout, ils perdent également la propriété de tout leur catalogue de chansons. Northern Songs était en effet détenu à 51 %, soit la majorité des parts, par Brian Epstein à travers sa société NEMS. Une fois ce dernier disparu, sa famille, et Dick James (en), éditeur du groupe et administrateur de Northern Songs depuis les débuts en 1963, décident en 1969 de vendre le catalogue à l’empire ATV (Associated Television), sans que les Beatles ne puissent rien faire. Un déboire qui pèse aussi de tout son poids dans l’ambiance délétère menant à la dissolution du groupe. C’est ce catalogue détenu par ATV que Michael Jackson rachètera pour 47,5 millions de dollars en 1985.
La toute dernière séance d’enregistrement des Beatles se déroule en l’absence définitive de John Lennon. Elle a lieu les 3 et 4 janvier 1970. Le premier jour, le trio s’affaire à enregistrer la chanson de George Harrison I Me Mine qui avait été répétée durant les séances à Twickenham en janvier 1969 et retenue pour le film Let It Be mais qui n’avait pas été finalisée pour l’album. En introduction de la version publiée sur le disque Anthology 3 en 1996, on peut entendre ce dernier lâcher une plaisanterie à ce sujet : « You all will have read that Dave Dee is no longer with us, but Mickey and Tich and I, just like to carry on the good work that's always gone down in number two », ce qui signifie : « Vous aurez tous lu que Dave Dee n’est plus avec nous, mais Mickey, Tich et moi-même apprécions de poursuivre le bon travail qu’on a toujours fait au [studio] numéro deux » ; ces noms faisant référence à un groupe britannique populaire du moment, Dave Dee, Dozy, Beaky, Mick and Tich. Le lendemain, des retouches sont effectuées à la chanson Let It Be qui sortira en single le 6 mars suivant. Harrison reprendra sa prestation vocale sur For You Blue le 8 janvier puis quatre mois s’écouleront encore sans aucune activité musicale commune, avant que la séparation ne soit rendue publique.
En mars, à l’initiative d’Allen Klein, et avec l’accord de John Lennon et George Harrison, les bandes enregistrées en janvier 1969 sont confiées au producteur nord-américain Phil Spector, afin qu’il mixe et assemble ce qui deviendra l’album Let It Be. Starr est présent derrière les fûts lorsque, le 1er avril 1970, Spector, fidèle à son style de production, ajoute chœurs féminins et arrangements de cordes à trois de ces chansons qui devaient rester « brutes ». En entendant le résultat sur son titre The Long and Winding Road, Paul McCartney, qui n’a pas été consulté, pique une énorme colère. Il expédie une lettre adressée à Allen Klein chez Apple dont les derniers mots sont : « Ne refaites plus jamais ça ! » Toutefois, l’album est publié, avec ces nouveaux arrangements, le 8 mai 1970, et cette polémique interne n’entame en rien son succès, ni celui des chansons Get Back, Let It Be et The Long and Winding Road, toutes no 1 des deux côtés de l’Atlantique.
Les Beatles n’ont plus aucune activité commune et Paul McCartney prépare son premier album solo, quand Ringo Starr débarque à la porte de son domicile, porteur d’une lettre commune aux trois autres membres lui demandant de retarder la sortie de son disque pour laisser la place à Let It Be dont la sortie est prévue pour le 8 mai. Furieux, McCartney l’envoie au diable et lui claque la porte au nez. Quelques jours plus tard, le 10 avril 1970, il sort donc son premier album solo, sobrement intitulé McCartney, et annonce, à travers un communiqué de presse (une « interview » dans The Daily Mirror où il fait les questions et les réponses) inséré dans les pressages « promotionnels » de son disque solo, qu’il ne fait plus partie du groupe à la suite de « désaccords sur les plans personnel, financier et artistique ». Il rompt donc lui-même le secret et s’attribue de facto la pleine responsabilité de la séparation, ce qui aura le don d’outrer ses camarades, surtout John Lennon qui ne lui pardonnera jamais cette attitude (il l’interprète comme un simple coup publicitaire dans le but de faire vendre son album solo).
« Je n’avais pas l’intention que ce communiqué signifie que je quittais le groupe. C’est un gros malentendu. Quand j’ai vu les unes des journaux, j’ai juste pensé : « Seigneur, qu’ai-je fait ? » Et maintenant, on y est. Je n’ai pas quitté les Beatles. Les Beatles ont quitté les Beatles, mais personne ne veut être celui qui dira que la fête est terminée », se justifie Paul à chaud. Ringo Starr déclarera de son côté : « Oui, j’étais dans les Beatles. Oui, nous avons fait des grands disques ensemble. Oui, j’aime ces gars. Mais c’est la fin de l’histoire. » Quant à John Lennon il dira plus tard : « J’ai fondé les Beatles et je les ai dissous, c’est aussi simple que cela »,. Le 9 janvier 1975, la dissolution légale des Beatles sera prononcée dans la Haute Cour de justice de Londres.

### Post-séparation

#### Années 1970: Enregistrements solo

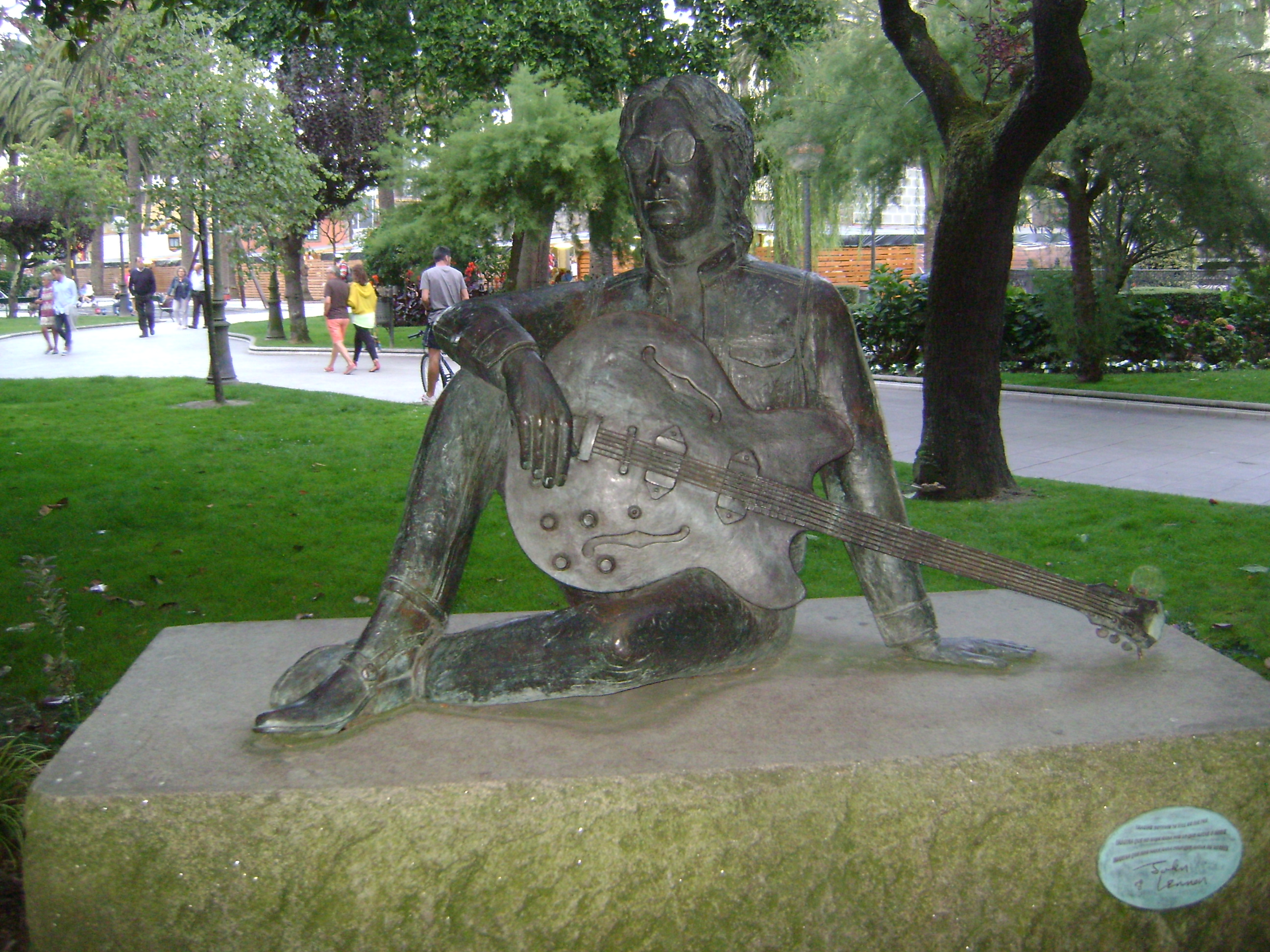
Statue de John Lennon, La Corogne, (Espagne).

Fin décembre 1970, McCartney intente un procès à ses trois camarades afin de mettre un terme définitif à l’entité juridique Beatles, et d’empêcher Allen Klein, toujours manager du groupe, de faire main basse sur l’argent que celui-ci continuait à générer. La dissolution juridique du groupe sera finalement prononcée en 1975. Malgré cette dissidence, lorsqu’il s’agira pour McCartney et Lennon de jouer, chacun de son côté, au jeu du « qui a fait quoi ? » sur les plus de 200 titres cosignés Lennon/McCartney, ils se montreront globalement d’accord, à de très rares exceptions près (notamment In My Life et Eleanor Rigby) entre ce qui est à 100 % composé collectivement, à 50-50, à 60-40 ou à 80-20 de l’un ou de l’autre. À l’exception d’un bœuf enregistré en 1974 et diffusé sur un album pirate sous le nom A Toot and a Snore in '74 (en) mais jamais officiellement publié, les deux collaborateurs n’ont jamais plus été en studio ensemble après la séparation du groupe.
Les quatre membres du groupe publient chacun un album solo en 1970. Ils disposent alors d’un grand nombre de chansons déjà composées, et pour certaines ébauchées et répétées en groupe, voire enregistrées et quasiment finalisées, depuis le séjour en Inde et les séances de l’« Album blanc » ou de Let It Be.
À la suite de la publication de son premier album solo, avec lequel il a annoncé la séparation du groupe, Paul McCartney sort en 1971 l’album Ram sur lequel il s’offre, sur la chanson Too Many People, une petite pointe à Lennon avec les vers « Too many people preaching practices, don't let them tell you what you want to be » ,. Il fonde le groupe Wings la même année et en 1973, il publie l’album Band on the Run, le plus grand succès commercial et critique de sa carrière.
Même avant la séparation officielle du groupe, John Lennon sort des singles engagés ou plus personnels (Give Peace a Chance, Cold Turkey et Instant Karma!) et un album live fin 1969 (Live Peace in Toronto), puis son premier véritable album studio en solo, John Lennon/Plastic Ono Band, paraît le 11 décembre 1970 (Two Virgins et Life with the Lions étaient des albums de musique expérimentale). En 1971 suit l’album Imagine contenant la chanson homonyme qui devient un succès mondial. Dans cet album, en réponse à la prétendue attaque de son ex-collègue, il l’apostrophe dans le titre How Do You Sleep? (« Comment dors-tu ? »). De plus, on insère dans la pochette de l’album une photo de Lennon tenant un cochon par les oreilles qui parodie la pose que prend McCartney, sur la pochette du disque Ram, tenant un bélier par les cornes. McCartney lui répond dans le premier disque de Wings, Wild Life, avec la chanson Dear Friend : « Are you afraid or is it true? » (« As-tu peur ou est-ce vrai ? ») et plus tard sur Band on the Run, avec la chanson Let Me Roll It qui reprend le style de son vieil ami.
George Harrison sort le 27 novembre 1970 un triple album (le premier de l’histoire du rock) intitulé All Things Must Pass qui est apprécié de la critique et qui atteint la première place des palmarès britannique, américain et de plusieurs autres pays. Puis, il organise, le 1er août 1971 au Madison Square Garden de New York, le Concert for Bangladesh, avec à ses côtés Bob Dylan, Eric Clapton, Ravi Shankar, Billy Preston et Ringo Starr.
Starr, quant à lui, publie, le 27 mars 1970, l’album Sentimental Journey, puis Beaucoups of Blues le 25 septembre de l’année suivante. Le premier est composé de reprises de standards des années 1920 à 1950 et le second, né d’une collaboration avec le réalisateur artistique américain Pete Drake et ses musiciens, contient des chansons de musique country écrites pour lui et enregistrées à Nashville. En 1973 sort l’album Ringo, qui comprend des titres composés et interprétés par chacun des ex-Beatles, mais séparément (hormis pour I’m the Greatest, écrit par Lennon, où jouent ensemble tous les ex-Beatles sauf McCartney).
Cependant, durant le reste de la décennie, la popularité des anciens membres décline. Les premiers groupes heavy metal, le mouvement punk, ou encore la mode disco, prennent à présent une très grande part du marché. Les albums sortis par chacun pendant cette période — de Some Time in New York City en 1972 à Rock 'n' Roll en 1975 pour Lennon (qui se retire de la scène musicale cette année-là), de Living in the Material World en 1973 à l’album homonyme en 1979 pour George Harrison, de Goodnight Vienna en 1975 à Bad Boy en 1979 pour Ringo Starr, et de Venus and Mars en 1975 à Back to the Egg en 1979 pour Paul McCartney et les Wings — varient en qualité et se vendent de façon modeste. Les ex-Beatles ne retrouveront le succès qu’en 1980 lorsque l’assassinat de John Lennon replacera les souvenirs de la Beatlemania à l’avant plan dans l’actualité.
Dans les années 1970, la question du retour des Beatles reste toujours d’actualité. En février 1976, six ans après leur séparation, un promoteur pop de Los Angeles, Bill Sargent, leur propose, pour un unique concert d’une durée minimum de vingt minutes retransmis à travers le monde, la somme de cinquante millions de dollars,. Les Beatles refusent. Sept mois plus tard, le 20 septembre 1976, un autre promoteur, Sid Bernstein, leur offre publiquement 230 millions de dollars pour un concert de charité,. Fin de non-recevoir. Plus jamais, par la suite, un artiste ne se verra proposer des montants aussi astronomiques pour un seul concert. À ce sujet, Paul McCartney précise, en septembre 2009 : « En fait, nous en avons beaucoup discuté. Et nous nous sommes toujours dits que si nous le faisions, ce ne serait peut-être pas génial, alors que la carrière des Beatles l’avait été. Et même si les offres étaient énormes, et qu’il y avait des gens pour nous dire : « On vous payera tant pour le faire », nous nous sommes mis d’accord sur le fait que la boucle était bouclée et qu’il y aurait quelque chose de pas correct là-dedans »,. Le 19 mai 1979, le mariage de l’ex-épouse de Harrison, Pattie Boyd, avec Eric Clapton donne l’occasion d'une réunion informelle des Beatles mais Lennon est absent. La même année, Kurt Waldheim, le secrétaire général de l’Organisation des Nations unies, a tenté lui aussi de convaincre les Beatles d’effectuer un concert caritatif au profit des « Boat-people », les réfugiés de l’Asie du Sud-Est. Le groupe a refusé mais Paul McCartney organisera tout de même les Concerts for the People of Kampuchea en décembre de la même année.
Pendant cette décennie, et les suivantes, les Beatles, en tant que groupe, restent très populaire. En 1973, Apple Records sort les deux fameuses compilations, The Beatles 1962–1966 et 1967–1970 qui regroupent cinquante-quatre chansons à succès du groupe. Sur les pochettes respectives de ces doubles albums, les Beatles posent en 1963 dans les étages des locaux d’EMI — un autre cliché apparaissant sur leur premier disque, Please Please Me —, et au même endroit et dans la même position en 1969 — originellement prise pour l’album Get Back, en préparation au début de cette année. Ces compilations dites « Rouge » et « Bleue » atteignent des sommets en matière de ventes, permettant à toute une génération — celle qui succède aux « baby boomers » et ayant été trop jeune pour vivre la Beatlemania — de découvrir leur musique à travers un choix de titres très judicieux. Ce sont les deux compilations post-séparation les mieux vendues du XXe siècle. En 2023, ces compilations seront remixées et augmentées de vingt et un titres.
Capitol Records, qui a hérité des droits de publication des chansons du quatuor anglais, publie trois albums thématiques (Rock 'n' Roll Music, Love Songs et Reel Music) et une compilation des meilleurs succès (20 Greatest Hits). Mais le plus important est l’album live, The Beatles at the Hollywood Bowl, produit par George Martin et publié en avril 1977, enregistré lors de concerts donnés à Los Angeles en 1964 et 1965 ; en 2016, celui-ci sera augmenté et remastérisé par Giles Martin, en complément à la sortie du film The Beatles: Eight Days a Week réalisé par Ron Howard.

#### Années 1980: Assassinat de John Lennon et réédition des albums en CD
Si le rêve de voir les Beatles se produire ensemble perdure, un drame y met un terme définitif : John Lennon revenu à son métier de musicien, à 40 ans, après cinq années de retrait de la vie publique, est assassiné au pied de son appartement du Dakota Building à New York, le 8 décembre 1980 par un déséquilibré, Mark David Chapman, à qui Lennon avait signé un autographe quelques heures plus tôt.
Au lendemain de sa mort, la carrière des anciens membres, alors en déclin (à l’exception de McCartney dont son album McCartney II sorti six mois auparavant est disque d’or), connaissent à nouveau le succès : l’album Double Fantasy du duo Lennon/Ono, sorti moins d’un mois plus tôt et fraîchement accueilli, se vend très bien et les ventes explosent à la suite de sa mort ; All Those Years Ago, la chanson hommage à Lennon de Harrison avec les McCartney aux chœurs, et Ringo Starr aux chœurs et à la batterie, connaît un succès important, tandis que le batteur publie l’année suivante l’album Stop and Smell the Roses, qui sera un succès critique, et McCartney (qui a dissout les Wings) retrouve le producteur George Martin pour l’album Tug of War qui connaît du succès en 1982 à sa sortie. Mais cela n’est qu’éphémère, puisque Harrison et Starr vont chacun sortir un album qui seront des échecs, avant de se retirer de la musique jusqu’à avant la fin de la décennie. Bien que McCartney continue à sortir régulièrement des albums, le succès de ceux-ci diminuent au fil des années. La veuve de Lennon publie quelques albums posthumes de son mari, Milk and Honey (dont Lennon a enregistré certaines parties le jour de sa mort) où elle participe en duo et Menlove Ave. comprenant des démos et quelques chansons inédites. Ces deux albums n’ont pas le succès escompté.
À Londres, le 27 avril 1981, le mariage de Ringo Starr et du mannequin et actrice américaine Barbara Bach donne l'occasion aux trois Beatles survivants de faire une première apparition publique depuis la séparation du groupe.
Au courant de l’année 1987 sont réédités, en format CD, les douze albums originaux du groupe plus la version américaine de Magical Mystery Tour. L’année suivante, sortent les deux volumes Past Masters où sont compilées, entre autres, toutes les faces A et B des 45 tours publiés entre les albums et qui ne figuraient donc pas sur ceux-ci, complétant ainsi pour la première fois la discographie du groupe.
Entre-temps, Harrison renoue avec le succès en 1987 avec Cloud Nine produit par Jeff Lynne. Ces deux musiciens formeront bientôt le supergroupe les Traveling Wilburys, complété par Bob Dylan, Tom Petty et Roy Orbison. McCartney, en collaboration avec Elvis Costello, publiera Flowers in the Dirt en 1989, qui atteindra le sommet du palmarès. Pour sa part, Starr, la même année, se lance en tournée avec son nouveau groupe à géométrie variable, le All-Starr Band, qui comprend, entre autres, Joe Walsh, Nils Lofgren, Billy Preston et Dr. John.
Malgré tout, les rumeurs de reformation à trois courent toujours durant la décennie, mais George Harrison aura ce trait d’humour : « … les Beatles ne se reformeront pas tant que John Lennon restera mort » (« … there won't be a Beatles reunion as long as John Lennon remains dead. »).

#### Années 1990: ProjetAnthologyet nouvelles tragédies
Depuis que les droits de leurs chansons ont été récupérés par Apple Records, le label continue de publier des albums du groupe. Une compilation des prestations des Beatles sur la radio nationale britannique, Live at the BBC, sort en 1994 (suivie en 2013 par On Air - Live at the BBC Volume 2).
Mais le projet le plus important porte le nom d’Anthology qui réunit, en 1994, Paul McCartney, George Harrison, Ringo Starr (qu’on surnomme pour le coup les « Threetles ») et leur producteur George Martin. Il comporte trois doubles albums sortis entre 1995 et 1996, un documentaire télévisé de près de six heures (disponible à présent en coffret DVD/BD) et un livre (traduit en français en 2000). Chaque album double, publié chronologiquement, propose des versions ou prises alternatives de leurs chansons, des versions live, des documents sonores rares, des essais, des expériences — comme n’entendre que les violons d’Eleanor Rigby, ou que les voix de Because — sans oublier quelques chansons inédites restées dans les cartons. Pete Best, qu’on peut entendre sur une dizaine de titres et qui vient de prendre sa retraite, peut enfin profiter monétairement de sa participation au groupe avec les redevances qui lui reviennent ; dans la foulée, il reformera le Pete Best Combo et effectuera des tournées qui l’amèneront dans plusieurs pays. Le clou de la collection demeure la présence de deux nouvelles chansons. Il s’agit, au départ, des démos Free as a Bird et Real Love, écrites et enregistrées en démo sur cassette par John Lennon durant sa période de retrait de toute activité publique. Yoko Ono confie ces bandes aux autres Beatles survivants pour qu’ils puissent les compléter et y ajouter leurs voix et leurs instruments, le tout produit par Jeff Lynne.
En 1997, Paul McCartney arrêtera d’écrire les chansons pendant près de deux ans lorsque sa femme Linda sera diagnostiquée d’un cancer du sein duquel elle décédera le 17 avril 1998. De même, en 1997, George Harrison apprend qu’il est atteint d’un cancer de la gorge. À la suite de traitements et d’une opération, sa santé semble se rétablir. Mais le 30 décembre 1999, un homme souffrant de troubles mentaux entre par effraction dans sa maison et lui assène une quarantaine de coups de couteau. Il survit à l’attaque brutale, mais en est fort affaibli.

#### Années 2000: Mort de Harrison, nouvelles parutions et remastérisation du catalogue
« Les jeunes de l’an 2000 tireront de la musique [des Beatles] à peu près le même sentiment de bien-être et de chaleur que nous ressentons aujourd’hui. »

— Derek Taylor, notes de la pochette de l’album Beatles for Sale en 1964.
Si les Beatles ont été consacrés cinquième meilleurs vendeurs d’albums aux États-Unis durant les années 1990, la décennie suivante les verra terminer en deuxième place (en fonction des ventes générées par la réédition de tout leur catalogue remasterisé) avec plus de 27,5 millions d’albums vendus (le plus gros vendeur des années 2000 étant Eminem).
Le groupe entre dans le nouveau millénaire avec une autre compilation, 1, où figurent les 27 chansons des Beatles ayant atteint la première place des ventes soit en Grande-Bretagne ou aux États-Unis entre 1963 et 1970. Bien que cette compilation soit parue trente ans après la séparation des Beatles, c’est à ce jour l’album le plus rapidement écoulé de tous les temps : publié le 13 novembre 2000, il s’est vendu à 13,5 millions d’exemplaires dans le monde dans son premier mois de commercialisation.
Harrison se remet tant bien que mal de sa tentative d’assassinat et achève son album Brainwashed. Mais sa maladie évolue à nouveau et le plus jeune des Beatles meurt le 29 novembre 2001 à Los Angeles, à 58 ans, d’un cancer généralisé. Ses cendres sont répandues le long du Gange et de la Yamuna en Inde. Son ultime album sort de façon posthume l'année suivante, finalisé par son fils Dhani et Jeff Lynne, et est bien accueilli.

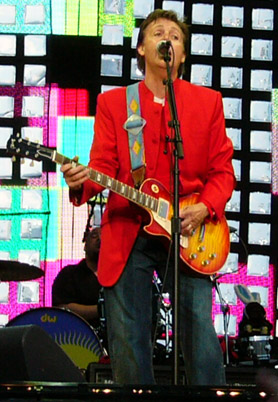
Paul McCartney en 2004.

Le 18 novembre 2003, Paul McCartney fait publier le disque Let It Be… Naked (c’est-à-dire « nu », sans ornements) avec l’accord donné juste avant sa mort par George Harrison et avec celui de Yoko Ono, héritière de John Lennon. Débarrassé des arrangements et effets de production de Phil Spector, permettant donc d’entendre ces chansons enregistrées en direct sans aucun ajout en studio, ce disque s’accorde avec le projet original. L’ordre des morceaux est modifié par rapport au Let It Be original et un amalgame des deux versions enregistrées sur le toit de Don't Let Me Down de John Lennon y est inclus. Concernant la restauration du film Let It Be, tant attendu par les fans et qui devait être ressorti simultanément à cet album, Paul McCartney et Ringo Starr s’opposent à ce qu’il soit à nouveau lancé sur le marché estimant que cette réédition n’apporterait rien de plus au public que de leur montrer le côté sombre de toute cette aventure. Ni l’un ni l’autre ne seraient à l’aise avec l’idée de publiciser un film montrant les Beatles en train de se taper sur les nerfs les uns les autres. Le projet d’un nouveau documentaire tiré de ces images sera annoncé à la fin de la prochaine décade.
En novembre 2006 est publié, une fois de plus sous la houlette de George Martin, aidé cette fois par son fils Giles, le disque Love. Il s’agit d’un « patchwork » de la musique des Beatles, constitué de titres remixés et de « mash-up » (plusieurs chansons emmêlées), préparé comme trame sonore pour le spectacle homonyme, initié par George Harrison et son ami Guy Laliberté quelques années plus tôt. Ce spectacle permanent du Cirque du Soleil est présenté au complexe hôtelier The Mirage de Las Vegas à partir du 30 juin 2006 et quitte la scène le 7 juillet 2024 après dix-huit ans et 11,5 millions de billets vendus.
La réédition remastérisée en CD des douze albums originaux, encore une fois accompagnés de la version américaine de Magical Mystery Tour et des deux Past Masters (désormais réunis en un seul album double), constitue un important dépoussiérage et une amélioration notable par rapport à la réédition de 1987,. Maintes fois repoussée, la date de commercialisation choisie, le 9 septembre 2009, n’est pas un hasard ; on peut la rattacher au célèbre « number nine » répété dans le montage sonore Revolution 9 entendu sur l’« Album blanc ». Le jeu vidéo The Beatles: Rock Band est commercialisé simultanément à la sortie du boîtier.

La compagnie Apple explique :
« Chaque coffret CD propose la réplique des pochettes originales des albums britanniques, ainsi que des livrets complets contenant de nouvelles notes historiques en compagnie d’informations sur les enregistrements, et des photos rares. Chaque CD contient aussi un court film documentaire sur chaque album. Les albums ont été remastérisés par une équipe d’ingénieurs, dédiée aux studios Abbey Road sur une période de quatre ans, utilisant une technologie de pointe en même temps que les équipements de studio de l’époque, afin de précautionneusement maintenir l’authenticité et l’intégrité des enregistrements analogiques originaux. Le résultat de ce processus laborieux est le catalogue de la plus haute fidélité depuis les publications originales ».
La mise en vente du catalogue remastérisé se présente sous la forme de deux coffrets : 14 albums en stéréo, et 11 albums en mono. Seuls les disques en stéréo sont vendus à l’unité. Pour écouter les Beatles dans la forme sonore où tous les albums ont été conçus jusqu’en 1968, il faut donc se procurer le coffret mono entier. Les premiers chiffres de vente, une semaine après la commercialisation du catalogue, font apparaître un formidable succès commercial, entraînant le retour du groupe au sommet des charts des deux côtés de l’Atlantique (2,25 millions de copies vendues en 5 jours), tandis que les distributeurs font face à des ruptures de stock. C’est l’album Abbey Road qui devance toutes les autres œuvres du groupe en tête des ventes et des classements,. Moins de cinq mois après la parution de ces remasterisations, environ 13 millions d’albums ont déjà été vendus.

#### Années 2010: Opération remixage etThe Beatles: Eight Days a Week
Depuis le 16 novembre 2010, tout le catalogue Beatles est disponible en téléchargement légal sur iTunes. C’est la conclusion du différend judiciaire entre Apple Corps et Apple computer qui a duré près de 30 ans pour s’achever sur un accord à l’amiable en avril 2007, et dont on attendait qu’il débouche sur la mise en ligne des titres et des albums du groupe. Un peu moins de trois ans plus tard, C’est désormais chose faite. Le lancement du catalogue « dématérialisé » sur Internet a été précédé d’une annonce sur iTunes le 15 novembre : « Demain est un jour que vous n’oublierez jamais. Revenez demain pour découvrir une annonce exceptionnelle » avec quatre horloges indiquant l’heure du lancement, en Californie, à New York, à Londres et à Tokyo, soit précisément 16h00 le 16 novembre 2010 heure de Paris. L’ironie de cette affaire veut que le catalogue de chaque Beatle en solo soit depuis longtemps disponible.
Live at the BBC est remixé en 2013, accompagné de la parution de On Air - Live at the BBC Volume 2. En 2015, la compilation élargie 1+ sort remixée par Giles Martin (le fils de George) et l’ingénieur du son Sam Okell à partir des enregistrements originaux du groupe afin de proposer au public un son réactualisé. C’est le premier album d’une longue série de cette opération qui suivra à raison d’un album par an. Il compile aussi tous les films promotionnels de ces chansons.
L’année suivante, l’album The Beatles: Live at the Hollywood Bowl paraît en version remixée augmenté de nouvelles chansons, en conjonction au documentaire The Beatles: Eight Days a Week sur les tournées du groupe, paru le 16 septembre et réalisé par Ron Howard.
Apple propose ensuite un remixage des albums — augmentés d’enregistrements inédits — pour marquer leur cinquantenaire : Sgt. Pepper's Lonely Hearts Club Band en 2017, l’« Album blanc » en 2018 et Abbey Road en 2019, remixés par Giles Martin et Sam Okell.

#### Années 2020:The Beatles: Get Back,Now and Then, et...Anthology 4?
Le 10 avril 2020, de nombreux articles de presse dans le monde entier soulignent le cinquantenaire de la séparation du groupe.
Le 30 janvier 2019, le jour du 50e anniversaire du « concert sur le toit », il est annoncé qu’une réédition du film Let It Be et la création de The Beatles: Get Back, un nouveau montage d’images inédites par le cinéaste Peter Jackson, sera réalisé pour l’année 2020. Ces images, vieilles d’un demi-siècle, sont restaurées et les bandes audio sont traitées par un algorithme d’intelligence artificielle qui permet de séparer les sons afin de les rendre plus audibles et de les équilibrer. La pandémie de la Covid-19 repousse la date de sortie de ce documentaire mais permet aussi une exploration plus poussée des images et des sons captés en 1969. C’est finalement une télésérie en trois épisodes d’une durée totale de près de huit heures qui est mise en ligne en novembre 2021 sur la plate-forme Disney+. Le concert sur le toit y est montré en entier et sa trame sonore complète est offerte en streaming. Le film d’origine tardera à être réédité mais l’album Let It Be est à son tour remixé.
Une réédition de l’album Revolver sort en 2022 dont les bandes 4 pistes sont démixées par Emile de la Rey, de l’équipe de Peter Jackson, toujours remixées par Giles Martin et Sam Okell.
En juin 2023, lors d’une interview à la BBC, Paul McCartney laisse entendre que la chanson Now and Then, partant d’une démo de très mauvaise qualité, enregistrée sur cassette par John Lennon en 1978, qui avait été abordée puis rapidement abandonnée lors des séances Anthology, a finalement été achevée, information reprise par Ringo Starr le mois suivant. La voix sur l’enregistrement original a été isolée du piano et des bruits de fond par la même équipe de Peter Jackson qui a produit le documentaire Get Back. McCartney et Giles Martin ont finalisé les arrangements, entamés en 1995, afin d’achever ce « dernier disque des Beatles » sorti le 2 novembre. Les quatre Beatles sont présents sur le titre puisqu’on peut y entendre, outre la voix de John Lennon et l’instrumentation de Paul McCartney, les guitares rythmique et électrique de George Harrison, enregistrées en 1995, et une nouvelle partie de batterie par Ringo Starr, en plus d’échantillons de chœurs tirés d’enregistrements originaux du groupe. Un court documentaire de douze minutes, intitulé Now and Then – The Last Beatles Song, écrit et réalisé par Oliver Murray, sort la veille de la sortie de la chanson. De plus, on met en ligne le 3 novembre, un clip vidéo réalisé par Peter Jackson, mêlant des images des Beatles dans les années 1960 et de Lennon en 1970 à celles du projet Anthology en 1995, des séances de l’orchestration en 2022 et de McCartney et Starr reprenant leurs prestations en 2023. Il dépasse rapidement les 25 millions de vues. Le 11 novembre 2023, Now and Then est n°1 des charts britanniques, soixante ans après From Me to You, leur premier n°1. Le 18 novembre, cette ultime chanson du groupe fait son entrée à la septième place du Billboard Hot 100, le 35e Top 10 des Beatles sur le marché américain, plus que tout autre groupe, et également le plus grand écart dans le temps, 59 ans, neuf mois et trois semaines après, I Want To Hold Your Hand, en 1964.
Dans la foulée, les compilations The Beatles 1962–1966 et 1967–1970 sont remixés et réédités en version élargie le 10 novembre, atteignant les deuxième et troisième places du palmarès anglais. Now and Then est incluse sur cette dernière. La réédition de l’« Album rouge » utilise la technologie de démixage afin de séparer l’instrumentation et les voix enregistrées à l’origine sur des magnétophones 2-pistes et 4-pistes.
Soixante ans après avoir reçu leurs premiers trophées pour la meilleure prestation vocale pop d’un groupe pour l’album A Hard Day's Night et du meilleur nouvel artiste en 1965, le groupe remporte, le 2 février 2025, le Grammy Award  de la meilleure prestation rock pour Now and Then. Elle se mérite aussi une nomination pour la chanson de l’année (en) aux BRIT Awards.
La célèbre basse Höfner 500/1 en forme de violon, avec laquelle Paul McCartney a joué sur scène et utilisée en studio pour les deux premiers albums et les premiers singles, a été volée en octobre 1972 dans les environs de Notting Hill à Londres. Après une campagne médiatique, débutée en 2018 sur les réseaux sociaux par le Lost Bass Project ayant pour résultat la réception de plus de six cent appels et messages, il est annoncé en 2024 que l’instrument a été retrouvé dans ce même quartier et a été remis au Beatle.
Le 20 février 2024, Apple annonce qu’une série de quatre films biographiques, chacun prenant le point de vue d’un des membres du groupe, sera réalisé par le cinéaste britannique Sam Mendes pour une sortie prévue en 2028,. Le quatuor sera joué par Paul Mescal, dans le rôle de Paul, Harris Dickinson, John, Joseph Quinn, George, et enfin Barry Keoghan, sous les traits de Ringo. Le réalisateur indique que « Chaque récit est raconté du point de vue d’un seul des personnages. Ils se croisent de différentes manières, parfois en se chevauchant, parfois non ».
Le 8 mai 2024, le film Let It Be de 1970 est mis en ligne sur la chaîne Disney+. Le montage est identique à celui du film original, sauf pour quelques différences mineures. On voit pour la première fois l’image complète de la pellicule 16 mm d’origine de format 4/3, parfaitement restaurée, accompagnée d’une trame sonore remixée en utilisant la technologie de séparation des sons développée par l’équipe de Peter Jackson. Cette même technologie est utilisée pour un nouveau documentaire, intitulé Beatles '64 décrivant l’arrivée du groupe en sol américain, qui est aussi diffusé sur la même plateforme à partir du 29 novembre 2024. Une réédition en vinyle 180 grammes des versions américaines des albums du groupe en mono, sortis en 1964, est commercialisée le 22 novembre.
En mai 2024, le film biographique sur Brian Epstein, Midas Man (en), est présenté au Toronto Jewish Film Festival (en). La première officielle a lieu à Liverpool le 29 octobre, et il est mis en ligne le lendemain sur Amazon Prime Video, uniquement au Royaume Uni. Les droits de distribution dans le reste du monde sont toujours en suspens et la production du film a été décrite comme étant un « cauchemar » ; trois réalisateurs se sont succédé, les retards se sont accumulés, avec un budget qui s’est emballé.
Le 19 décembre, Ringo Starr est un invité surprise sur la scène de l’O2 Arena de Londres pour le dernier spectacle européen de la tournée Got Back (en) de Paul McCartney. Pour l’occasion, McCartney a utilisé, pour la première fois en cinquante ans, sa basse Höfner, retrouvée en début d’année. Lors de cette tournée, on a utilisé la technologie de séparation des sons afin que McCartney puisse chanter I’ve Got a Feeling en duo avec Lennon, les images du groupe lors du concert sur le toit projetées derrière la scène. Il y interprète aussi la chanson Now and Then.
Le 20 août 2025, la newsletter des Beatles et les réseaux sociaux de Paul McCartney laissent supposer la sortie future d'un volume 4 du projet Anthology.

## Style musical et influences
L’analyse de la musique des Beatles fut l’une des premières occurrences d’analyse musicologique de pop / rock.

### Influences
« Rien ne m’a vraiment touché jusqu’au jour où j’ai entendu Elvis. S’il n’y avait pas eu Elvis, il n’y aurait pas eu les Beatles. »

— John Lennon

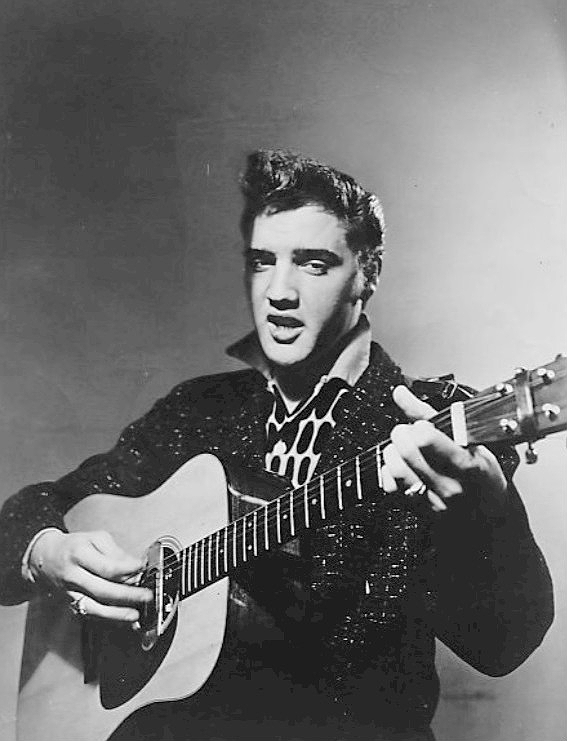
Le rock'n'roll américain, et notamment Elvis Presley, est la première influence musicale des Beatles.

Influencé par le skiffle, dont Lonnie Donegan est le porte-étendard britannique, McCartney décide à 14 ans d’échanger la trompette, que son père lui a offert, pour une guitare. The Quarrymen, groupe formé par John Lennon pendant la vague skiffle, utilise la guitare, la batterie et des instruments bricolés, telles la washboard et la tea-chest bass. Rapidement les Quarrymen se transforment en Beatles et adoptent un style beat, typique du rock 'n' roll des années 1950, contribuant à forger le Merseybeat — du nom du fleuve Mersey traversant Liverpool.
Les membres des Beatles se sont nourris de diverses influences musicales, à commencer par le rock 'n' roll nord-américain d’Elvis Presley, Carl Perkins, Chuck Berry et Little Richard. Ce dernier, en avril-mai 1962, alors en résidence avec les jeunes Beatles au Star-Club de Hambourg, leur donne des conseils techniques pour mieux interpréter leurs chansons. Ils sont également influencés par d’autres auteurs-compositeurs nord-américains comme Buddy Holly, Eddie Cochran, Roy Orbison ou les Everly Brothers, ainsi que par le blues et le rhythm and blues — nom alors donné au rock des artistes noirs-américains, à une époque où les classements étaient séparés du fait de la ségrégation en vigueur.
En début de carrière, ils s’inspirent d’autres rockers britanniques comme Cliff Richard ou The Shadows. Même après avoir rencontré le succès, le groupe continue d’incorporer diverses influences de groupes ou artistes contemporains. À mesure que les Beatles introduisent davantage d’expérimentation dans leurs compositions, se fait sentir l’influence de la poésie surréaliste de Bob Dylan dans leurs textes, de l’éclectisme musical de Frank Zappa et de groupes nord-américains plus proches de leur style, comme The Byrds et The Lovin' Spoonful. Enfin, les recherches mélodiques des Beach Boys, sous l’impulsion de Brian Wilson, ont largement influencé la période psychédélique du groupe : Paul McCartney a été fortement impressionné par leur album de 1966, Pet Sounds. Cet album est du reste conçu comme une réponse à Rubber Soul par Brian Wilson qui s’est lancé à cette époque — et quasiment seul pour ce qui est de la composition et de la production — dans une concurrence artistique effrénée avec les Beatles, jusqu’à sombrer dans la dépression. Évoquant le leader du groupe californien, George Martin déclarera : « Personne n’a eu autant d’influence sur les Beatles que Brian Wilson ».
En dehors de la musique rock, les Beatles sont également influencés par la musique folk galloise, les grands compositeurs classiques et contemporains, et la musique indienne. Le virtuose du sitar Ravi Shankar, avec qui George Harrison a étudié durant six semaines en Inde à la fin 1966, exerça une influence déterminante sur plusieurs albums du groupe.

### Genres musicaux abordés
Au fil de leur carrière, les Beatles ont exploré de nombreux genres et sous-genres musicaux, élargissant les frontières de la notion de musique pop. La porte s’ouvre en grand lorsque ce qu'on appellerait aujourd'hui un « boys band » publie Yesterday accompagné d’un quatuor à cordes, qui devient un succès intergénérationnel.
Plusieurs chansons se situent au croisement de plusieurs influences : un exemple remarquable est la chanson You Know My Name (Look Up the Number) qui mêle le rock, la samba et le jazz. La chanson Till There Was You, tirée d’une comédie musicale et placée sur leur deuxième album, annonce également leur refus de s’enfermer dans un genre. Les comptines All Together Now ou Yellow Submarine n’appartiennent à aucun genre défini.
Du fait de cette diversité d’influences et d’instruments utilisés, les compositions des Beatles mélangent fréquemment musique tonale et modale.

#### Rock
Beaucoup de titres des débuts, comme I Saw Her Standing There, sont emblématiques du rock 'n' roll des années 1950 et du rhythm and blues. Leurs premiers succès, comme Love Me Do, constituent une adaptation britannique du rock 'n' roll américain, connu du terme Merseybeat issu de la région de Liverpool. Cette influence reste prégnante tout au long de leur carrière, par exemple avec I'm Down, dans le style de Little Richard, ou Back in the U.S.S.R., un pastiche du Back in the U.S.A. de Chuck Berry.
Les Beatles se sont peu à peu ouverts à différents sous-genres du rock, qui préexistaient parfois mais qu’ils ont contribué à enrichir. Le rock psychédélique, en vogue aux États-Unis depuis le milieu des années 1960, est présent dès l’album Revolver avec le titre Tomorrow Never Knows. L’album suivant, Sgt. Pepper, et la compilation Magical Mystery Tour, appartiennent au genre psychédélique, avec des morceaux emblématiques tels que Lucy in the Sky with Diamonds, A Day in the Life, I Am the Walrus, Strawberry Fields Forever et All You Need Is Love. Quant à la sophistication des arrangements musicaux, par exemple A Day in the Life pour lequel un orchestre symphonique est utilisé, elle annonce le rock progressif alors en cours d’élaboration.
L’« Album blanc », paru en 1968 avec sa trentaine de chansons disparates, comporte diverses incursions dans les sous-genres du rock : le blues rock avec Revolution 1, ou encore le hard rock avec Helter Skelter, qui fait partie des premiers morceaux du genre.
Sur Abbey Road figurent des accents de funk rock avec Come Together.

#### Musique country et folk
Des titres peuvent être apparentés à la musique country notamment les chansons chantées par Ringo Starr (Act Naturally, What Goes On et sa composition Don't Pass Me By), dont la voix et le registre vocal donnent aux chansons un accent country rock. La chanson Rocky Raccoon, écrite et chantée par McCartney, emprunte aussi à ce style. Les Beatles s’inspirent des sons de musique folk avec You've Got to Hide Your Love Away, Norwegian Wood ou Blackbird.

#### Musique afro-américaine
Les Beatles ont également été influencés par la musique afro-américaine, dans toutes ses composantes. Ils ont repris des chansons de groupes vocaux féminins (The Shirelles, The Cookies et The Donays) ou de Chuck Berry, Little Richard, Arthur Alexander et plusieurs autres artistes afro-américains.
When I'm Sixty-Four évoque la musique de bastringue à tendance jazz, avec la présence de deux clarinettistes. Martha My Dear et Lady Madonna, avec leurs parties au piano, se rattachent au ragtime, genre précurseur du jazz. Le groupe aborde également le blues classique avec Yer Blues et la soul avec Don't Let Me Down.

#### Musiques du monde
George Harrison rencontre des musiciens indiens sur le plateau du film Help! et c’est le coup de foudre ; le guitariste commence aussitôt son apprentissage du sitar qu’on entendra sur Norwegian Wood. Cette influence se retrouve dans ses titres Love You To, Within You Without You et The Inner Light. Plusieurs instruments indiens sont entendus sur certaines chansons du disque Sgt Pepper's Lonely Hearts Club Band.
Le groupe aborde aussi le boléro cubain dans And I Love Her et le ska jamaïcain dans Ob-La-Di, Ob-La-Da.

#### Musique classique
George Martin, le producteur des Beatles, a une formation de musicien classique et réalise de nombreux arrangements orchestraux. Dans Yesterday on entend un quatuor à cordes, tandis que sur Eleanor Rigby c’est un sextuor à cordes qui accompagne le chanteur. Pour Strawberry Fields Forever, A Day in the Life et I Am the Walrus, entre autres, un orchestre est utilisé pour enrichir les arrangements, et dans Penny Lane il est fait usage d’instruments à vent, en particulier la trompette piccolo dont le solo est joué par David Mason. Le solo de piano-forte de In My Life, joué par Martin lui-même, est accéléré au mixage ce qui lui donne des allures de clavecin et rappelant la musique baroque. La chanson Good Night, quant à elle, est totalement orchestrale avec harpe, violons, vents et chœurs.

#### Musique expérimentale
Les années 1966 à 1968 témoignent d’une volonté accrue d’expérimentation, tendant parfois jusqu’à la musique sérielle. L’influence de Yoko Ono conduit à la production d’une chanson en collages sonores, Revolution 9 et d’une chanson longtemps inédite, What's The New Mary Jane, incluse dans l’album Anthology 3, qui visent à créer une ambiance psychédélique aux accents de musique expérimentale, bien que Paul McCartney s’y soit déjà essayé par le passé avec, entre autres, son « mythique » Carnival of Light. Harrison s’y met aussi avec des titres comme Only a Northern Song et Blue Jay Way, bien que celles-ci soient plus structurées musicalement.
Sur Tomorrow Never Knows, la mélodie est rattachée à un bourdon en do, emprunté à la musique indienne, et contient selon certains musicologues la première rythmique techno de l’histoire de la musique.

## Héritage
« Je dis dans mes discours qu’une mission plausible des artistes est de faire apprécier au moins un petit peu aux gens d’être en vie. On me demande ensuite si je connais des artistes qui ont réussi cela. Je réponds : “Les Beatles l’ont fait.” »

— Kurt Vonnegut, Timequake (en), 1998

### Influence sur son époque
« Placés à la proue » de l’évolution de la jeunesse et de la culture populaire des années 1960, le style des Beatles, leur habillement, leurs discours, leur popularité planétaire, leurs consciences sociale et politique grandissantes au fil du temps, ont étendu l’influence des Beatles bien au-delà de la musique, jusqu’aux révolutions sociales et culturelles de leur époque.

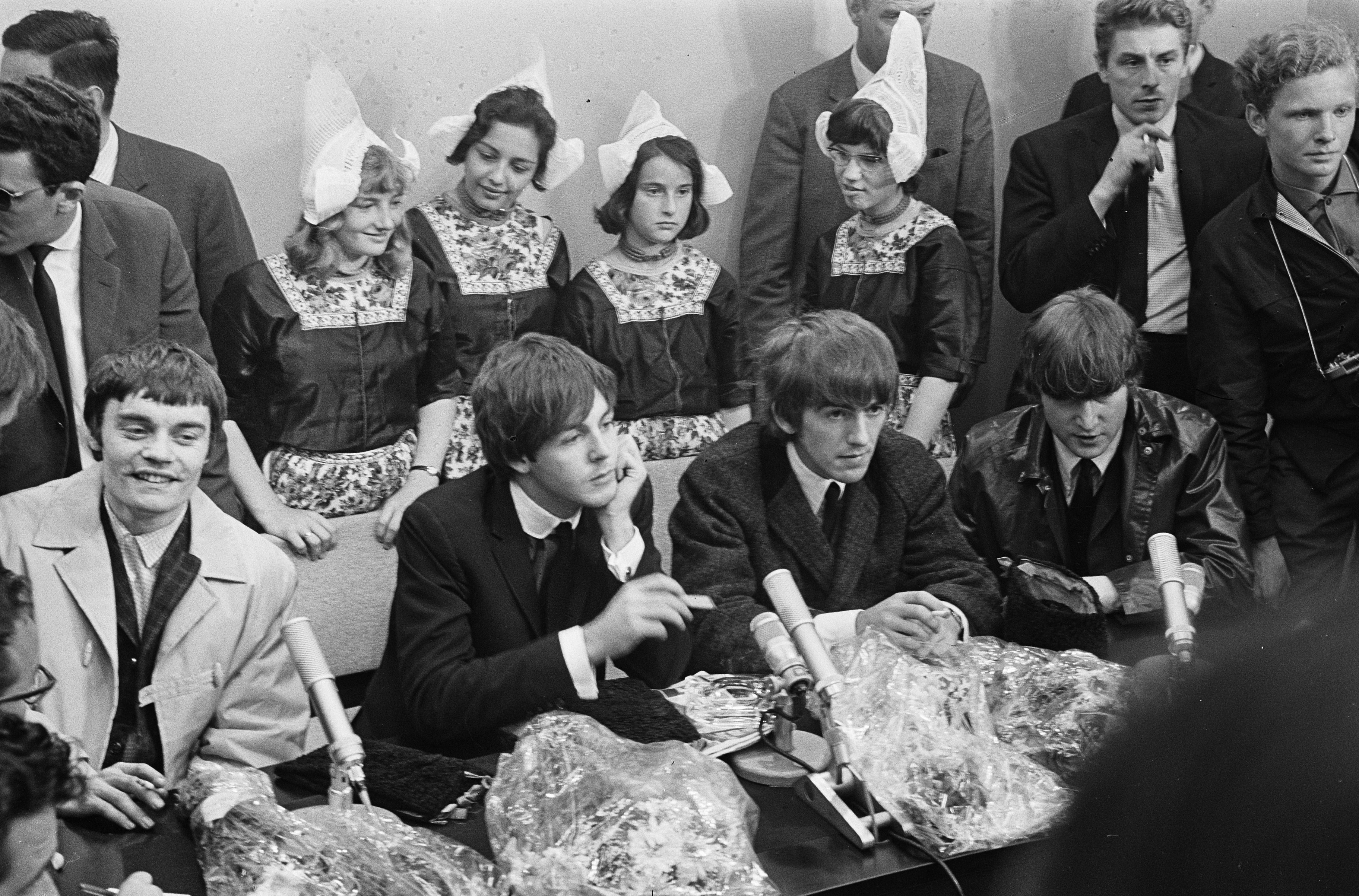
Les Beatles et Jimmie Nicol (à gauche) en conférence de presse après leur arrivée à l'aéroport d’Amsterdam-Schiphol (Pays-Bas), le 5 juin 1964.

La marque laissée par les Beatles sur la jeunesse des années 1960 est indélébile : la longueur des cheveux chez les garçons, la philosophie « Peace and Love », l’apparition de la contre-culture hippie, etc. Bien qu’il soit faux de croire que le groupe ait initié ces changements culturels, celui-ci était, en quelque sorte, le porte-étendard des bouleversements de la société. Même la frénésie de la Beatlemania n’était pas inédite ; par exemple, la listzomanie en 1840, les bobby-soxers de Frank Sinatra exactement un siècle plus tard, ou les fans d’Elvis Presley dans la décennie 1950. Mais, avec le « baby boom, l’avènement de la télévision et la possibilité de voyager en avion de ligne, le phénomène Beatles fut le premier à connaitre une envergure globale dans ce nouveau monde devenu plus petit. Un demi-siècle plus tard, leur musique est encore présente et leur image toujours représentative de cette décennie marquante.

#### Analyse du phénomène

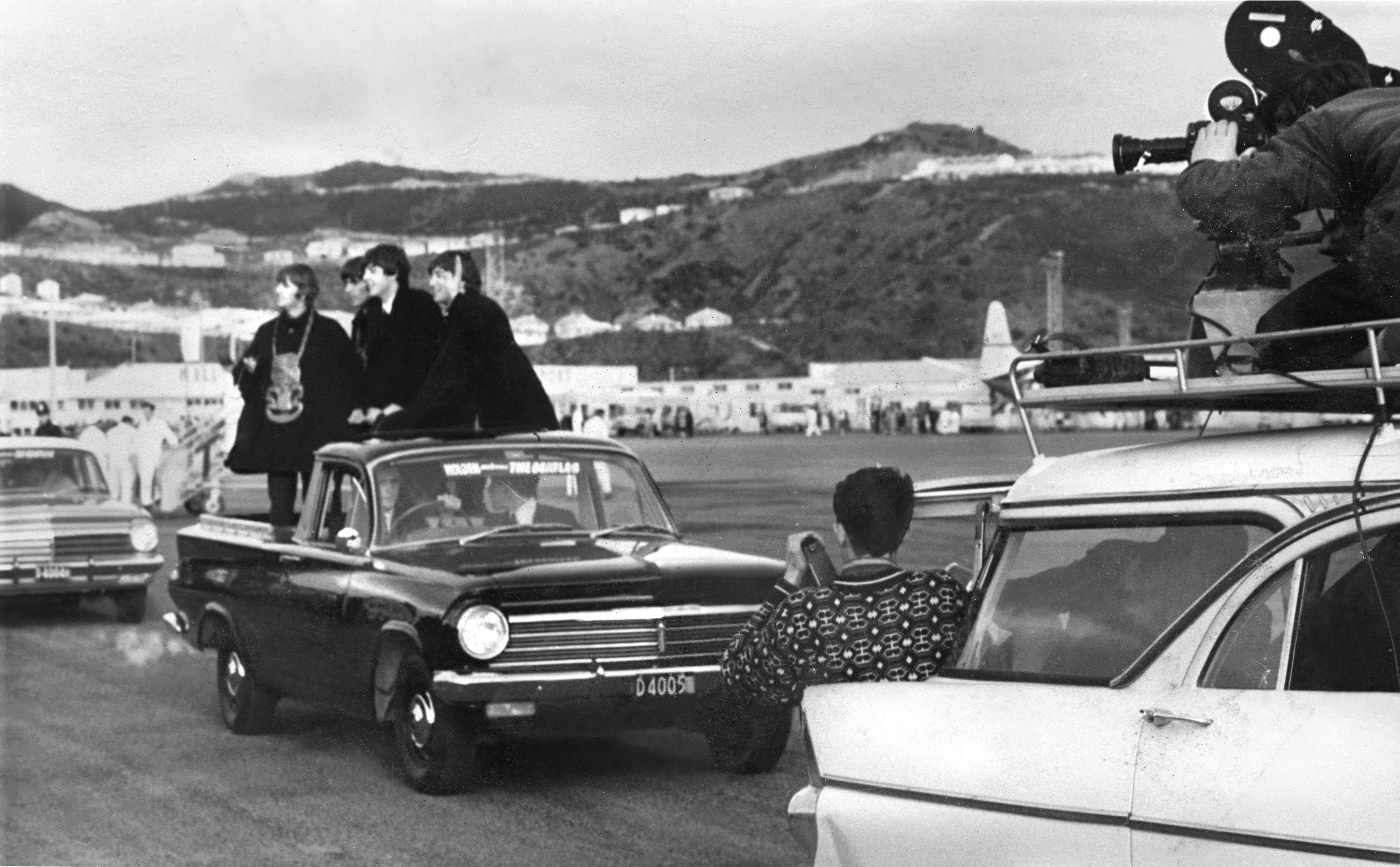
Les Beatles arrivant à l'Aéroport international de Wellington (Nouvelle-Zélande), le 21 juin 1964.

La « Beatlemania » est un phénomène d’ampleur considérable et à plusieurs facettes. La jeunesse prend goût à se coiffer et s’habiller « à la Beatles », comme en témoignent les photos de l’époque prises dans les rues. Ils deviennent des trend-setters, expression anglophone que l’on peut traduire en français par « faiseurs de mode » ou « meneurs de tendances ». Les disquaires se spécialisent sur la discographie des Beatles, et pour mieux gérer ses stocks, la société EMI / Parlophone propose la pré-souscription des albums et des singles à suivre, même s’ils sont encore à l’état de projet. Les pré-commandes atteignent dès lors des sommets inouïs : par exemple, 2,1 millions pour Can't Buy Me Love en 1964. Ils vont aligner douze no 1 successifs dans les charts britanniques de 1963 à 1966, jusqu’à la publication en février 1967 du single « double face A » Strawberry Fields Forever / Penny Lane, qui se classe « seulement » no 2 (mais tout de même premier aux États-Unis). 
Pour sa part, Capitol Records, le label américain, raccourcit la liste des chansons des albums, modifie l’ordre des pistes, invente de nouvelles pochettes et de nouveaux singles, et va jusqu’à modifier le son de certaines chansons (ajout de réverbération ou mixages stéréo inédits). Son premier single, I Want to Hold Your Hand/I Saw Her Standing There, atteint le sommet du palmarès et y reste du 1er février au 14 mars 1964. Il sera détrôné par She Loves You du 21 au 28 mars, suivi de Can't Buy Me Love du 4 avril au 2 mai. Le classement du Billboard Hot 100 du 31 mars 1964 aux États-Unis fait apparaître cinq titres des Beatles aux cinq premières places et deux albums en tête du Billboard 200. Le magazine Billboard estimera que durant les trois premiers mois de 1964, les Beatles compteront 60 % de tous les singles vendus aux États-Unis.
Des magazines spécialisés fleurissent, comme le journal officiel du groupe, le célèbre Beatles Monthly (aussi connu sous le nom de Beatles Book, 77 éditions de 1963 à 1969, intégralement republiées de 1977 à 1982) et se vendent comme des petits pains. L’atmosphère hystérique des concerts rend parfois ceux-ci presque inaudibles. Le premier ministre britannique, Harold Wilson, remarque néanmoins que ces artistes constituent pour le pays une excellente exportation, notamment en termes d’image : celle de jeunes gens souriants, polis, bien habillés, et pleins d’un humour très britannique lors des interviews. Ils sont décorés par la reine du Royaume-Uni, le 26 octobre 1965 à Buckingham Palace, de la médaille de membre de l’Empire britannique (Member of the British Empire, ou MBE). Certains MBE — dont plusieurs sont des vétérans et des chefs militaires —, froissés, renvoient par dépit leur propre croix à la Reine. John Lennon réplique qu’il préfère recevoir cette distinction en divertissant. Il s’agit en fait de la plus basse des décorations, les vrais honneurs officiels arriveront beaucoup plus tard, quand James Paul McCartney sera fait chevalier en 1997 et Richard Starkey, alias Ringo Starr, recevra aussi ce titre en 2018. Extrêmement liés, par le simple fait qu’ils sont les seuls à « vivre la Beatlemania de l’intérieur », considérant se trouver dans l’œil du cyclone, et voyant tout le monde s’agiter frénétiquement autour d’eux, les Beatles se voient affublés, par Mick Jagger, du surnom de « monstre à quatre têtes ».
Dans les années 1960, l’industrie musicale est en pleine expansion. Désormais, il est possible de donner des concerts dans des salles de plus en plus grandes, bien que la technologie ne permet pas de produire, dans certains cas, un son de qualité. À la télévision, les émissions sont de plus en plus regardées par un public familial. Les Beatles participent dès 1963 à de nombreux shows avec les animateurs les plus populaires de la télévision britannique et bientôt nord-américaine. Ils seront les premiers musiciens à passer dans une émission diffusée en mondovision, le 25 juin 1967, avec la chanson All You Need Is Love. À partir de 1965, les Beatles ne chantent pratiquement plus qu’en playback à la télévision. McCartney s’en explique : « Nous faisons un très important travail de studio, corrigeant inlassablement la moindre imperfection avec une précision maniaque. Pas question d’offrir aux téléspectateurs, alors que ce son existe, un autre son déformé par les mauvais studios des plateaux de télévision ». Toujours en 1965, les Beatles prennent la résolution de ne plus donner d’autographes : « Nous n’avons tout simplement pas assez de bras, et nous devons tout de même pouvoir utiliser nos guitares de temps en temps ! ».
Les Beatles mêlent aux standards du rock comme Kansas City des chansons susceptibles de plaire à la génération précédente : Till There Was You, You've Really Got a Hold on Me ou Bésame mucho (qui reste dans les cartons). Ces chansons font d'ailleurs partie du répertoire des Beatles depuis Hambourg. Pour que le groupe ne soit pas catalogué comme « mods » et perde le public des « rockers », Brian Epstein a une idée : retrouvant un moment le cuir de leurs débuts, les Beatles sortent un EP de quatre titres de rock pur et dur (Matchbox, I Call Your Name, Long Tall Sally et Slow Down), qui devient le « disque des initiés » et montre « ce que les Beatles savent vraiment faire quand ils le veulent ». Satisfaits par cet « os à ronger », les rockers ne dénigrent plus les Beatles eux-mêmes, mais les fans qui achètent leurs autres disques en ne sachant pas ce qu’est la « vraie » musique des Beatles. Pour se concilier ce public — mais aussi pour se faire plaisir — la présence d’un « standard du rock » devient un « incontournable » des albums suivants.
Dans le film A Hard Day's Night, tourné en noir et blanc — pour économiser sur les coûts mais aussi pour masquer le fait qu’ils n’ont pas la même couleur de cheveux — et réalisé par Richard Lester, les Beatles orchestrent habilement leur propre légende, avec un humour très britannique. Cet humour devient délirant avec le film suivant, Help!, sorti à l’été 1965, en couleurs, où les Beatles se moquent d’eux-mêmes. On va jusqu’à les comparer aux Marx Brothers, ce que John estime excessif. Plus tard, George Harrison, quant à lui, noue une solide amitié avec Eric Idle et l’ensemble des Monty Python, allant jusqu’à financer leur film La Vie de Brian. L’humour britannique est par ailleurs une composante majeure des Beatles. Ceux-ci, notamment dans le film A Hard Day's Night, n’hésitent pas à rivaliser de bons mots. À la question : « Comment avez-vous trouvé l’Amérique ? », les membres du groupe répondent : « Tournez à gauche au Groenland ! ».
John Lennon avait soigné son personnage avant-gardiste en écrivant en 1964 et 1965 deux livres de courtes nouvelles dans un style imagé et surréaliste, In His Own Write, puis A Spaniard in the Works. La critique de l’époque ne leur fait pas bon accueil. Le premier a été traduit en français par Christiane Rochefort sous le titre En flagrant délire, publié en 1965.
Entre-temps, le fan club des Beatles travaille à fidéliser un réseau de fans auxquels on concède dans le Beatles Book des bonus, notamment des photos inédites, et des disques hors commerce offerts à Noël. Un disque de Noël sortira ainsi chaque année durant les fêtes, de 1963 à 1969.

#### Impact sur la musique
Les Beatles ont exercé une grande influence sur la musique populaire occidentale. Tout d’abord, ils ont popularisé la structure du groupe de rock à « deux guitares, une basse et une batterie », avant de s’éloigner de cette formule en utilisant une très large palette d’instruments.
Par ailleurs, après avoir commencé par interpréter des standards du rock 'n' roll, les Beatles ont imposé le fait pour un groupe d’interpréter ses propres compositions. Un grand nombre des leurs sont aujourd’hui devenues des classiques du rock et de la pop, et plusieurs d’entre elles figurent parmi les plus interprétées au monde. Un certain nombre de ces reprises sont d’ailleurs devenues de grands succès.
C’est aussi le premier groupe vocal pop dans lequel plusieurs chanteurs et auteurs se définissent au nom du groupe tout au long de leur carrière. A contrario, les musiciens accompagnateurs d’Elvis étaient plutôt anonymes ou Buddy Holly and the Crickets où le chanteur et auteur, à partir du second album, était la tête d’affiche, etc.

#### Impact sur l’industrie discographique
Avant la venue des Beatles, les artistes avaient peu de pouvoir décisionnel sur l’enregistrement et la présentation de leur produit. Les maisons de disques contrôlaient ce qu’elles produisaient. Le fait que les Beatles aient pris le contrôle du studio a ouvert la porte à ceux qui les ont suivis.
Dans le monde du rock, ce sont principalement les Beatles qui ont redéfini la conception des albums pour en faire des ensembles cohérents, c’est-à-dire reflétant une véritable démarche artistique, plus qu’un empilement de chansons. Rubber Soul, sorti fin 1965, constitue un jalon majeur de cette évolution. Jusque là, c’était le format single ou 45 tours qui primait dans l’industrie du disque. Contribuant à cette genèse, les Beach Boys répondent à Rubber Soul avec Pet Sounds, dont la cohésion sonore et thématique est encore plus poussée, puis le morceau Good Vibrations ; les Beatles ripostent avec Revolver, et l’année suivante avec Sgt. Pepper's Lonely Hearts Club Band : c’est la naissance d’une nouvelle notion, celle d’album-concept, dans la lignée de Freak Out! de Frank Zappa sorti un an plus tôt. Au-delà de la musique, c’est ce qui l’entoure qui révolutionne l’industrie du disque, en particulier cette pochette particulièrement soignée, qui s’ouvre, qui est agrémentée des paroles imprimées au dos et d’une planche d’accessoires à découper : désormais la pochette d’un album ne sera plus une simple nécessité commerciale mais fera partie intégrante du projet artistique.
En 2011, le groupe prête son nom et sa musique pour la cause du téléchargement légal de musique avec une vidéo intitulée Why Music Matters.

### Reprises et adaptations
Les chansons des Beatles ont fait l’objet de multiples adaptations dans le monde entier et dans presque toutes les langues, y compris en français et dans toute la francophonie. Elles ont aussi été conjuguées dans tous les styles musicaux, et des albums entiers de reprises — instrumentales, a cappella ou chantées — leur sont consacrés.
Durant les années 1960, George Martin enregistre quelques albums de musique symphonique inspirée des Beatles. On commercialise des adaptations aussi variées que le Reggae Tribute to the Beatles, enregistré par des chanteurs jamaïcains, le Tropical Tribute to the Beatles, avec des artistes d’Amérique latine, le Beatles Go Baroque, issu des pays de l’Est, ou encore des versions jazz tels Basie On The Beatles (1970) et Basie's Beatle Bag (1998), par Count Basie ou Meets the Beatles de John Pizzarelli.
Le groupe The Punkles en a fait des versions punk rock, Beatallica s’est évertué à mélanger leurs compositions avec celles du groupe Metallica, le Beatles Rumba Band en fait des reprises rumba, tandis que le DJ Danger Mouse a mixé des samples de chansons du double blanc avec la voix du rappeur Jay-Z sur The Grey Album, et que les Easy Star All-Stars publient, en avril 2009, une reprise intégrale de Sgt. Pepper's Lonely Hearts Club Band en version reggae.
En 1988, Michael Jackson a repris Come Together pour son film Moonwalker et l’a intégré plus tard dans son album HIStory. Le groupe Tears for Fears a produit un pastiche des Beatles avec la chanson Sowing the Seeds of Love en 1989. Le groupe britannique Oasis, très inspiré par les Beatles, a repris I Am the Walrus sur scène, publiée en 45 tours en 1994  et incluse sur la compilation The Masterplan en 1998.
Les chansons du groupe ont souvent été entendues dans la bande musicale de films, soit en versions originales (comme When I'm Sixty-Four dans The World According to Garp), soit en reprises (Here Comes the Sun par Sheryl Crow pour le film Bee Movie).
Plusieurs films n’utilisent que des airs des Beatles en guise de bande originale, comme I Am Sam de Jessie Nelson. Le titre du film, voire l’intrigue, peuvent aussi s’en inspirer directement. C’est le cas, bien sûr, du Sgt. Pepper's Lonely Hearts Club Band de Michael Schultz ou de Across the Universe réalisé par Julie Taymor. D’autres encore racontent l’histoire du groupe, comme Backbeat de Iain Softley ou encore Nowhere Boy de Sam Taylor-Wood.
Plusieurs émissions de télévision utilisent les chansons des Beatles. Ainsi, l’émission Va Savoir, présentée par Gérard Klein sur La Cinquième, n’utilisait que des musiques du quatuor de Liverpool, Magical Mystery Tour servant de générique. L’éphémère Les enfants de John, également sur la Cinquième, avait pour générique Revolution. Les scénarios de la série animée pour enfants Beat Bugs utilisent les chansons des Beatles comme point de départ. Toujours d’actualité, des reprises de chansons, des films de fiction et des documentaires, des livres et des rééditions de disques des Beatles continuent à être commercialisés cinquante ans après la séparation du groupe.

### Historiographie
Dans son ouvrage The Beatles and the Historians, Erin Torkelson Weber utilise la façon dont l’histoire du groupe a été présentée au cours des décennies afin de démontrer l’importance d’une bonne méthodologie historiographique.
Durant la période où le groupe était actif, la version officielle voulait créer et entretenir le mythe des Fab Four, un groupe uni de jeunes musiciens issus de la classe ouvrière qui ressemblaient à leurs caricatures présentées dans le film A Hard Day's Night. La biographie de Hunter Davies (en) en est le parfait exemple : les parties plus sombres, telles que la prise de drogues, le départ de Pete Best ou les aventures sexuelles sont presque balayées du revers de la main. Publiée avant l’arrivée de Yoko Ono et d’Allen Klein, cette biographie officielle ne fait pas mention des dissensions subséquentes.
Les biographies qui suivent la dissolution du groupe ont tendance à encenser Lennon au détriment de McCartney, qui hérite du blâme de la rupture et qui est présenté comme un musicien commercial et charmeur, et minimisant l’apport de Harrison et Starr. Les livres Lennon Remembers (en) de Jann Wenner et Shout!: The Beatles in Their Generation (en) de Philip Norman (en) sont caractéristiques de cette situation. À la suite de la mort de Lennon, les biographies et les articles de magazines et de journaux le représentent de façon quasiment hagiographique. À l’opposé, Albert Goldman (en) publie en 1988 une biographie (en) très négative portant sur Lennon. C’est aussi à cette époque que les proches du groupe publient des mémoires quelquefois sensationnalistes (The Love You Make (en) de Peter Brown (en)) ou plus descriptives (Here There and Everywhere de Geoff Emerick, All You Need Is Ears (en) de George Martin et, beaucoup plus tard, Magical Mystery Tours (en) de Tony Bramwell) mais qui sont quelques fois teintés d’une préférence personnelle pour l’un ou l’autre des membres de groupe.
Au milieu des années 1990, le projet Anthology, la nouvelle biographie officielle, utilise, dans un souci d’équité, les interviews des quatre Beatles à parts égales et de quelques proches mais sans l’apport de Pete Best ni Yoko Ono. Bien que moins aseptisée, certains aspects problématiques ne sont qu’effleurés.
Depuis, les œuvres plus importantes sont devenues moins dithyrambiques et plus posées, se basant sur de nouvelles sources primaires ou secondaires (des enregistrements, de la correspondance, des interviews de témoins pour la plupart contre-vérifiés) et exposant plus d’un point de vue si nécessaire. On peut nommer les livres, Can’t Buy Me Love (en) de Jonathan Gould, You Never Give Me Your Money (en) de Peter Doggett (en), Revolution in the Head (en) de Ian MacDonald (en) et les titres de Mark Lewisohn (The Complete Beatles Recording Sessions (en), The Complete Beatles Chronicle et surtout The Beatles: All These Years (en) - Tune In, le tome 1 de sa trilogie en trois ou six volumes) qui peuvent maintenant être considérés véritablement comme des ouvrages historiques.

### Dans la culture populaire

#### Dessins animés
Starr, McCartney et Harrison ont chacun été invités dans des épisodes de la série animée Les Simpson, ce dernier dans l’épisode qui est calqué sur la carrière du groupe. Nombre d’autres épisodes de la série sont émaillés d’allusions aux Beatles notamment Et la cavalerie arriva (saison 14, épisode 21) où Bart saccage la collection d’objets des Beatles de Ned Flanders. Ils sont aussi parodiés dans plusieurs dessins animés tel The Flintstones, Family Guy ou South Park.
High in the Clouds, un film d'animation 3D, co-produit par Paul McCartney, prévu en 2027, est basé sur son livre d'enfant. Dans l'intrigue, le groupe de rock the Sweets comprend un morse bassiste gaucher, joué par l'auteur et une autruche à la batterie, jouée par Ringo Starr. Un écureuil, le personnage principal, inspiré par l'attitude de John Lennon, est joué par Himesh Patel.

#### Bandes dessinées
Les Beatles ont également été déclinés en personnages de bande dessinée. En 1968, une adaptation du film Yellow Submarine est adapté en comic book par José Delbo avec les textes de Paul S. Newman pour Gold Key Comics / Western Publishing. L’histoire diffère du film car la bande dessinée a été achevée bien avant que le scénario ne soit finalisé. Pour célébrer le cinquantième anniversaire de la sortie de ce film d’animation, une adaptation BD du scénario, illustrée par Bill Morrison, est publiée le 28 août 2018 par Titan Comics.
Dans une histoire de la série Strange Tales (#130 en mars 1965) des éditions Marvel Comics, la Torche humaine et La Chose tentent de recouvrir les recettes d’un concert des Beatles à Manhattan tandis que DC Comics, dans un comic book de Batman (#222 en juin 1970), met en scène la rumeur du décès supposé de McCartney. 
Ils font une apparition dans l’album Astérix chez les Bretons (1965) lorsque Albert Uderzo et René Goscinny leur ont rendu un hommage en forme de clin d'œil dans l'album Astérix chez les Bretons (le groupe, environnées d'une nuée de groupies chasseuses d'autographes, apparaissent dans l'album, et le flegmatique Breton Jolitorax commente « Ces bardes sont très populaires chez nous »). De plus, l'épouse du poissonnier Ordralfabétix, se nomme Iélosubmarine. 
Les auteurs Yves Sente et André Juillard ont utilisé la première rencontre de John Lennon et de Paul McCartney pour une scène du tome La Machination Voronov, publié en 1999, de la série de bande dessinée Blake et Mortimer.
Publiée en 2012, la bande dessinée Liverfool de Gihef et Vanders (Emmanuel Proust éditions), retrace l’histoire du premier manager des Beatles, Allan Williams (en). De plus, la vie de Brian Epstein est contée dans The Fifth Beatle, une bande dessinée sortie le 19 novembre 2013 chez Dark Horse Comics, écrite par l’écrivain et producteur de théâtre américain Vivek Tiwary et illustrée par Andrew C. Robinson. Une adaptation cinématographique de celle-ci est en cours de préparation ; initialement confiée à Bruce Cohen (American Beauty) la production devrait finalement être assurée par Simon Cowell,.

#### Pastiches
L’image et l’histoire des Beatles ont en outre été abondamment parodiées. En la matière, l’une des plus célèbres et des plus réussies, à laquelle George Harrison a apporté son concours, est certainement le pastiche des Rutles, avec Paul Simon et Mick Jagger qui y jouent leur propre rôle, dans le film All You Need Is Cash. Les pastiches des chansons sont autant de clins d’œil aux « tics » musicaux de leurs modèles — Ouch! imité de Help!, Cheese and Onions qui a des accents d’A Day in the Life, Piggy in the Middle évoquant I Am the Walrus, Doubleback Alley qui est le cousin de Penny Lane, etc. Les Bidochons, pour leur part, ont déformé les textes de leurs chansons dans l’album Quatre Beadochons dans le vent. Les Beatles apparaissent aussi sous les traits des Mosquitoes lors de l’épisode Don't Bug the Mosquitoes (saison 2, épisode 12) de l’émission jeunesse américaine Gilligan's Island (Les Joyeux naufragés). Dans la version originale en anglais, les personnages s’appellent Bingo, Bango, Bongo et Irving. Le groupe américain The Monkees, originellement des personnages d’une émission de télévision de la chaîne NBC, est aussi un pastiche des Beatles. Le groupe est aussi parodié dans le film Walk Hard: The Dewey Cox Story.

#### Théâtre
Plusieurs productions théâtrales ont été montées au sujet de la musique des Beatles, la comédie musicale Let It Be (en) de 2012 en est un exemple. En 2016, dans la production londonienne The Sessions, on peut suivre l’histoire du groupe en studio avec un acteur personnifiant George Martin comme narrateur.

#### Visuels
Enfin, les visuels du groupe ont aussi été allègrement copiés, comme la pochette de Sgt. Pepper pastichée par Frank Zappa dès l’année suivante pour son album We're Only in It for the Money (et, en France, pour l’album Beadochons) ou celle d’Abbey Road, reproduite par les Red Hot Chili Peppers sur The Abbey Road E.P., ainsi que Paul McCartney lui-même pour son album Paul Is Live. Le rappeur Kanye West parodie également ce lieu pour la pochette de son Late Orchestration, album live enregistré aux mêmes studios.

### Tourisme, monuments et lieux dédiés

#### Royaume-Uni

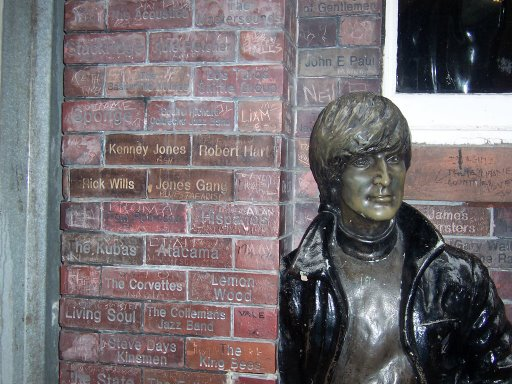
Statue de John Lennon à Liverpool.

La ville de Liverpool a développé diverses activités touristiques autour de la carrière des Beatles. Un rapport du conseil municipal de 2016 indique qu’un emploi sur cent est directement ou indirectement lié au groupe. Sur l’Albert Dock, le musée The Beatles Story (en) leur est consacré. Plusieurs rues de Liverpool portent désormais un nom en rapport avec ses plus célèbres citoyens et leur histoire : John Lennon Drive, Paul McCartney Way, George Harrison Close et Ringo Starr Drive dans le projet résidentiel Kensington Fields ; Epstein Court, Apple Court, Cavern Court dans les environs, ainsi que Pete Best Drive et le Casbah Close dans le West Derby. Les lieux emblématiques du groupe, tels que le Cavern Club, Strawberry Field (en), Penny Lane (en), ou encore les maisons d’enfance de McCartney au 20 Forthlin Road, de Lennon au 251 Menlove Avenue, de Harrison au 10 Admiral Grove et de la famille Starkey au 12 Arnold Grove se visitent en circuit organisé. En 2007, un luxueux hôtel à thème, le Hard Day's Night Hotel, a ouvert ses portes. Le George Harrison Woodland Walk est un espace de douze acres du quartier Allerton, qui sera aménagé pour y intégrer des installations d’artistes basées sur l’œuvre du guitariste. Le réaménagement du Allerton Towers ornamental gardens and woodland walk, acheté par le conseil de ville de Liverpool en 2018, devrait être complété au printemps 2021.

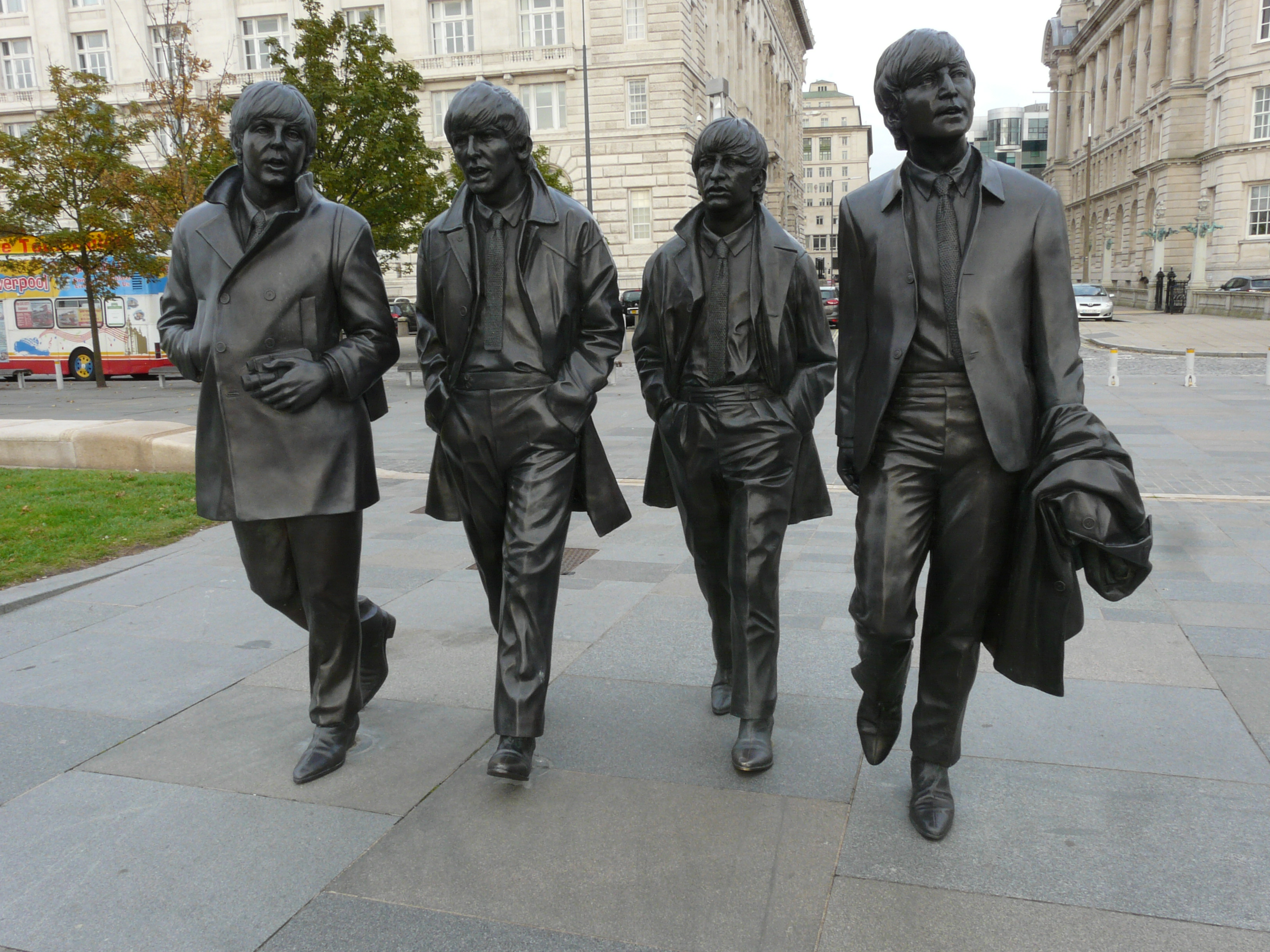
Les statues des Beatles, sur la rive du fleuve Mersey à Liverpool.

Chaque année, fin août, est organisé à Liverpool l’International Beatles Week Festival. L’aéroport de la cité portuaire est devenu en 2002 le Liverpool John Lennon Airport. Enfin, le 4 décembre 2015, cinquante ans jour pour jour après leur dernière prestation dans leur ville natale, est inauguré un ensemble de statues de bronze des Beatles sur la rive du fleuve Mersey, près des bâtiments Pier Head. Offertes à la ville par le Cavern Club, ces statues de 1,2 tonne et mesurant 2 mètres sont l’œuvre du sculpteur Andy Edwards. Une peinture murale a été dévoilée le 1er septembre 2019 sur Mason Street à New Brighton (en), à quelques pas du site du Tower Ballroom, aujourd’hui disparu, où le groupe a joué vingt-sept fois entre 1961 et 1963. On y voit la silhouette des Beatles et des reproductions d’affiches promotionnelles des soirées à la salle créées à l’époque par l’artiste Tony Booth (en).
Londres offre également des circuits pour visiter les lieux où ont vécu et travaillé les Beatles, notamment le passage pour piétons d’Abbey Road ou l’édifice qui abritait leur maison de disques Apple Corps au 3 Savile Row où a eu lieu le « concert sur le toit ».
Le 18 novembre 2015, à Plymouth dans le comté du Devon, est dévoilée une sculpture à l’endroit où les membres du groupe posèrent pour une photo en 1967, assis dans l’herbe du parc Plymouth Hoe, devant la tour Smeaton. Des traces de leurs postérieurs, de leurs jambes, de leurs pieds et de leurs mains, moulées en cuivre, sont installées à l’endroit exact où chacun était positionné, afin que les passants puissent s’y asseoir pour reproduire cette célèbre photographie de David Redfern (en), prise pendant le tournage du film Magical Mystery Tour.

#### Hambourg

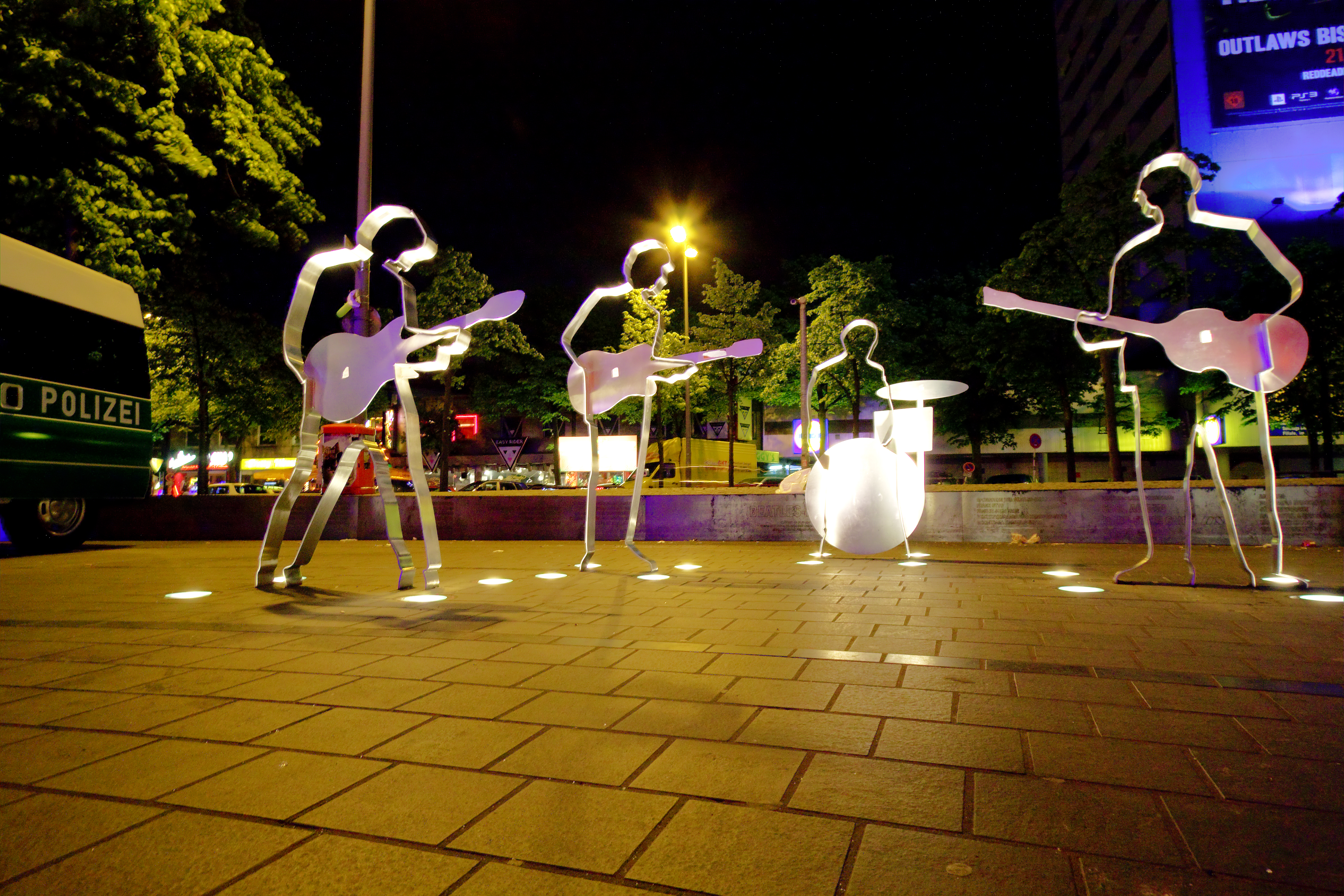
Sculptures de la Beatles-Platz.

À Hambourg, au croisement de Große Freiheit et de la Reeperbahn — à mi-distance entre le Top Ten Club et le Kaiserkeller, deux clubs où les Beatles se produisirent au tout début des années 1960 — une Beatles-Platz a été inaugurée en septembre 2008. En périphérie de cette place, qui prend la forme d’un disque 33 tours, le groupe est représenté par cinq silhouettes métalliques (avec Stuart Sutcliffe un peu à l’écart), tandis que le batteur est identifié à Pete Best et Ringo Starr, qui ne le rejoignit qu’à partir des deux derniers passages dans la ville allemande. Le musée « Beatlemania », aménagé sur cinq étages au cœur de la Reeperbahn, est ouvert de 2009 à 2012.

#### Ailleurs dans le monde

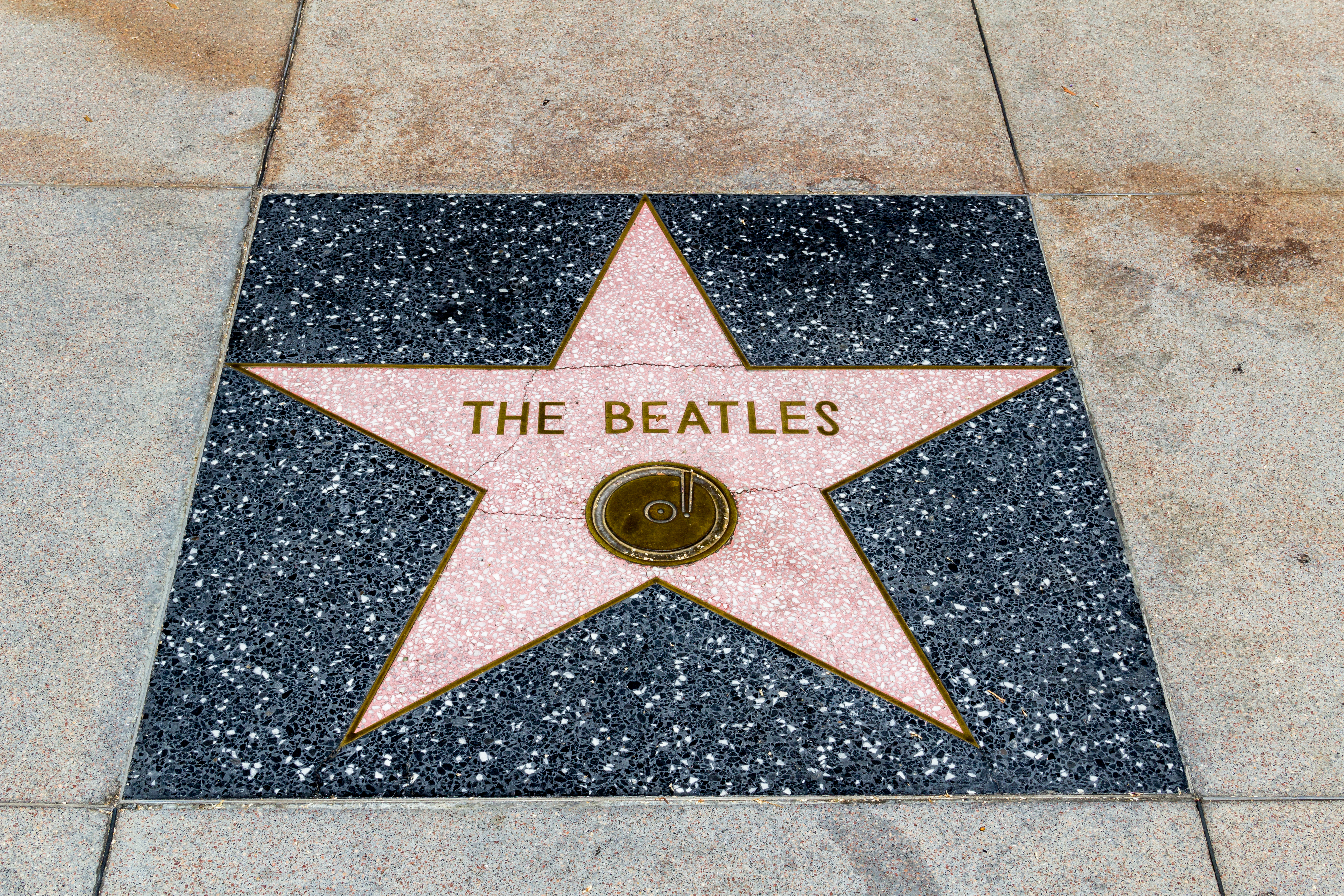
L’étoile du groupe sur le Walk of Fame à Los Angeles, située au 7080 Hollywood Blvd., inaugurée le 25 décembre 1998.

On trouve des statues et des musées sur les Beatles partout dans le monde, et notamment à La Havane (Cuba), à Lima (Pérou), à Iekaterinbourg et Samara (Russie),, à Houston (Texas) ou encore à Oulan-Bator (Mongolie), en Pologne, en Écosse ou à Brescia (Italie).
Par ailleurs, John Lennon, Paul McCartney, George Harrison et Ringo Starr ont chacun deux étoiles sur le Walk of Fame de Hollywood Boulevard à Los Angeles : l’une en tant que membre des Beatles, et l’autre pour honorer leurs carrières solo respectives.
En 2017, à Houston au Texas, des statues des Beatles tels qu’ils étaient vers la fin des années 1960 ont été créées par David Adickes. Hautes de dix mètres, les statues seront en place pour au moins un an et ensuite vendues pour 350 000 $US.
À Brest en France, un carrefour giratoire situé sur le port près de la salle de concert La Carène porte le nom « Rond-point Sgt Pepper - Album des Beatles »,.
En décembre 2021, dans la ville portuaire de Mazatlán au Mexique, la ruelle Malpica a été renommée Liverpool Alley et décorée dans le thème du groupe avec, entre autres, des statues grandeur nature de la mise en scène de la pochette d’Abbey Road et la reproduction du sous-marin jaune du dessin animé.

### Autres hommages

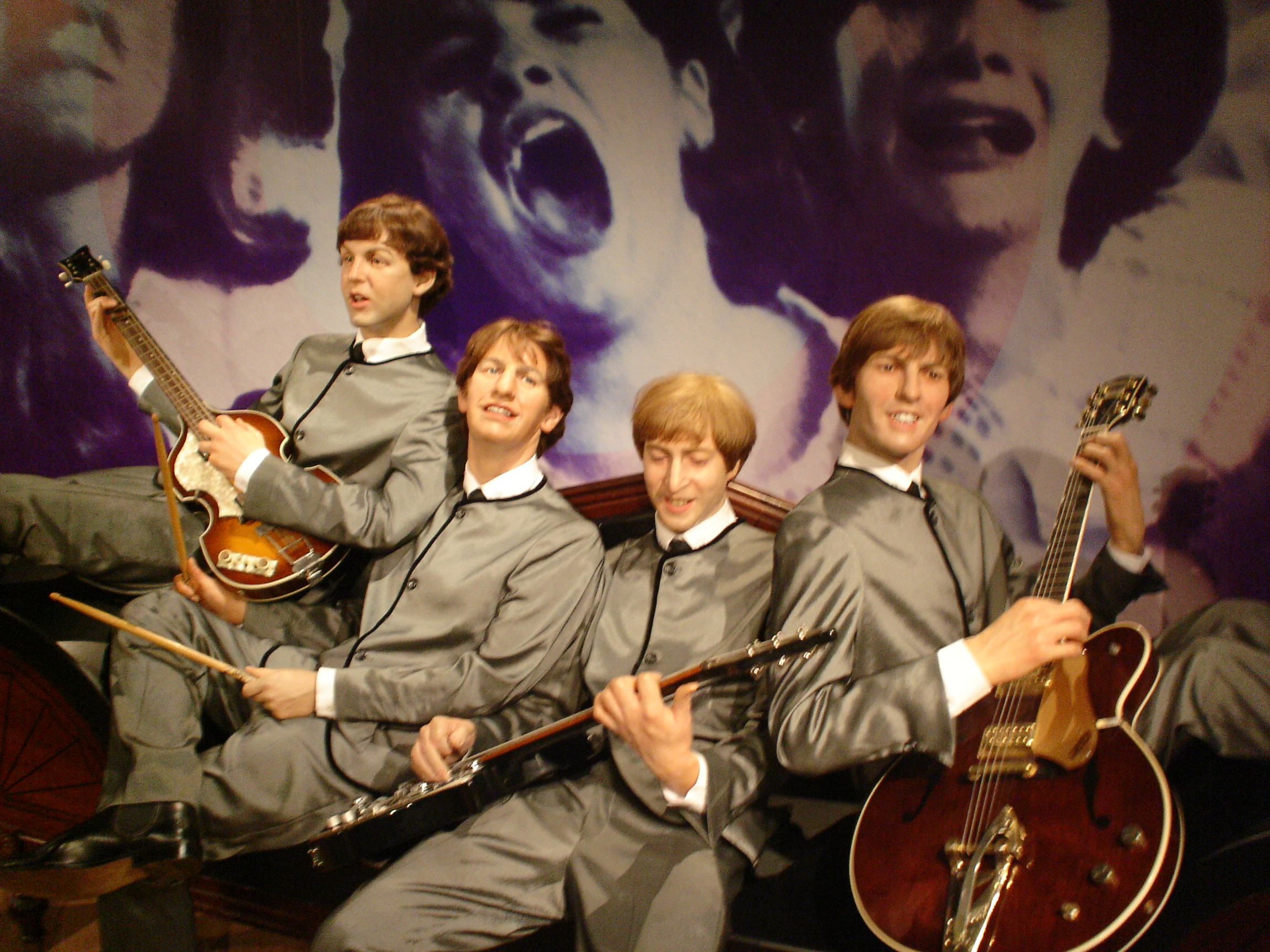
Statues de cire des Beatles au musée de Madame Tussauds à Londres.

#### Philatélie
Le 9 janvier 2007, la Royal Mail a émis deux séries de timbres-poste célébrant l’apport des Beatles à la culture populaire britannique : six timbres reprenant l’image des pochettes des disques Please Please Me, Help!, Revolver, Sgt. Pepper's Lonely Hearts Club Band, Abbey Road et Let It Be, et quatre autres sur lesquels figurent des objets de collection de l’époque de la Beatlemania. Au fil des ans, plusieurs autres pays, tels les États-Unis, le Tchad et le Burkina Faso, ont aussi créé des timbres postaux où figure la thématique des Fab Four.

#### Sciences
Le paléontologue Yves Coppens a donné le nom de Lucy au spécimen de l’Australopithecus afarensis qu’il a découvert en 1974 en Éthiopie, parce qu’il écoutait les Beatles, et notamment la chanson Lucy in the Sky with Diamonds, en répertoriant les ossements. De leurs côté, les astronomes de Harvard ont surnommé « Lucy » l’étoile BPM 37093 en référence à cette  chanson, car cette naine blanche possèderait un énorme cristal de diamant comme noyau.
Cinq astéroïdes faisant partie de la ceinture principale ont été nommés en leur honneur : (4147) Lennon, (4148) McCartney, (4149) Harrison, (4150) Starr et (8749) Beatles. Le lundi 4 février 2008, la NASA a par ailleurs diffusé la chanson Across the Universe à travers la galaxie, pour fêter le 40e anniversaire de son enregistrement. La chanson voyagera à la vitesse de la lumière pour une durée totale de 431 ans, avant d’atteindre l’étoile polaire.

#### Autres
Le 20 janvier 1988, le groupe est intronisé au Rock and Roll Hall of Fame à Cleveland, présenté par leur ami Mick Jagger, et ce musée possède depuis 2012 une exposition permanente d’artéfacts du groupe. Les membres du groupe ont aussi été intronisés individuellement au Hall of Fame (Lennon en 1994, McCartney en 1999, Harrison en 2004 et Starr en 2015, ce dernier dans la catégorie Musical Excellence. George Martin et Brian Epstein ont reçus le prix Ahmet Ertegun en 1999 et 2014, respectivement.
Le groupe a reçu 25 nominations et gagné 8 trophées Grammy au fil des ans et trois des quatre membres du groupe ont reçu des Grammy pour l’ensemble de leur carrière individuelles; McCartney en 1990, Lennon en 1991 et Harrison en 2015. Le groupe fait aussi partie des artistes récompensés par un Grammy afin d’honorer l’ensemble de leur carrière (Lifetime Achievement Award). Celui-ci est remis aux deux membres survivants par la Recording Academy le 26 janvier 2014. Un spectacle hommage a eu lieu le lendemain mettant en vedette McCartney et Starr avec des musiciens accompagnateurs tels Joe Walsh et Peter Frampton. Des artistes invités (Stevie Wonder, Alicia Keys, Keith Urban et les Eurythmics, pour ne nommer que ceux-là) ont aussi interprété des chansons du groupe. Des présentateurs, tels Johnny Depp, Jeff Bridges et Sean Penn ont animé la soirée. Une émission télé intitulée The Night That Changed America: A Grammy Salute to the Beatles (en) en est tirée et est présentée sur le réseau CBS le 9 février suivant, le soir du 50e anniversaire de la première prestation du groupe au Ed Sullivan Show.
De nombreux hommages sont rendus aux Beatles lors des Jeux Olympiques de Londres 2012, et notamment lors de la cérémonie d’ouverture, Paul McCartney faisant chanter Hey Jude par tout le Stade olympique (dont le public reprend aussi en chœur All You Need Is Love le 4 août,), ainsi que la cérémonie de clôture, où les chansons Because, Here Comes the Sun et I Am the Walrus sont interprétées par différents artistes. On voit aussi apparaître durant ce spectacle des taxis en papier journal, référence directe au vers « Newspaper taxis appear on the shore / waiting to take you away » de la chanson Lucy in the Sky with Diamonds.
Lors du gala de la 75e édition des prix Emmy, en 2024, l’Académie de la télévision place l’apparition des Beatles au Ed Sullivan Show à la troisième position des moments télévisés les plus marquants, derrière l’atterrissage sur la Lune d’Apollo 11 en 1969, à la première place, suivie des attentats du 11 septembre 2001 contre le World Trade Center.

### Produits dérivés

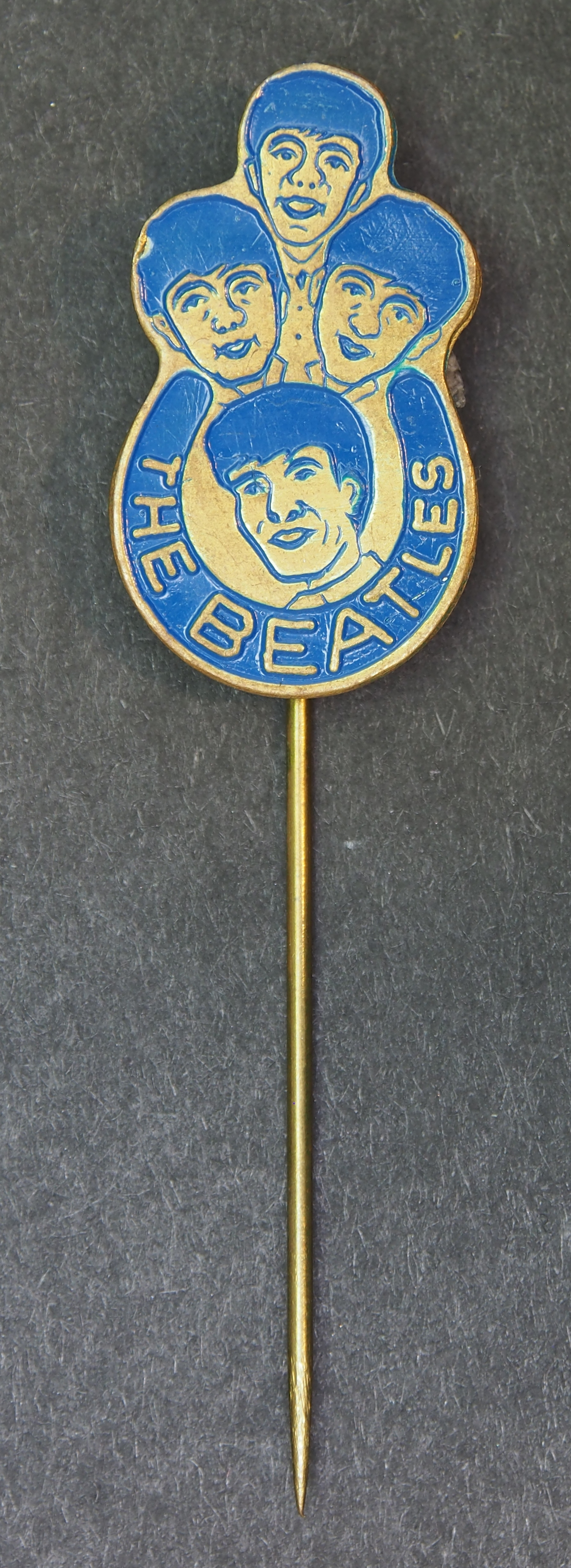
Épinglette souvenir.

Le même jour que l’édition remastérisée du catalogue complet sur CD, une autre société, MTV Games, met en vente The Beatles: Rock Band. Ce jeu vidéo a été imaginé par Dhani Harrison et commercialisé avec l’accord de Paul McCartney, Ringo Starr, Yoko Ono et Olivia Harrison qui ont aussi participé à sa conception. Décliné pour les consoles PlayStation 3, Xbox 360 et Wii, il s’agit d’un jeu de rythme permettant à six joueurs au maximum de participer à ce groupe virtuel. Giles Martin, qui avait déjà travaillé avec son père George sur l’album Love, est responsable de la production musicale. C’est la première fois qu’Apple Corps autorise l’utilisation de la musique des Beatles pour un jeu vidéo. Un mois et demi après, les ventes aux États-Unis atteignent les 595 000 exemplaires.

### Cursus universitaire
L’université Hope de Liverpool a inauguré, en septembre 2009, un cursus de maîtrise en arts dédiée au groupe, pour étudier son impact et son influence sur la musique populaire et la société en général,. « Plus de 8 000 ouvrages ont été écrits sur les Beatles mais il n’y a jamais eu d’études académiques sérieuses et c’est ce que nous allons faire », explique Mike Brocken, directeur des études à l’université Hope. « Les Beatles ont eu une telle influence sur la société, pas seulement avec leur musique, mais également dans le domaine de la mode avec leurs vestes sans col ou leurs vêtements psychédéliques… Quarante ans plus tard, c’est le bon moment. Liverpool est le meilleur endroit pour étudier les Beatles. Il s’agit assurément de la première maîtrise sur les Beatles dans ce pays et je dirais probablement la première dans le monde ». Le cours est intitulé « les Beatles, musique populaire et société », il débute en septembre et dure 12 mois à temps complet ou 24 mois à temps partiel
Depuis septembre 2022, The Journal of Beatles Studies est publié par la Liverpool University Press, édité par Holly Tessler de l’Université de Liverpool et Paul Long de l’Université Monash de Melbourne (Australie). Cette revue semestrielle contient des essais originaux rigoureusement recherchés, ainsi que des critiques de livres et de médias.

## Records établis
Au cours d’une carrière discographique longue de seulement huit années, les Beatles ont établi bon nombre de records de ventes. Voici une liste non exhaustive de records que les Beatles ont établis durant leur carrière.

### Albums
Au niveau international :
- les Beatles détiennent le record du plus grand nombre de disques vendus estimé à 600 millions, tous supports confondus, à travers le monde[382] ;
- les Beatles détiennent le plus grand nombre d’albums numéro 1 au niveau international : 37 albums[383] ;
- la compilation 1 des Beatles parue en novembre 2000 est devenue, dans le monde, le disque grand format le plus rapidement vendu de l’histoire de l’industrie discographique : 3,6 millions d’exemplaires vendus en une seule semaine et plus de 12 millions d’exemplaires vendus en trois semaines[384]. Il a depuis sa parution, franchi le cap des 31 millions d’exemplaires vendus[385].

Aux États-Unis :
- les Beatles détiennent, avec la superstar de la musique country Garth Brooks, le plus grand nombre d’albums certifiés « diamant » (plus de 10 millions d’exemplaires vendus). Ils sont au nombre de six : Sgt. Pepper's Lonely Hearts Club Band, l’Album blanc, Abbey Road, The Beatles 1962–1966, The Beatles 1967–1970, et 1[386] ;
- les Beatles détiennent avec Elvis Presley le plus grand nombre d’albums certifiés multi-platine : 24[387] ;
- les Beatles sont le groupe musical qui détient le record d’albums certifié platine (plus d’un million d’exemplaires vendus) : 39[387] ;
- les Beatles détiennent le record d’albums ayant atteint la première place : 19 (14 parus pendant leur carrière sur la période 1964-1970 et 5 parus après leur séparation) ;
- ils détiennent également le plus grand nombre de semaines passées à la première place des ventes : 132 ;
- ils ont enfin produit le plus grand succès durant la première semaine de vente pour un double album, avec 855 473 exemplaires du disque Anthology 1 écoulés aux États-Unis entre le 21 et le 28 novembre 1995.

Au Royaume-Uni :
- les Beatles détiennent le record d’albums ayant atteint la première place : 15 (11 parus pendant leur carrière sur la période 1963-1970 et 4 parus après leur séparation)[388] ;
- ils détiennent aussi le plus grand nombre de semaines passées à la première place des ventes : 174.

### Singles
Aux États-Unis seulement, le groupe a écoulé 1,6 milliard de singles.
Les Beatles ont obtenu plus de no 1 dans le monde que n’importe quel autre groupe ou artiste, notamment 23 en Australie et aux Pays-Bas, 22 au Canada, 21 en Norvège, 20 aux États-Unis, 18 en Suède et 18 au Royaume-Uni.
Ils détiennent d’une part le plus grand nombre de chansons ayant atteint la première place des charts internationaux, d’autre part la meilleure moyenne de chansons numéro 1 par année.
Les Beatles ont réussi à placer 66 chansons numéro 1 à travers le monde, dont 64 au cours de leur carrière, soit une moyenne de 8 chansons numéro 1 par an. (Ils auraient pu en décrocher encore davantage si leurs propres singles n’étaient pas entrés en compétition « interne ». Par exemple, le 45 tours Penny Lane/Strawberry Fields Forever fut publié en tant que « double face A », ce qui entraîna un comptage de ventes et de diffusion séparé au lieu d’être collectif).
Dans les « charts » britanniques et nord-américains, John Lennon et Paul McCartney sont les auteurs les plus « couronnés » de l’histoire : 29 no 1 pour Lennon et 28 pour McCartney au Royaume-Uni (dont 25 en collaboration) ; 32 pour McCartney et 26 pour Lennon aux États-Unis (dont 23 en collaboration).
Durant la semaine du 4 avril 1964, les chansons des Beatles étaient aux cinq premières places du classement du Billboard aux États-Unis. Personne n’avait jamais réalisé un tel exploit auparavant, et personne ne l’a fait depuis lors. Les chansons étaient dans l’ordre : Can't Buy Me Love, Twist and Shout, She Loves You, I Want to Hold Your Hand, et Please Please Me. La semaine suivante, 11 avril 1964, 14 chansons des Beatles figuraient dans le Billboard Hot 100.
Ils détiennent un autre record dans ce « Billboard Hot 100 » : le fait d’avoir placé trois titres l’un derrière l’autre à la première place : en 1964, Can't Buy Me Love (5 semaines) détrôna She Loves You (2 semaines), qui avait supplanté I Want to Hold Your Hand (7 semaines), sur un total de 14 semaines d’affilée.
La plus rapide vente de single de tous les temps est également à mettre à leur crédit : 250 000 exemplaires de I Want to Hold Your Hand vendus en trois jours aux États-Unis, un million en deux semaines, 10 000 exemplaires écoulés par heure durant les 20 premiers jours dans la seule ville de New York.
En précommandes, le record est de 2,1 millions pour Can't Buy Me Love (940 225 exemplaires vendus le jour de la sortie).
Au Royaume-Uni, les Beatles détiennent le record de singles vendus à plus d’un million d’exemplaires, au nombre de cinq : She Loves You, I Want To Hold Your Hand, Can't Buy Me Love, I Feel Fine, We Can Work It Out / Day Tripper.
Le 13 juin 1965, avant la publication de la chanson Yesterday, leur maison d’édition Northern Songs révélait que 1 337 reprises de leurs chansons avaient déjà été enregistrées, après seulement 32 mois de carrière discographique.
Yesterday est la chanson la plus reprise de l’histoire de l’industrie musicale. Le Livre Guinness des records recense plus de 3 000 versions enregistrées. C’est aussi la chanson la plus diffusée de l’histoire internationale de la radio.

### Prestations
Les Beatles ont également établi le record d’audience à la télévision aux États-Unis (hors retransmissions sportives) avec plus de 70 millions de téléspectateurs assistant à leur prestation au Ed Sullivan Show sur CBS le 9 février 1964.
En se produisant au Shea Stadium de New York le 15 août 1965, les Beatles établirent un nouveau record du monde de spectateurs (environ 56 000) et de rentabilité. Ce fut la première fois dans l’histoire de la musique populaire qu’un groupe ou un artiste se produisit dans un stade. Le concert a été filmé et présenté à la télévision en 1966 au Royaume-Uni et en 1967 aux États-Unis. En 2016, une version restaurée a été présentée en salle en supplément à la sortie du documentaire The Beatles: Eight Days a Week.
Ils furent aussi le premier groupe musical à jouer au Budokan de Tokyo, jusque là exclusivement réservé aux arts martiaux. Fin juin 1966, les cinq spectacles en trois jours ont attiré plus de 10 000 spectateurs chacun.
Le 25 juin 1967, les Beatles jouent All You Need Is Love dans l’émission Our World retransmise en direct dans le monde entier. Entre 400 et 700 millions de téléspectateurs ont assisté à cette prestation.

## Membres

### Les Fab Four

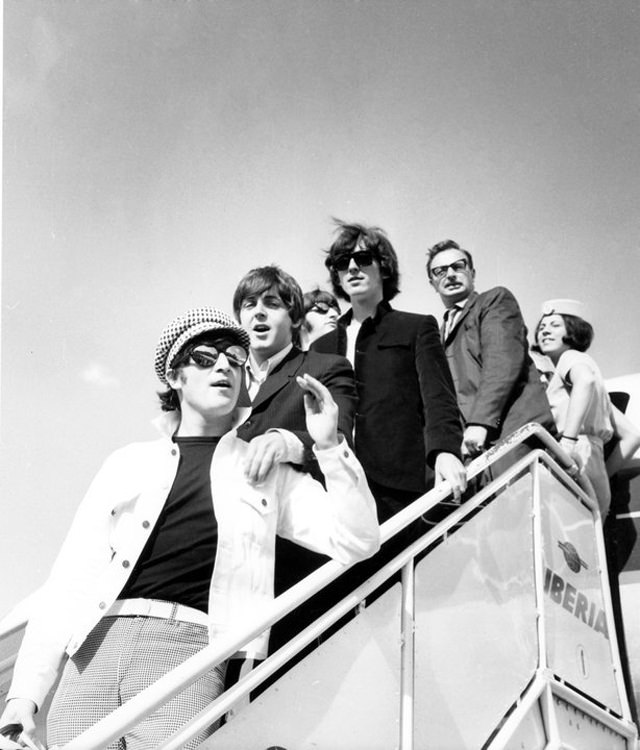
Les Beatles à l’aéroport de Madrid, le 1 juillet 1965.

À l’été 1956, John Lennon fonde un groupe de skiffle, The Quarrymen, avec des amis de son lycée. En juillet 1957, il recrute Paul McCartney, puis accepte en février 1958 l’arrivée d’un ami de celui-ci, George Harrison. Au départ, tous trois jouent de la guitare, mais les rôles se répartissent dès 1961 avec Lennon à la guitare rythmique, Harrison à la guitare solo et McCartney à la basse qui remplace Stuart Sutcliffe le bassiste original du groupe. Le quatrième membre, Richard Starkey, dit Ringo Starr, est recruté plus tard : il ne tient la batterie qu’à partir de l’été 1962, en remplacement de Pete Best.
Si, pour les premiers albums du groupe, les quatre musiciens s’en tiennent généralement à leurs instruments respectifs, ils ne tardent pas à diversifier leur palette musicale, jouant de toutes sortes de claviers, percussions, instruments divers, et allant parfois jusqu’à inverser les rôles. C’est ainsi Paul McCartney qui se charge du solo de Taxman à la place de George Harrison, et il joue également de la batterie dans quelques chansons comme Back in the U.S.S.R.. À l’inverse, il arrive à Lennon ou à Harrison de tenir la basse, comme dans Helter Skelter ou Two of Us. Lennon et McCartney jouent, seuls, de tous les instruments dans The Ballad of John and Yoko. Les membres du groupe adoptent également de nouveaux instruments : Paul McCartney, qui joue également du piano, est un des premiers à utiliser le mellotron fin 1966. George Harrison introduit la guitare électrique à 12 cordes sur l’album A Hard Day's Night et joue de plusieurs instruments indiens, notamment le sitar, dans plusieurs chansons à partir de 1965. Il est également un pionnier de l’utilisation du synthétiseur dans le rock, sur l’album Abbey Road.
Les quatre membres des Beatles chantent en solo. En règle générale, Lennon, McCartney et Harrison interprètent leurs propres compositions. Au niveau des chœurs, le chanteur principal peut doubler sa voix sur une autre piste ou par Automatic Double Tracking ou est accompagné par les deux autres, sans compter les harmonies à deux ou trois, voire jusqu’à neuf voix virtuelles comme sur la chanson Because, grâce à un subterfuge de production. Jusqu’à l’album Help!, Harrison chante sur un à trois titres — reprises de standards du rock ou chansons composées par le duo Lennon/McCartney — mais introduit dès le deuxième album une de ses propres compositions, Don't Bother Me. À partir de 1965, on retrouve habituellement deux de ses compositions sur chacun des albums. Quant à Starr, il interprète une reprise ou une composition de Lennon/McCartney sur chaque album, à l’exception de A Hard Day's Night et Let It Be où il ne chante pas. On entend sa voix en prédominance sur l’instrumental Flying de l’album Magical Mystery Tour. Il est également l’auteur de deux chansons du répertoire du groupe pour lesquelles il est le chanteur principal, Don't Pass Me By et Octopus's Garden.

### Anciens membres

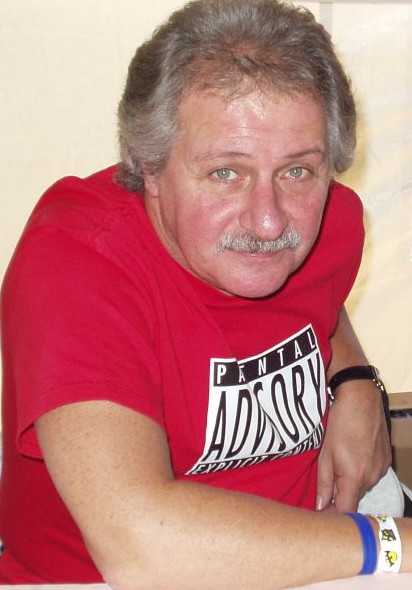
Pete Best, batteur des Beatles de 1960 à 1962. Il est évincé du groupe alors que celui-ci commence sa carrière professionnelle.

- Pete Best (né le 24 novembre 1941) a été le batteur du groupe de 1960 à 1962, durant les séjours des Beatles à Hambourg et leurs concerts au Cavern Club de Liverpool. Au mois d’août 1962, alors que le groupe décroche auprès de George Martin et du label Parlophone son premier contrat d’enregistrement, il est évincé du groupe et remplacé par Ringo Starr[403]. Par la suite, sa carrière ne décollera jamais, lui valant de passer à la postérité comme l’homme qui a raté de peu le succès[404]. Il doit attendre 1995 et la publication du disque Anthology 1 pour pouvoir obtenir une rétribution financière d’environ quatre millions de livres, pour sa contribution aux enregistrements publiés sur cet album[104].
- Stuart Sutcliffe (23 juin 1940 - 10 avril 1962), ami peintre de John Lennon, est le premier bassiste des Beatles. Sans véritablement maîtriser son instrument, il participe aux premières tournées du groupe à Hambourg, avant de reprendre ses études d’art en septembre 1961. Il meurt à 21 ans d’une hémorragie cérébrale[405] avant que le groupe connaisse le succès international[406]. John Lennon, très marqué par cette disparition, y fait allusion dans plusieurs chansons, dont In My Life (1965).

### Musiciens additionnels
Durant leur carrière, les Beatles ont fait appel à de nombreux musiciens de studio, qu’il s’agisse de musiciens classiques jouant des cuivres (par exemple pour Lady Madonna) et des instruments à cordes (Yesterday ou Eleanor Rigby), ou même d’orchestres symphoniques pour des chansons comme A Day in the Life ou plusieurs titres d’Abbey Road. Des musiciens classiques ont aussi offert des prestations solo, par exemple Alan Civil jouant le solo de cor d’harmonie sur For No One, David Mason, de la trompette piccolo sur Penny Lane ou Sheila Bromberg (en), de la harpe sur She's Leaving Home. Leur producteur et arrangeur George Martin joue fréquemment du piano et des claviers sur leurs albums. Il arrive aussi que des proches se joignent occasionnellement au groupe, comme Nicky Hopkins (sur Revolution), Eric Clapton (sur While My Guitar Gently Weeps) ou Brian Jones des Rolling Stones (sur You Know My Name (Look Up the Number)) .

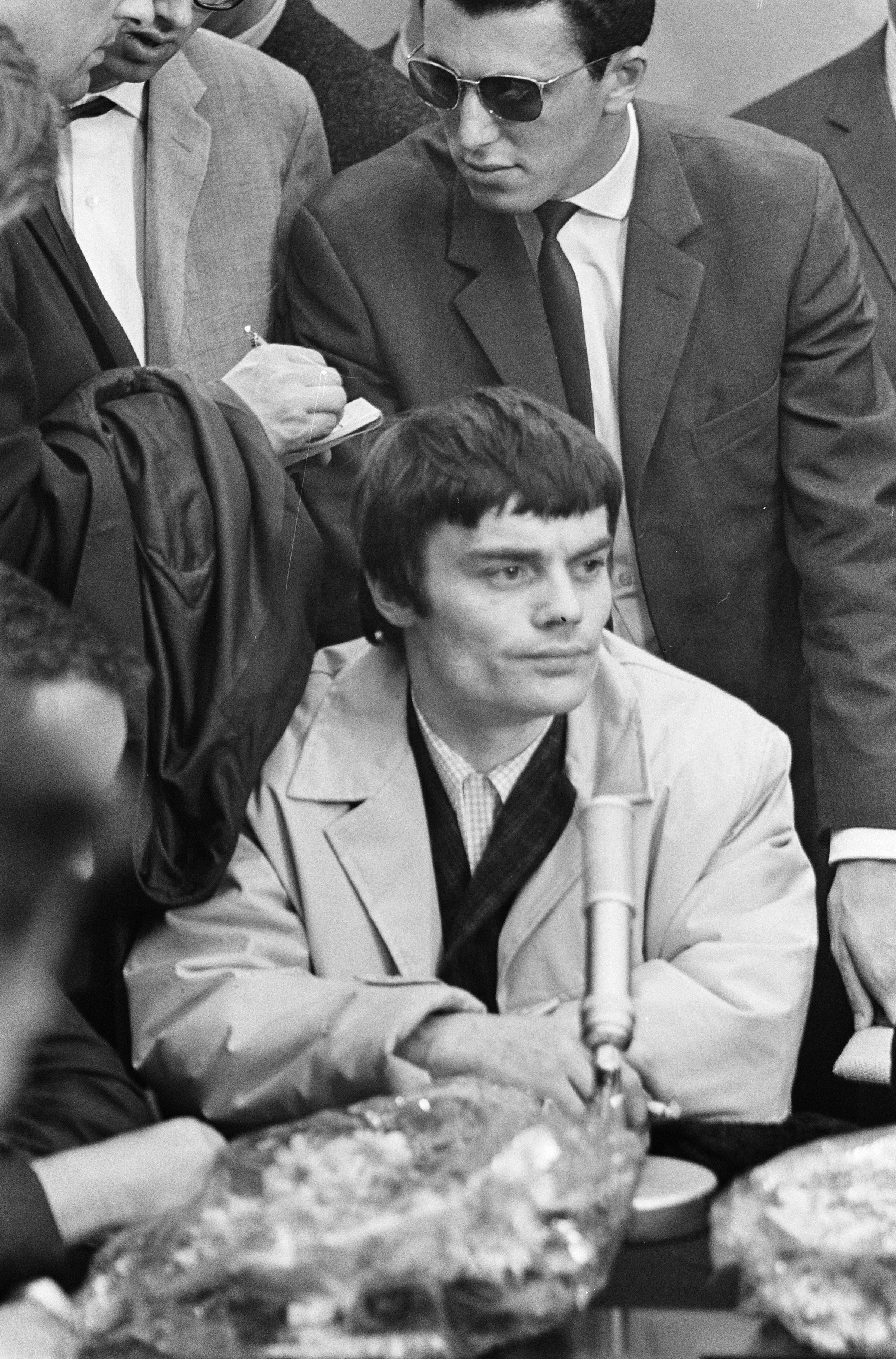
Jimmie Nicol est le seul musicien à avoir joué sur scène avec les Beatles durant la Beatlemania.

Parmi les musiciens ayant collaboré avec les Beatles, Jimmy Nicol est le seul à être monté sur scène avec eux en pleine Beatlemania : au mois de juin 1964, alors que Ringo Starr est hospitalisé en urgence, atteint d’une infection aux amygdales, Nicol est chargé de le remplacer à la batterie pour une dizaine de concerts durant une tournée en Europe puis en Océanie.
Billy Preston (1946-2006) est quant à lui le seul musicien à avoir participé à plusieurs séances en studio du groupe ; on l’entend sur certains titres de Let It Be et Abbey Road. Il est d’ailleurs exceptionnellement crédité comme musicien additionnel sur l’étiquette du 45 tours Get Back/Don't Let Me Down. Il participe également au concert sur le toit de l’immeuble Apple en janvier 1969.

### Le «cinquième Beatle»
Au cours du temps, un grand nombre de personnes ont pu prétendre au titre de « cinquième Beatle », à commencer par les quatre musiciens qui ont joué avec eux en concert : le bassiste Stuart Sutcliffe, les batteurs Pete Best et Jimmie Nicol, et Billy Preston pour son travail aux claviers sur l’album Let It Be. S’y ajoute également l’artiste et bassiste Klaus Voormann, ami du groupe depuis leurs séjours à Hambourg, qui a souvent joué avec eux durant leurs carrières en solo et a contribué à plusieurs travaux du groupe, notamment la conception de la pochette de l’album Revolver, qui remporta un Grammy Award.
Sont également cités Neil Aspinall, road manager du groupe de ses débuts à 1963, devenu leur assistant personnel et enfin le président d’Apple Corps durant quarante ans, mais aussi Derek Taylor, leur attaché de presse et confident. George Harrison a déclaré que Taylor et Aspinall étaient sans contestation les deux « cinquièmes » Beatles. Certains, plus éloignés du groupe, se sont vus attribuer le titre pour d’autres raisons. Le journaliste Ed Rudy s’est ainsi surnommé « le cinquième Beatle » pour avoir été le seul journaliste à accompagner le groupe durant sa première tournée américaine et en avoir tiré de nombreuses interviews. Le disc-jockey Murray Kauffman dit Murray The K (en), également proche des « Fab Four » durant leur première tournée et fervent défenseur de leurs disques, assure en direct avoir été intronisé « cinquième Beatle » par George Harrison lui-même ; il s’est avéré par la suite qu’il n’en était rien. Enfin, le footballeur George Best, joueur britannique emblématique dans les années 1960, acquiert un tel statut, à l’époque, qu’il se fait humoristiquement surnommer ainsi.
Deux personnes sont généralement considérées comme le « cinquième Beatle » pour leur rôle dans la carrière du groupe. Paul McCartney a déclaré au sujet de Brian Epstein, manager des Beatles de 1962 à sa mort en 1967, qui a façonné leur image et décroché leurs premiers contrats au Royaume-Uni, que « si quelqu’un a été le cinquième Beatle, c’était Brian ». Enfin, George Martin est fréquemment qualifié ainsi pour avoir engagé les Beatles sur son label Parlophone, en 1962, et avoir été leur producteur du début à la fin de leur carrière. Il a également joué des claviers dans de nombreuses chansons, contribué à leur éveil musical et à l’introduction de nouveaux instruments dans leur musique. Il a aussi écrit la plupart des arrangements, parmi lesquels ses partitions pour Yesterday, Eleanor Rigby ou All You Need Is Love.

## Discographie
Voici la liste des douze albums, des deux maxis de chansons inédites et des vingt-deux singles officiels publiés en Angleterre par les Beatles entre 1962 et 1970, complétée de quelques autres enregistrements notables. Dans le reste du monde, les albums pouvaient être édités différemment, surtout pendant les années avant « Sgt. Pepper's ». D’autres albums et singles furent publiés après leur séparation ; on retrouve plus bas une courte liste des plus notables de ces albums. À présent, toutes les chansons qui n’étaient pas parues sur leurs 33 tours originaux sont disponibles en CD sur les compilations Past Masters ou sur la version augmentée du disque Magical Mystery Tour.

### Albums studio
Il s’agit des 33 tours Parlophone (puis Apple) publiés au Royaume-Uni (et aussi en Italie, en Grèce, aux Pays-Bas, dans les pays scandinaves,,,, en Inde, etc.), et dans certains autres pays sous l’étiquette Odeon (en France, en Allemagne, en Espagne, en Argentine, etc.), où le standard était de quatorze chansons par album. Jusqu’à Revolver, ils furent redécoupés pour les États-Unis, où le standard du label Capitol Records était de onze ou douze chansons par album seulement, donnant naissance à d’autres titres d’albums : Meet the Beatles!, Something New, Yesterday and Today, etc. D’autres labels, comme Discos Musart au Mexique, publieront aussi des versions raccourcies.
- Please Please Me (22 mars 1963)
- With the Beatles (22 novembre 1963)
- A Hard Day's Night (10 juillet 1964)
- Beatles for Sale (4 décembre 1964)
- Help! (6 août 1965)
- Rubber Soul (3 décembre 1965)
- Revolver (5 août 1966)
- Sgt. Pepper's Lonely Hearts Club Band (1er juin 1967)
- The Beatles (l’« Album blanc ») (22 novembre 1968)
- Yellow Submarine (17 janvier 1969)
- Abbey Road (26 septembre 1969)
- Let It Be (8 mai 1970)

### EP avec chansons inédites
Au début de leur carrière, plusieurs EP sont commercialisés au Royaume-Uni, tous reprenant des chansons déjà publiées, sauf pour Long Tall Sally, qui contient quatre titres inédits, et le double EP Magical Mystery Tour qui en possède six. Cet ultime EP est publié en 1967 pour accompagner la sortie du téléfilm éponyme. Aux États-Unis, la maison de disques Capitol Records préfère publier Magical Mystery Tour en format 33 tours, en y ajoutant cinq autres chansons parues en singles la même année. En 1976, cette version augmentée est finalement commercialisée en Angleterre et intègre alors la discographie officielle du groupe.
- Long Tall Sally (19 juin 1964)
- Magical Mystery Tour (8 décembre 1967 – double EP sorti au Royaume Uni) / (27 novembre 1967 – album LP sorti aux États-Unis)

### Singles britanniques
Les singles sont présentés suivant l’ordre « Face A / Face B ». Les singles accompagnés du symbole « 2ƒA » sont des singles « double face A ». Quelques autres singles ont été publiés aux États-Unis durant la carrière du groupe. L’astérisque dénote une chanson qui se retrouve aussi sur un album ou EP et le symbole ≈ dénote une version différente d’une chanson parue sur un 33 tours.
- Love Me Do≈ / P.S. I Love You* (5 octobre 1962)
- Please Please Me* / Ask Me Why* (11 janvier 1963)
- From Me to You / Thank You Girl (11 avril 1963)
- She Loves You / I'll Get You (23 août 1963)
- I Want to Hold Your Hand / This Boy (29 novembre 1963)
- Can't Buy Me Love* / You Can't Do That* (20 mars 1964)
- A Hard Day's Night* / Things We Said Today* (10 juillet 1964)
- I Feel Fine / She's a Woman (27 novembre 1964)
- Ticket to Ride* / Yes It Is (9 avril 1965)
- Help!* / I'm Down (23 juillet 1965)
- We Can Work It Out / Day Tripper (3 décembre 1965) (2ƒA)
- Paperback Writer / Rain (10 juin 1966)
- Yellow Submarine* / Eleanor Rigby* (5 août 1966) (2ƒA)
- Strawberry Fields Forever / Penny Lane (17 février 1967) (2ƒA)
- All You Need Is Love* / Baby, You're a Rich Man (7 juillet 1967)
- Hello, Goodbye / I Am the Walrus* (24 novembre 1967)
- Lady Madonna / The Inner Light (15 mars 1968)
- Hey Jude / Revolution≈ (30 août 1968)
- Get Back≈ / Don't Let Me Down (11 avril 1969)
- The Ballad of John and Yoko / Old Brown Shoe (30 mai 1969)
- Something* / Come Together* (31 octobre 1969)
- Let It Be≈ / You Know My Name (Look Up the Number) (6 mars 1970)
- Free as a Bird / Christmas Time (Is Here Again) (12 décembre 1995)
- Real Love / Baby's in Black (live) (4 mars 1996)
- Now and Then / Love Me Do≈ (2 novembre 2023) (2ƒA)

### Divers
Quelques autres chansons ou enregistrements seront publiés parallèlement aux disques officiels britanniques.
- Komm, gib mir deine Hand / Sie liebt dich – single publié en Allemagne de l'Ouest le 5 mars 1964.
- The Beatles' First ! - compilation allemande des enregistrements faits à Hambourg publiée par Polydor en avril 1964.
- Bad Boy – chanson inédite parue sur l’album américain Beatles VI le 14 juin 1966.
- Across the Universe – version originale parue sur un album caritatif intitulé No One's Gonna Change Our World (en) le 12 décembre 1969.
- Les enregistrements de Noël des Beatles – collection de flexi discs humoristiques, plus ou moins improvisés, offerts aux abonnés du fan club.

### Compilations notables et albums post-séparation
- A Collection of Beatles Oldies (but Goldies) - compilation des meilleurs succès (1966)
- Hey Jude - titré The Beatles Again en France (1970)
- The Beatles 1962–1966 et 1967–1970 - compilations des meilleurs succès (1973, remixées et élargies en 2023)
- The Beatles: Live at the Hollywood Bowl - enregistrements de concerts à Los Angeles en 1964 et 1965 (1977 pour la première édition, 2016 pour la seconde avec une pochette différente et des titres supplémentaires)
- Past Masters - chansons sorties en 45 tours qui ne figuraient pas sur les albums studio officiels, ou, pour certaines, dans des versions différentes (1988 pour la première édition en deux volumes, 2009 pour l’édition en album double)
- Live at the BBC (1994) et On Air - Live at the BBC Volume 2 (2013)
- Anthology 1 (1995), 2 (1996) et 3 (1996)
- Yellow Submarine Songtrack (1999)
- 1 (2000) et 1+ (2015)
- Let It Be… Naked - version remixée de Let It Be en réduisant les arrangements au minimum, et avec une liste de titres différente (2003)
- Love - trame sonore du spectacle du Cirque du Soleil (2006)

## Filmographie

### Films officiels
- 1964 : A Hard Day's Night, film musical de Richard Lester : acteurs.
- 1965 : Help!, film musical de Richard Lester : acteurs.
- 1967 : Magical Mystery Tour, téléfilm musical réalisé par Bernard Knowles et les Beatles : acteurs et producteurs.
- 1968 : Yellow Submarine, film d’animation de George Dunning : producteurs.
- 1970 : Let It Be, documentaire musical de Michael Lindsay-Hogg : producteurs et sujets du documentaire. Il fait l’objet d’une restauration complète en 2024.
- 1991 : The Beatles: The First U.S. Visit (en), réalisé par Kathy Dougherty. Filmé en 1964 par les frères Maysles et sorti en fin d’année sous le titre What's Happening! The Beatles in the U.S.A., décrit la première tournée américaine du groupe[431].
- 1995 : The Beatles Anthology raconte l’histoire des Beatles par l’entremise d’entrevues avec des membres du groupe et des gens de leur entourage.
- 2016 : The Beatles: Eight Days a Week est construit à partir d’images des archives d’Apple et de séquences inédites récupérées de fans du monde entier et réalisé par Ron Howard. Ce film traite principalement des tournées du groupe à partir des spectacles au Cavern Club de Liverpool en 1962 jusqu’à leur dernier concert au Candlestick Park de San Francisco en 1966[432].
- 2021 : The Beatles: Get Back, une réalisation de Peter Jackson. Ce documentaire de style téléréalité de près de huit heures, en trois épisodes, est constitué d’images, la plupart inédites, tournées en janvier 1969 lors de la réalisation du film Let It Be[433].
- 2023 : Now and Then – The Last Beatles Song, est un court documentaire réalisé par Oliver Murray qui décrit la réalisation de la dernière chanson du groupe[434].
- 2024 : Beatles '64, co-produit par Martin Scorsese, est un documentaire sur l’arrivée du groupe en sol américain en février 1964[265].

### Documentaires notables
- 1982 : The Compleat Beatles (en), produit par Patrick Montgomery (en) et avec Malcolm McDowell à la narration, explore la carrière des Fab Four à travers de nombreuses interviews de proches et collaborateurs[435].
- 2009 : How the Beatles Rocked the Kremlin, réalisé par Leslie Woodhead (en), examine l’influence des Beatles sur la jeunesse et la société derrière le rideau de fer[436].
- 2013 : Good Ol’ Freda, réalisé par Ryan White, ce documentaire raconte la carrière des Beatles vécue par la responsable du fan club du groupe, Freda Kelly[437].
- 2017 : How the Beatles Changed the World, réalisé par Tom O'Dell, ce documentaire analyse l’impact musical et culturel que les Beatles ont eu sur le monde, à travers des interviews et des images d’archive[438].

### Autres

#### Séries d’animation
- The Beatles est une série de dessins animés, diffusée aux États-Unis entre septembre 1965 et mai 1969, faisant intervenir les quatre Beatles dans leur précédent style, c’est-à-dire sans moustaches ni lunettes. Les voix des personnages n’avaient plus rien en commun avec celles des Beatles, leur accent de Liverpool ayant été considéré comme difficilement compréhensible par le public américain. Chaque épisode comportait une chanson des « vrais » Beatles[439].
- Beat Bugs est une série animée par ordinateur en trois saisons, en onde à partir de juillet 2016, qui met en scène des insectes anthropomorphiques dans un jardin de banlieue, où l’histoire est tirée d’une chanson du groupe qui est reprise pour les besoins de l’épisode par des chanteurs connus[300].

#### Vidéographie
- Au cours de leur carrière, des films promotionnels ont été tournés pour promouvoir certaines de leurs chansons. Ceux-ci ont été compilés dans la réédition de luxe du disque 1 publié le 6 novembre 2015. Cette collection comprend aussi plusieurs clips créés à la suite de la séparation du groupe[440] et plusieurs autres ont été produits depuis la publication de ce CD.

#### Films biographiques
- 1979 : Birth of the Beatles (en) de Richard Marquand raconte les débuts du groupes à Liverpool et Hambourg[441].
- 1994 : Backbeat, de Iain Softley, se rapporte à leurs séjours à Hambourg en 1960-61.
- 2000 : In His Life: The John Lennon Story (en), téléfilm de David Carson qui traite de l’adolescence de John Lennon.
- 2009 : Nowhere Boy, de Sam Taylor-Wood, traite de l’adolescence de John Lennon et de la genèse de sa carrière musicale.
- 2010 : Lennon Naked, de Edmund Coulthard, téléfilm avec Christopher Eccleston dans le rôle de John Lennon, montre la vie de ce dernier au moment de la séparation des Beatles.
- 2024 : Midas Man (en), de Sara Sugarman, Jonas Akerlund et Joe Stephenson. Ce film traite de la vie du manager Brian Epstein, interprété par Jacob Fortune-Lloyd[442].
- 2028 : The Beatles – A Four-Film Cinematic Event (titre provisoire), quatre films, réalisés par Sam Mendes, raconteront l’histoire du groupe, chacun selon la perspective d’un membre différent[443]. Les scénarios seront écrits par Jez Butterworth, Peter Straughan (en) et Jack Thorne[444].

#### Films de fiction
- 1978 : I Wanna Hold Your Hand, de Robert Zemeckis, raconte les mésaventures d’adolescents qui tentent d’assister à la prestation des Beatles au Ed Sullivan Show lors de leur première tournée nord-américaine.
- 2000 : Le téléfilm Two of Us (en), réalisé par Michael Lindsay-Hogg et mettant en vedette Jared Harris dans le rôle de John Lennon et Aidan Quinn sous les traits de Paul McCartney, se déroule le 24 avril 1976, au moment où les deux ex-Beatles passent une journée ensemble à New York.
- 2007 : Across the Universe, de Julie Taymor, est une comédie musicale rythmée par 33 titres des Beatles, qui conte une histoire d’amour des années 1960 entre Jude (interprété par Jim Sturgess), jeune ouvrier de Liverpool venu aux États-Unis à la recherche de son père, et Lucy (interprétée par Evan Rachel Wood), belle blonde dont le frère est un étudiant révolté de Princeton.
- 2019 : Yesterday est une comédie, réalisée par Danny Boyle et écrite par Richard Curtis, qui raconte l’histoire de Jack, un musicien inconnu, (Himesh Patel) victime d’un accident de la route subi au même moment qu’une panne de courant affecte la planète entière. Subséquemment, il devient le seul à connaître les Beatles et leurs chansons ce qui lui permet de devenir une vedette de la musique[445].